# Bonner SC

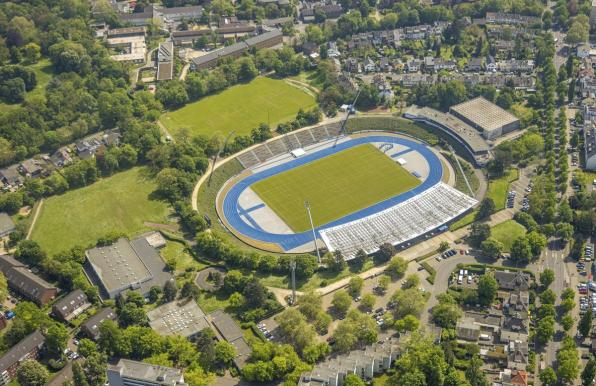
Der Sportpark Nord, Heimstadion des Bonner SC, aus der Adlerperspektive

Koordinaten: 50° 44′ 49,8″ N, 7° 5′ 4,5″ O

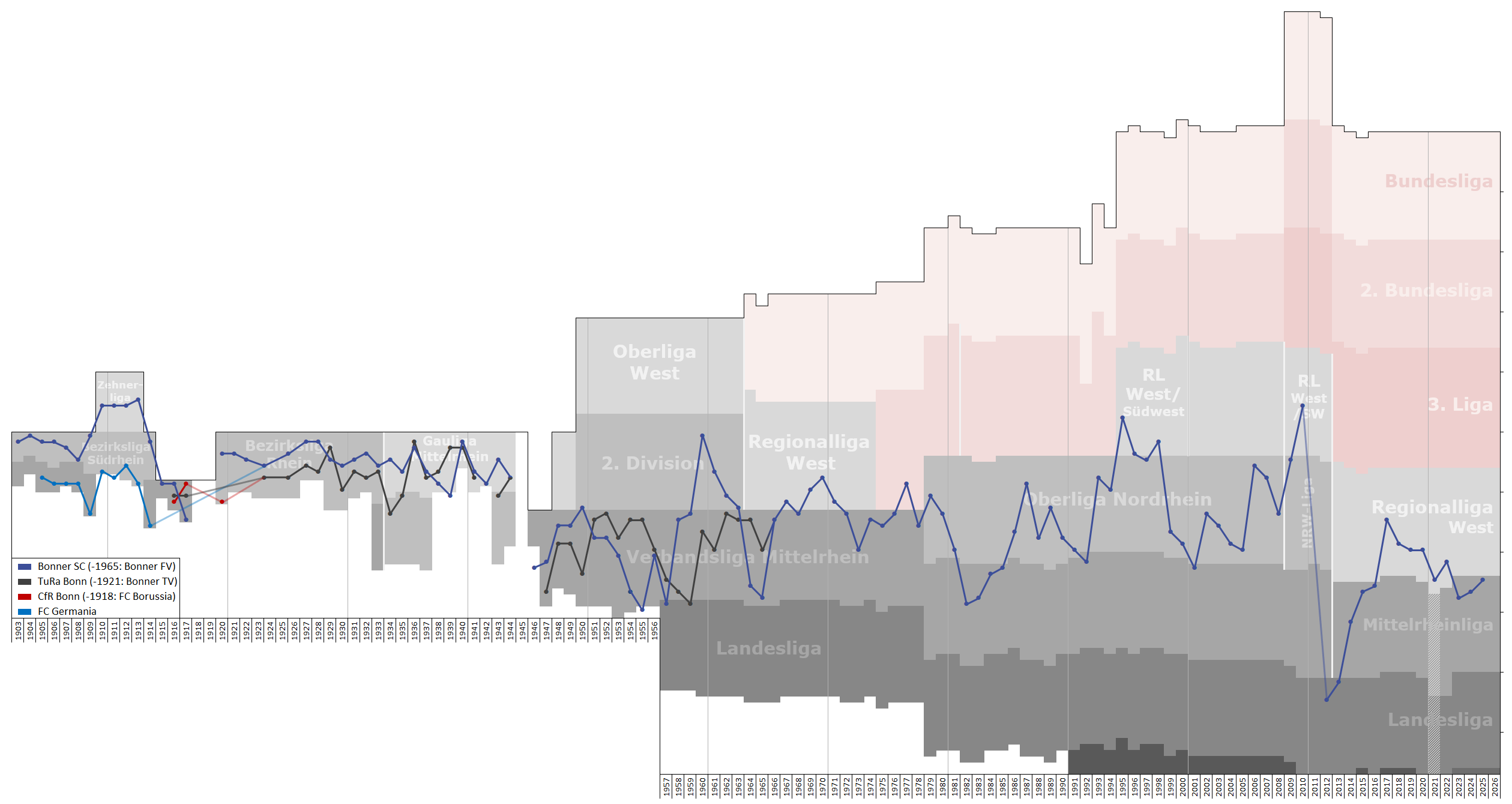
Historische Ligaplatzierungen der ersten Männermannschaft des Bonner SC und seiner Vorgängervereine

Der Bonner Sport-Club 01/04 e. V. (kurz Bonner SC oder BSC) ist ein Sportverein aus der Bundesstadt Bonn im Süden Nordrhein-Westfalens. Er entstand im Juni 1965 durch den Zusammenschluss des 1901 gegründeten Bonner FV und der 1904 gebildeten Mannschaft Tura Bonn. Die Vereinsfarben sind gemäß dem alten Stadtwappen von Bonn Blau und Rot und das Logo des Vereins zeigt den Bonner Löwen, weswegen die Spieler der Mannschaft auch Rheinlöwen genannt werden. Spielstätte ist der rund 10.000 Zuschauer fassende Sportpark Nord. Der Verein ist vor allem durch seine erste Fußballmannschaft der Herren bekannt. Sie spielte in der Saison 1976/77 in der 2. Bundesliga, aktuell spielt sie in der viertklassigen Regionalliga West. Sie ist zudem Rekordsieger der Mittelrheinliga mit sieben gewonnenen Titeln (1968, 1972, 1976, 1985, 2001, 2016, 2025) und nahm bisher dreimal am DFB-Pokal teil (1977, 1979, 2017). Der in dem Bonner Stadtteil Nordstadt beheimatete Verein hat Stand 2025 insgesamt 750 Mitglieder.

Die erste Herrenmannschaft des Bonner SC spielte nach ihrer Gründung ein Jahrzehnt lang abwechselnd in der Verbandsliga und in der Regionalliga, ehe 1976 der Aufstieg in die 2. Bundesliga gelang. Dort konnte der BSC zwar den sportlichen Klassenerhalt schaffen, erhielt jedoch aus finanziellen Gründen keine Lizenz und musste zwangsläufig absteigen. Nach mehreren Jahrzehnten der sportlichen Unbedeutsamkeit, in der es durch sporadische Regionalliga-Angehörigkeit jedoch auch Zeiten des sportlichen Aufschwunges gab, ging der Verein 2010 in Insolvenz, weshalb der Verein keine erste Herrenmannschaft mehr stellen konnte. Nach abgeschlossenen Insolvenzverfahren gelang dem Verein von 2011 bis 2016 der Durchmarsch von der Landesliga bis in die Regionalliga West. In der Saison 2021/22 stieg der Verein in die Mittelrheinliga ab, um dann später 2025 den Wiederaufstieg zu schaffen.

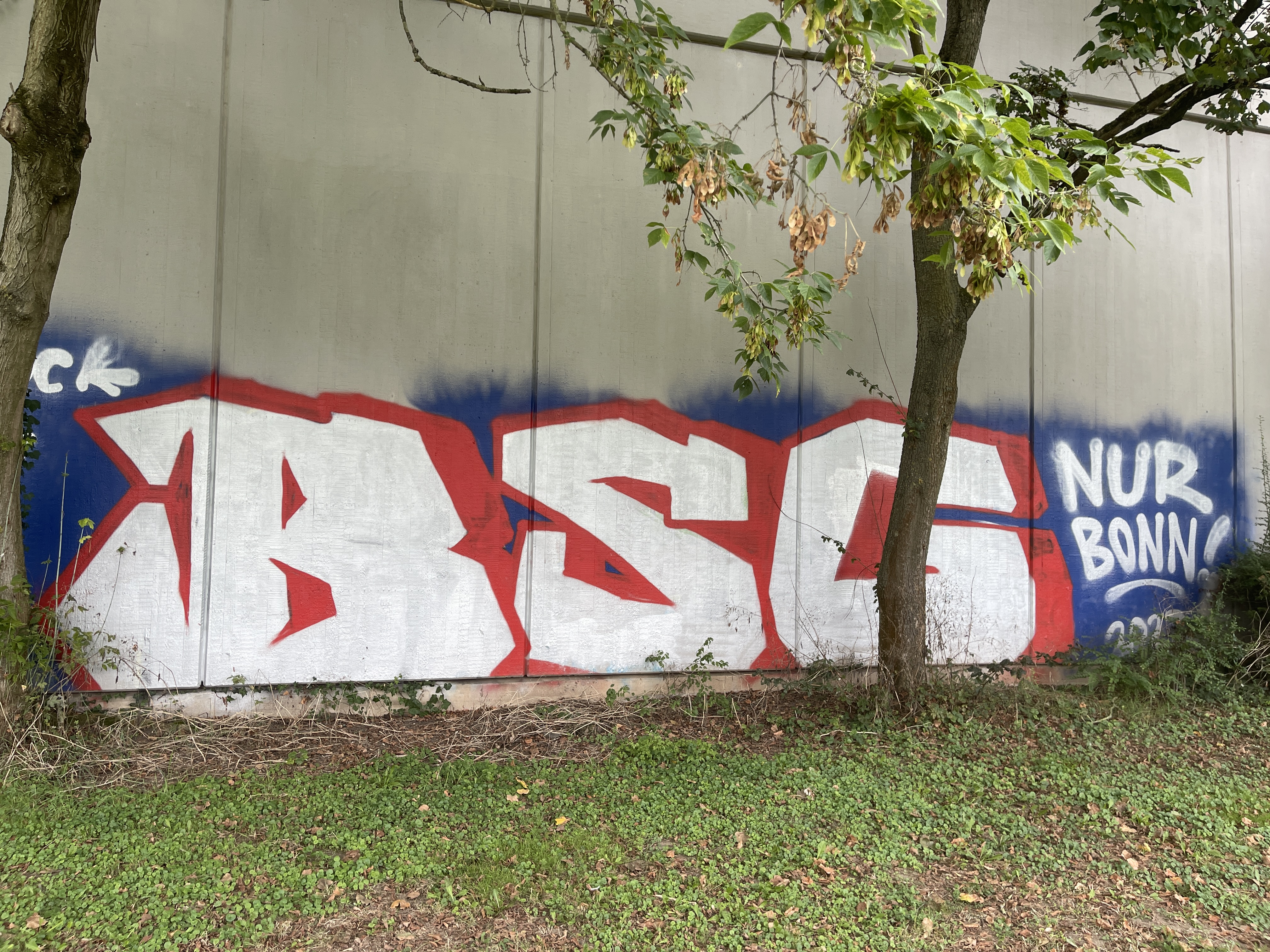
BSC, Abkürzung des Vereinsnamens Bonner Sport-Club, als Fangraffiti

In der Anfangsphase der deutschen Meisterschaft im Frauenfußball war das Team des Bonner SC sehr erfolgreich und wurde 1975 der zweite Deutsche Meister in der Geschichte des Frauenfußballs. Nach der Stilllegung der Frauenmannschaft in den 1980er-Jahren spielt in der Saison 2024/25 ein neugegründetes Frauenteam in der Kreisliga A und stieg im Premierenjahr als Meister direkt auf. Die vereinseigene Futsalabteilung BSC spielt in der zweithöchsten Spielklasse, der Futsalliga West. Außerdem besitzt der Verein eine unterklassige Tischtennisabteilung. Der Verein hatte von 1967 bis 1997 auch eine Rugbyabteilung, die mehrfach am Spielbetrieb der Rugby-Bundesliga teilnahm und sich später aus finanziellen Gründen vom Bonner SC ablöste und mit dem RC Bonn-Rhein-Sieg e. V. einen eigenen Verein gründete. Zudem spielt die Elektrorollstuhl-Fußballabteilung des Vereins in der Powerchair Football Bundesliga.

## Geschichte der ersten Männermannschaft
Da der Bonner SC 1965 im Wesentlichen aus der Fusion zweier Bonner Vereine (Bonner FV und Tura) mit jeweils jahrzehntelanger Tradition hervorging, ist die Geschichte dieser beiden Vorläuferklubs auch Teil der Geschichte des BSC.

### Bonner Fußballverein

#### 1896 bis 1902: Ursprünge und Gründung
Der Bonner FV wurde am 25. März 1901 im Gasthaus Vater Arndt gegründet. Die Initiative zur Vereinsbildung ging dabei von ehemaligen Fußballspielern des Bonner Turnvereins (BTV) aus.
Die Fußballmannschaft des BTV hatte bereits seit 1896 eigene Wettkämpfe ausgetragen und dabei in einem ersten überregional ausgetragenen Spiel den Kölner Turnverein mit 4:0 geschlagen. Zwei Jahre später stand die Bonner Mannschaft auf dem Exerzierplatz auf dem im Westen Bonns gelegenen Venusberg während des III. Kongresses des Zentralausschusses für Volks- und Jugendspiele dem Fußballclub München-Gladbach (später Mönchengladbach) gegenüber. Zudem trat der BTV in Duisburg gegen den dort beheimateten Turnverein an und gewann mit 3:1. Ab 1898 stellte die Stadt Bonn – auf Initiative des Lehrers, Fußballförderers und späteren Vereinspräsidenten Rudolf Weegmann – auf dem Kessenicher Feld dauerhaft ein Spielfeld zur Verfügung, das fortan, wie auch die Bonner Hofgartenwiese, für Fußballpartien genutzt werden sollte. Im ersten Spiel in dieser neuen Stätte gewann der BTV gegen die Turnvereinigung Düren mit 4:1.
Mit Gründung der Combinierten Bonner Fußballmannschaft während der Osterfeiertage 1899 konnten unter der Leitung des ersten Turnwarts Oskar Fräsdorf die Erfolge fortgesetzt werden. Die Bezeichnung „Combiniert“ erhielt das Team, da es sich sowohl aus Mitgliedern des Turnvereins als auch aus Studenten und Gymnasiasten zusammensetzte. Die neu formierte Elf – in der nur noch zwei BTV-Spieler standen – besiegte in ihrer ersten Partie am 30. Juli 1899 den Kölner FC 1899 in der Domstadt mit 3:1. Nachdem das November-Rückspiel im heimischen Bonn ebenfalls gewonnen werden konnte, folgten 1900 weitere bedeutende Partien gegen den SC München-Gladbach (2:0) und ein 2:2-Remis gegen den amtierenden belgischen Meister Racing Club de Bruxelles anlässlich des Rheinischen Spielfestes in Köln. Im Dezember 1900 besiegten die „Combinierten“ noch in Koblenz den Frankfurter Meister FC Germania mit 5:0, bevor dann Fräsdorf, hauptamtlich im Verwaltungsdienst beschäftigt, nach Koblenz versetzt wurde und somit die Betreuung der Mannschaft aufgeben musste.

#### 1902 bis 1914: Anfangsjahre bis zum Ersten Weltkrieg
| Saison  | Liga       | Level | Platz | Tore  | Punkte |
| ------- | ---------- | ----- | ----- | ----- | ------ |
| 1902/03 | Bezirk 1   | I     | 2.    | 36:7  | 13:3   |
| 1903/04 | Bezirk 1   | I     | 1.    | 27:9  | 12:0   |
| 1904/05 | Bezirk 1   | I     | DISQ. | -     | -      |
| 1905/06 | Bezirk 1   | I     | 2.    | 27:14 | 14:6   |
| 1906/07 | Bezirk 1   | I     | 3.    | 20:20 | 7:9    |
| 1907/08 | Bezirk 1   | I     | 5.    | 22:26 | 5:11   |
| 1908/09 | Bezirk 1   | I     | 1.    | 24:12 | 15:15  |
| 1909/10 | Zehnerliga | I     | 6.    | 45:49 | 15:21  |
| 1910/11 | Zehnerliga | I     | 6.    | 41:34 | 17:19  |
| 1911/12 | Zehnerliga | I     | 6.    | 35:33 | 15:21  |
| 1912/13 | Zehnerliga | I     | 5.    | 35:33 | 18:18  |
| 1913/14 | Zehnerliga | I     | 2.    | 39:25 | 18:10  |

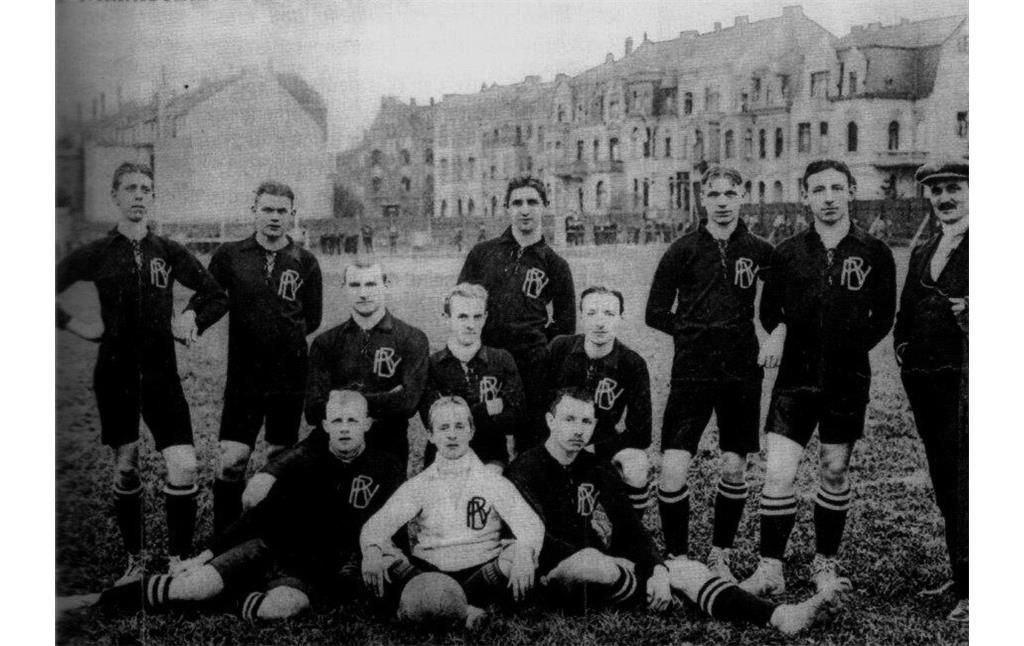
Die erste Mannschaft des Bonner Fußballvereins im Jahre 1908

Im Herbst 1902 schloss sich der Bonner FV dem Rheinisch-Westfälischen Spielverband an und war dort fortan im Bezirk 1 aktiv. Von einem umfangreichen Meisterschaftsbetrieb konnte dort noch nicht die Rede sein, da die 35 beteiligten Mannschaften insgesamt zu nur 99 Partien kamen. Der BFV konnte alle Begegnungen zunächst siegreich gestalten, verlor dann aber im Spiel um die Meisterschaft gegen den Kölner Fußball-Club 1899 mit 0:1. Im anschließenden Jahr gelang allerdings gegen denselben Verein mit einem 4:2-Sieg in Köln-Merheim (Weidenpescher Park) die Revanche. Dadurch qualifizierte sich der BFV für das Endspiel um die Westdeutsche Meisterschaft des Jahres 1904, das mit 0:1 gegen den Duisburger SpV verloren ging.

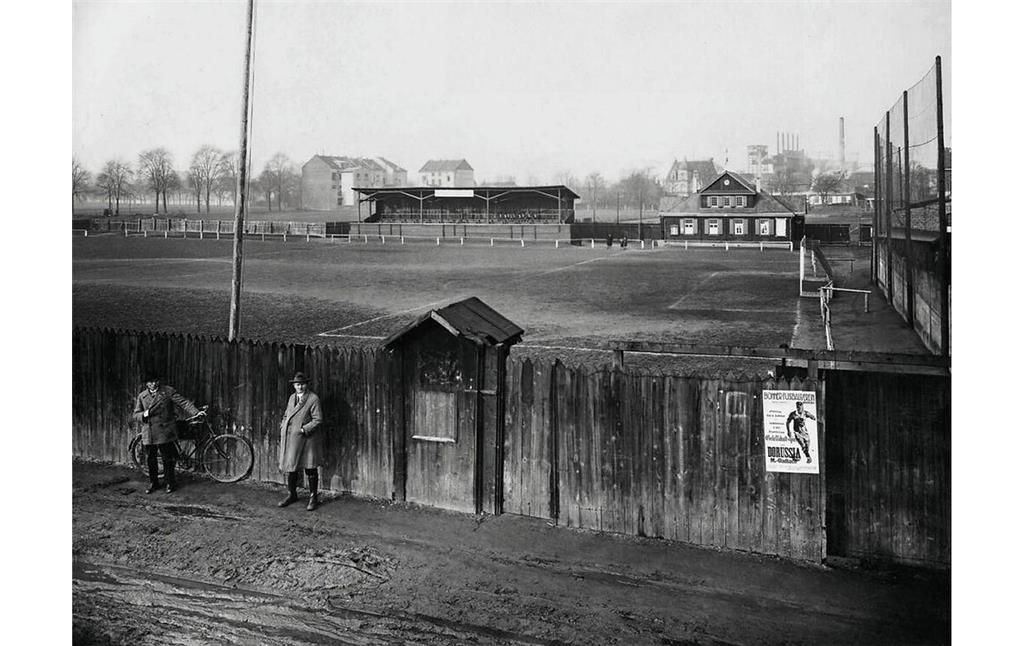
Der Sportplatz an der Bonner Richard-Wagner-Straße, Spielstätte des damaligen Bonner FV

Mittlerweile hatte die Stadt Bonn das Kessenicher Feld verkauft und der BFV begann – mit großer Unterstützung der eigenen Anhänger – eine neue Spielstätte an der Richard-Wagner-Straße zu errichten. Das Eröffnungsspiel auf dem Platz an der Richard-Wagner-Straße fand am 17. September 1904 gegen Preußen Duisburg statt. Der BFV gehörte auch weiter zu den spielstärksten Mannschaften im Westdeutschen Spielverband und gewann in der Saison 1908/09 die Südkreismeisterschaft, schied dann aber im Kampf um die Verbandsmeisterschaft in der Zwischenrunde mit einem 1:3 gegen den Duisburger FV aus.
Als Gründungsmitglied der in der Saison 1909/10 eingeführten Zehnerliga gehörte der BFV auch weiter zu den besten Teams und feierte mit Freundschaftsspielen gegen den FC Liverpool (1:5) und Young Fellows Zürich (2:1) sein zehnjähriges Vereinsbestehen. In der Saison 1912/13 schloss der Verein die Zehnerliga auf dem fünften Tabellenplatz ab. Die Verbandsliga wurde im Rahmen einer Umstrukturierung anschließend durch Kreisligen ersetzt, in der der BFV auf Anhieb den zweiten Platz hinter dem Kölner BC und im Anschluss den dritten Rang in der Westdeutschen Fußballmeisterschaft erreichte. Anschließend wurde aufgrund des Beginns des Ersten Weltkriegs der Spielbetrieb weitgehend eingestellt, der später unter äußerst widrigen Bedingungen in einer „Kriegsmeisterschaftsrunde“ wieder aufgenommen wurde. Insgesamt fielen dem Krieg, nach den historischen Klubaufzeichnungen, 48 Mitglieder – darunter auch Oskar Fräsdorf – zum Opfer. Zu den bedeutenden Spielern, die über die Bonner Stadtgrenzen hinaus bekannt waren, gehörten in dieser Zeit vor allem Theo Koenen und Josef Schümmelfeder. Beide nahmen an Länderspielen der deutschen Nationalmannschaft teil. Neben diesen beiden Akteuren wurde zudem Jean Schwister regelmäßig in die westdeutsche Auswahl berufen.

#### 1918 bis 1933: Nach dem Ersten Weltkrieg bis zur Einführung der neuen Gauliga
| Saison  | Liga                             | Level | Platz | Tore  | Punkte |
| ------- | -------------------------------- | ----- | ----- | ----- | ------ |
| 1919/20 | Rheinische Südkreismeisterschaft | I     | 4.    | 56:40 | 26:18  |
| 1920/21 | Rheingaumeisterschaft            | I     | 4.    | 32:27 | 21:15  |
| 1921/22 | Rheingaumeisterschaft            | I     | 5.    | 36:44 | 17:19  |
| 1922/23 | Rheingaumeisterschaft            | I     | 7.    | 25:27 | 8:12   |
| 1923/24 | Rheingaumeisterschaft            | I     | 6.    | 42:38 | 20:20  |
| 1924/25 | Rheingaumeisterschaft            | I     | 2.    | 19:10 | 14:6   |
| 1925/26 | Rheinbezirksmeisterschaft        | I     | 4.    | 53:40 | 23:17  |
| 1926/27 | Rheinbezirksmeisterschaft        | I     | 2.    | 38:20 | 18:10  |
| 1927/28 | Rheinbezirksmeisterschaft        | I     | 2.    | 34:20 | 18:10  |
| 1928/29 | Rheinbezirksmeisterschaft        | I     | 5.    | 61:43 | 27:21  |
| 1929/30 | Rheinbezirksmeisterschaft        | I     | 6.    | 60:51 | 27:21  |
| 1930/31 | Rheinbezirksmeisterschaft        | I     | 5.    | 48:55 | 20:20  |
| 1931/32 | Rheinbezirksmeisterschaft        | I     | 4.    | 59:43 | 21:15  |
| 1932/33 | Rheinbezirksmeisterschaft        | I     | 6.    | 55:46 | 22:22  |

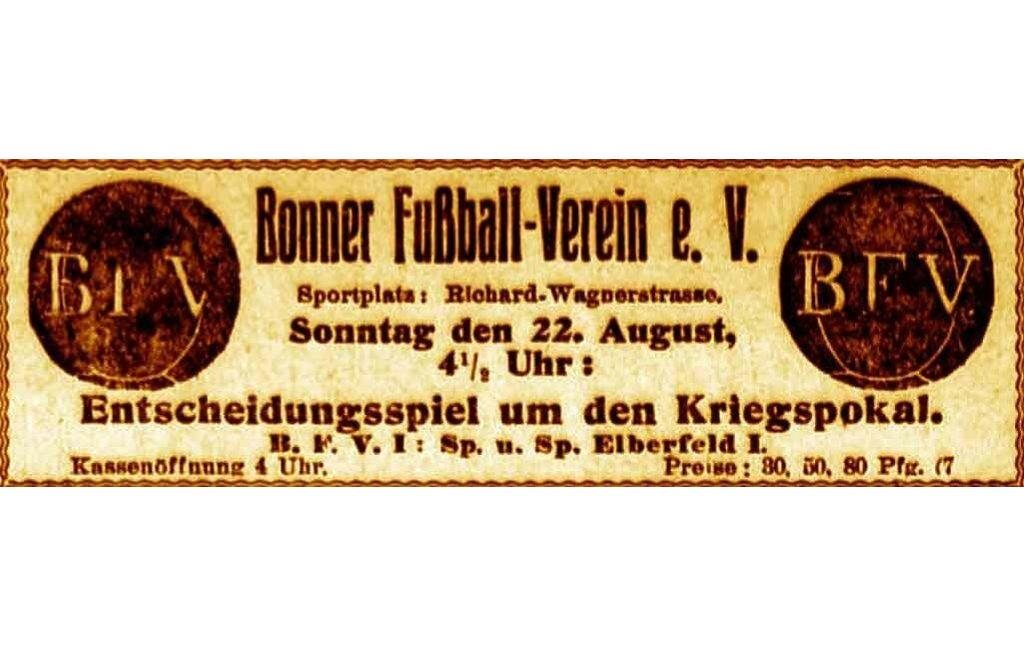
Zeitungsanzeige des Bonner FV zum „Entscheidungsspiel um den Kriegspokal“ gegen Elberfeld am 22. August 1914

Ludwig Trapet übernahm nach dem Krieg die Leitung des Vereins, der fortan um den Verbleib in der obersten Spielklasse bangen musste und diesen nur durch zwei Siege in den letzten beiden Partien sicherstellen konnte. Zuvor war 1920 die Tribüne im heimischen Platz an der Richard-Wagner-Straße abgebrannt und mit Hilfe einer Sammelaktion bei den Anhängern – die dadurch Anteilsscheine am Verein erwerben konnten – sowie durch eine Zuwendung des Staats und einem Darlehen seitens der Stadtverwaltung wieder aufgebaut worden. Erneut wurden anlässlich des 20-jährigen Vereinsbestehens mit dem VfR Mannheim, gegen den man 1:3 verlor, und VVA Amsterdam, das man mit dem gleichen Ergebnis besiegte, prominente Gegner eingeladen. Erwähnenswert waren in diesem Jahr zudem ein Freundschaftsspiel gegen den Klub ASV Hertha Wien, der sogar die damals enorme Summe von 10.000 Mark für seine Teilnahme erhielt, sowie die Partie einer Bonner Mannschaft, die sich aus BFV- und Tura-Bonn-Spielern zusammensetzte und gegen eine Kölner Auswahl mit 4:1 gewann und als Ur-Mannschaft des späteren Bonner SC angesehen werden kann.
 Der BFV vereinigte sich im August 1922 mit dem F.C. Germania und trat fortan unter der offiziellen Bezeichnung Bonner Fußballverein 1901 (Vereinigter B.F.V. und F.C. Germania) an, wobei der ursprüngliche Plan, als Bonner Sportverein aufzutreten, an dem Protest großer Teile der Mitglieder scheiterte. Zwei Monate später schloss sich noch der Schwimmklub „Salamander“ diesem neuen Verein an, wobei die ursprüngliche Schwimmabteilung nach nur einem Jahr ihren Betrieb einstellte.
Während dieser Zeit – zwischen 1922 und 1926 – spielten der BFV und Tura erstmals in einer gemeinsamen Meisterschaftsrunde, wobei der BFV sechs und Tura nur eines der acht Derbys für sich entscheiden konnte. Mit Willi Hutter, der beruflich nach Bonn wechselte, bekam der BFV 1925 mit einem ehemaligen zweifachen Nationalspieler prominente Verstärkung und schlug mit dem Neuzugang unter anderem den Westdeutschen Meister der Jahre 1922 und 1923 (Arminia Bielefeld) in einem Freundschaftsspiel spektakulär mit 9:1.
Als der Westdeutsche Spielverband ab der Saison 1926/27 die oberste Ebene neu in Bezirksklassen aufteilte, bildeten fortan drei Gruppen aus jeweils acht Teams die 1. Bezirksklasse im Rheinbezirk. Der BFV wurde in die zweite Gruppe geordnet, Tura Bonn hingegen in die erste Gruppe, was Spiele zwischen diesen Mannschaften verhinderte. Aufgrund großer Proteste wegen der geringen Spielanzahl wurde zur Saison 1929/30 – nach einem Übergangsjahr in der Saison zuvor mit zwei Gruppen – eine eingleisige 1. Bezirksklasse mit 13 Vereinen eingeführt, an der sowohl der BFV als auch Tura teilnahmen. Wechselhafte Erfolge begleiteten den BFV fortan, der in den ersten beiden Spielzeiten in dieser neuen Klasse jeweils den fünften Tabellenplatz belegen konnte. In der Saison 1930/31 kam darüber hinaus mit Matthias Heidemann vom SV Victoria Köln noch ein späterer Nationalspieler nach Bonn, der nach seinem Wechsel zu Werder Bremen zudem beim 3:2-Sieg bei der Fußball-Weltmeisterschaft 1934 in Italien gegen die als „Wunderteam“ bezeichnete Mannschaft aus Österreich in Neapel auf dem Platz stand. Ein weiterer wichtiger Spieler war Sepp Stadler, der mit Heideman und Sutter eine der besten Angriffsformationen seiner Zeit bildete.
Zur Saison 1931/32 wurde die oberste Spielklasse im Rheinbezirk wieder in drei Gruppen unterteilt, aber der BFV belegte nur den vierten Platz. Die folgende Saison mit zwei Gruppen endete auf einem Mittelfeldplatz, der Abstieg konnte aber nur mit Mühe verhindert werden, da die Leistungskurve des BFV überraschend nach unten geknickt war.

#### 1933 bis 1945: Der BFV in der Zeit des Nationalsozialismus
| Saison  | Liga                | Level | Platz | Tore  | Punkte |
| ------- | ------------------- | ----- | ----- | ----- | ------ |
| 1933/34 | Gauliga Mittelrhein | I     | 5.    | 49:42 | 23:17  |
| 1934/35 | Gauliga Mittelrhein | I     | 7.    | 33:43 | 16:20  |
| 1935/36 | Gauliga Mittelrhein | I     | 3.    | 31:29 | 21:15  |
| 1936/37 | Gauliga Mittelrhein | I     | 7.    | 39:38 | 19:21  |
| 1937/38 | Gauliga Mittelrhein | I     | 9.    | 26:34 | 14:22  |

Logo der damaligen Gauliga, in dem der Bonner FV spielte

Nach der Machtergreifung der Nazis im Jahre 1933 wurde der Fußballsport nach der politischen Neuordnung in 16 Gaue einer Reform unterzogen. Der Bonner FV spielte fortan in der als Zehnerliga geplanten, später jedoch kurzfristig auf elf Vereine aufgestockten, Spielklasse Gau XI Mittelrhein. Nach einer 4:5-Auftaktniederlage beim Kölner CfR belegte der BFV am Ende der ersten Spielzeit in der neuen Liga den fünften Platz. Zu dieser Zeit musste der Klub seine nur gepachtete Heimspielstätte an der Richard-Wagner-Straße verlassen, da der Eigentümer das Gelände zwecks Bebauung verkauft hatte. Bis zur Fertigstellung eines eigenen Stadions an der Dottendorfer Straße/Friedrich-Ebert-Allee im Jahr 1938 agierte die Mannschaft zur Mitte der 1930er Jahre im Schmidt-Schneiders-Stadion des Tura-Rivalen.
Obwohl mit Schümmelfeder eine frühere Vereinsikone die Trainingsleitung übernahm, fand sich der BFV nach wechselhaftem Start in die Saison 1934/35 im weiteren Verlauf im Abstiegskampf der Gauliga Mittelrhein wieder. Durch einen 2:1-Sieg über Eintracht Trier konnte der Fall in die Zweitklassigkeit noch abgewendet werden.
Nach dem Aufstieg der Tura waren nun zwei Bonner Vereine in der obersten Spielklasse, die sogar beide um die vordersten Plätze spielen sollten. Der BFV belegte am Ende den dritten Tabellenplatz, nachdem späte Heimniederlagen gegen den späteren Meister Kölner CfR und VfR Köln 04 rrh weiterführende Ambitionen zunichtegemacht hatten. Die folgende Saison 1936/37 verlief für den BFV sehr durchwachsen und mit dem siebten Platz am Ende der Spielzeit – zwei Ränge hinter dem neuen Rivalen SV Beuel 06 – konnte das gute Vorjahresergebnis nicht bestätigt werden.

Die Entwicklung verschlechterte sich auch weiterhin, was dazu führte, dass sich der BFV am 13. Spieltag der Saison 1937/38 erstmals auf einem Abstiegsplatz befand, von dem er sich bis zum Saisonende nicht mehr befreien konnte. Die 0:1-Niederlage gegen Alemannia Aachen besiegelte schließlich, dass der BFV erstmals in seiner Vereinsgeschichte in die Zweitklassigkeit absteigen musste. Maßgeblich verantwortlich für diesen Niedergang waren vor allem zahlreiche Spielerabgänge sowie der frühe Tod von Willi Hutter.
| Saison  | Liga                                                               | Level | Platz | Tore  | Punkte |
| ------- | ------------------------------------------------------------------ | ----- | ----- | ----- | ------ |
| 1938/39 | Bezirksklasse Mittelrhein                                          | II    | 1.    |       |        |
| 1939/40 | Gauliga Mittelrhein Gruppe 2                                       | I     | 2.    | 27:14 | 13:7   |
| 1940/41 | Bereichsklasse (Gauliga) Mittelrhein                               | I     | 7.    | 36:43 | 13:23  |
| 1941/42 | Bereichsklasse (Gauliga) Köln-Aachen                               | I     | 9.    | 14:69 | 7:25   |
| 1942/43 | Bereichsklasse (Gauliga) Köln-Aachen                               | I     | 5.    | 48:65 | 19:17  |
| 1943/44 | Bereichsklasse (Gauliga) Köln-Aachen (als Kriegsspielgemeinschaft) | I     | 8.    |       |        |

Der BFV ging in die erste Saison im neuen Stadion an der Friedrich-Ebert-Allee als Favorit auf den Wiederaufstieg, da auch fast alle wichtigen Spieler dem Verein treu geblieben waren. Nach der überlegenen Meisterschaft in der zweiten Gruppe der Bezirksklasse belegte der Verein jedoch in den Ausscheidungsspielen hinter der SG Düren 99 nur den zweiten Platz und konnte in der letzten Spielzeit vor Ausbruch des Zweiten Weltkrieges das Saisonziel nicht erreichen.
Nach Kriegsbeginn wurde die Gauliga-Meisterschaft nicht wie geplant ausgetragen und die Vereine reduzierten ihre Spiele auf die regionale oder sogar örtliche Ebene. Der BFV nahm fortan an der Spielgemeinschaft Bonn/Sieg teil, wobei sich diese Liga durch sehr unterschiedliche Mannschaftsstärken auszeichnete, was häufig zu ungewöhnlichen Resultaten führte. Diese Spielklasse wurde im November 1939 wieder eingestellt und durch die Kriegsspielgemeinschaft am Mittelrhein ersetzt, wo der BFV in die zweite Gruppe einsortiert wurde. In dieser bis zum März 1940 andauernden Spielzeit belegte der BFV – mit deutlichem Abstand – den zweiten Tabellenplatz.
Es folgte die Wiedereinführung der Gauliga zur Saison 1940/41 unter dem Namen Bereichsklasse, an der auch der BFV teilnehmen durfte, obwohl er 1939 noch aus dieser Liga abgestiegen war. Ein erneuter Abstieg konnte nach langem Kampf schließlich durch ein 3:3 gegen den VfR Köln verhindert werden. Spätestens nach Beginn des Krieges gegen die Sowjetunion war an einen konstanten Spielbetrieb nicht zu denken und der Erfolg hing stark davon ab, welche Spieler sich auf Heimaturlaub befanden oder welche Gastspieler zur Verfügung standen (gemäß der Vereinschronik beteiligten sich 383 von 886 Klubmitgliedern als Soldaten am Krieg). Der BFV spielte dabei noch bis zum Februar 1943, bevor die Ausrufung des „totalen Kriegs“ zu zahlreichen Abmeldungen von Vereinen in den Ligen führte. Zur Spielzeit 1943/44 wurde wieder eine Gauliga eingeführt, an der Spieler des BFV im Rahmen der „Kriegsspielgemeinschaft“ KSG Bonn teilnahmen. Nach der Invasion der alliierten Streitkräfte in der Normandie brach der Spielbetrieb aber weitestgehend zusammen, obwohl die KSG Bonn auch trotz der stetigen Gefahr durch Luftangriffe noch zu einigen Spielen kam.

#### 1945 bis 1950: Der BFV in der Nachkriegszeit und Einstieg in den Profifußball
| Saison  | Liga                    | Level | Platz | Tore  | Punkte |
| ------- | ----------------------- | ----- | ----- | ----- | ------ |
| 1945/46 | Kreisklasse Bonn        | I     | 4.    |       |        |
| 1946/47 | Rheinbezirksliga        | I     | 9.    | 62:58 | 30:30  |
| 1947/48 | Rheinbezirksliga, Gr. 1 | II    | 3.    | 55:32 | 31:17  |
| 1948/49 | Rheinbezirksliga, Gr. 2 | II    | 3.    | 46:22 | 34:18  |
| 1949/50 | 2. Liga West Gr. 2      | II    | 16.   | 37:67 | 16:44  |

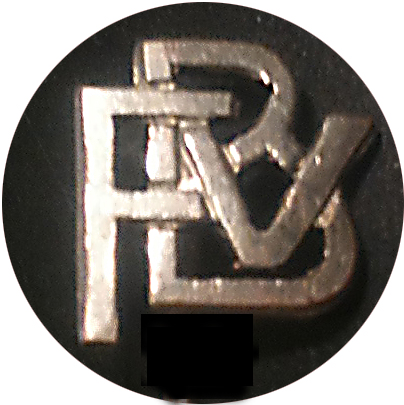
Anstecknadel Bonner Fußballverein BFV 1901 aus den 1950er Jahren

Viele ehemalige Spieler des BFV kamen aus dem Krieg nicht mehr zurück oder befanden sich noch mehrere Jahre in Kriegsgefangenschaft, wie Peter Herbst, der erst 1948 zurückkehrte. Dennoch konnte mit Hilfe der britischen Besatzungsmacht eine Liga zusammengestellt werden, die am 4. November 1945 ihren Spielbetrieb aufnahm und auch den BFV dort eingliederte. In dieser Spielklasse, in der neben den Bonner Vereinen mit der SG Düren 99 und dem BC Euskirchen – nebst einer britischen Auswahl der 5th Guards Brigade – zwei Klubs außerhalb Bonns teilnahmen, wurde Düren Meister, wobei zum Jahresende alle Sportorganisationen aufgelöst werden mussten und jede Neugründung der Genehmigung der alliierten Behörden bedurfte, die aber von zumeist sportinteressierten Offizieren großzügig erteilt wurde.
Im Jahre 1946 wurde eine Neuordnung des Mittelrhein-Fußballs beabsichtigt und die Eliteklasse sollte aus 51 Vereinen in vier parallelen Gruppen bestehen. Dies wurde von 16 früheren Erstligaklubs – darunter auch dem BFV – als „Fußball-Eintopf“ abgelehnt und führte zu einer separaten Ligagründung, woraus auch der Begriff „Separatistengruppe“ entstand. Als jedoch die drei Fußballverbände Niederrhein, Mittelrhein und Westfalen über die Einführung einer gemeinsamen Oberliga nachdachten und nur Klubs aus den Vereinigungen dafür in Frage kamen, kehrten die abtrünnigen Vereine nach einer erfolgreichen Intervention von Peco Bauwens zurück und spielten ab Dezember 1946 in der Gruppe 5 des Bezirks Mittelrhein, wobei zwei Mannschaften aus dieser Liga in die neue Oberliga West sowie neun weitere Teams in die ebenfalls neue Bereichsliga am Ende der Saison aufsteigen durften. Der BFV qualifizierte sich durch den neunten Tabellenplatz für diese Bereichsliga.
In dieser zweitklassigen Liga spielte der BFV lange um die Tabellenspitze gegen Sülz 07, das noch während der Saison 1947/48 mit dem Kölner BC zum 1. FC Köln fusionieren sollte. Am Ende langte es nach einem 1:1 im März 1948 gegen den zukünftigen Spitzenverein und einer abschließenden 0:1-Heimniederlage gegen Godesberg 08 zum dritten Platz. Auch in der folgenden Saison belegte der BFV – unter anderem nach einem 2:1-Auswärtssieg beim 1. FC Köln – gemeinsam mit Köln, das sich in der Spielzeit zuvor in den Aufstiegsspielen gegen Rhenania Würselen (nach einem entscheidenden Treffer des späteren Bundestrainers Jupp Derwall) nicht hatte durchsetzen können, zeitweilig den ersten Platz. Der 1. FC Köln enteilte immer weiter und der BFV schloss die Saison erneut auf dem dritten Tabellenplatz ab.
Im Jahre 1949 folgte ein wichtiger Schritt zum Profifußball. Der Westdeutsche Fußballverband richtete ab der Spielzeit 1949/50 drei Spielklassen als „Vertragsligen“ für insgesamt 48 Mannschaften – darunter zwei Zweitligagruppen – ein. Der BFV entschloss sich dabei am 27. Juli 1949 zur Einführung des Vertragspielerfußballs und erhielt für die Teilnahme an der 2. Oberliga West die erforderliche Lizenz. Dieser Schritt wurde jedoch insgesamt von der Vereinsführung unterschätzt und wichtige Spielerabgänge, die nicht kompensiert werden konnten, führten dazu, dass der BFV die Saison abgeschlagen auf dem letzten Platz beendete und ins Amateurlager zurückkehren musste.

#### 1950 bis 1965: Von der Viertklassigkeit bis zur Fusion mit der Tura
| Saison  | Liga                         | Level | Platz | Tore   | Punkte |
| ------- | ---------------------------- | ----- | ----- | ------ | ------ |
| 1950/51 | Landesliga Mittelrhein Gr. 1 | III   | 5.    | 69:45  | 37:23  |
| 1951/52 | Landesliga Mittelrhein Gr. 1 | III   | 8.    | 63:47  | 31:29  |
| 1952/53 | Landesliga Mittelrhein Gr. 1 | III   | 8.    | 68:74  | 34:34  |
| 1953/54 | Landesliga Mittelrhein Gr. 1 | III   | 14.   | 48:69  | 25:39  |
| 1954/55 | Bezirksklasse                | IV    | 1.    |        |        |
| 1955/56 | Landesliga Mittelrhein Gr. 2 | III   | 8.    | 72:70  | 27:29  |
| 1956/57 | Landesliga Mittelrhein Gr. 1 | IV    | 1.    | 135:42 | 45:11  |

Die noch ein Jahr zuvor ins Leben gerufene Vertragsspielermannschaft agierte somit ab der Saison 1950/51 in der Gruppe 1 der Landesliga Mittelrhein, der damals obersten Amateurklasse und insgesamt dritthöchsten Ebene im deutschen Fußball. Der Beginn gestaltete sich vielversprechend, jedoch wirkten sich viele Spielabgänge ins Profilager nachhaltig negativ aus und der BFV schloss die Saison, in der der Verein sein 50-jähriges Jubiläum feierte, nur auf dem fünften Platz ab. Im gleichen Jahr verlor der Verein mit der sehr erfolgreichen Leichtathletik-Abteilung seinen letzten Bereich außerhalb des Fußballsports. Der negative Trend setzte sich weiter fort und nach zwei achten Plätzen in den anschließenden beiden Jahren erreichte den BFV mit dem Fall in die Viertklassigkeit – nach den Abstiegen in den Jahren 1938 und 1950 – ein weiterer Tiefpunkt in seiner Geschichte.

In der ersten Gruppe der Bezirksklasse zeigte sich jedoch, dass der BFV in der Saison 1954/55 nahezu konkurrenzlos blieb, indem er die Tabelle nach 18 Spieltagen mit nur vier Minuspunkten klar anführte und schließlich sicher in die oberste Amateurklasse zurückkehrte. Erstmals wurde Überlegungen konkretisiert, eine Fusion zwischen dem BFV und der Tura zu realisieren, was jedoch an den zahlreich vorhandenen Traditionalisten in beiden Klubs scheiterte. Vor allem aufgrund gemeinsamer Freundschaftsspiele gegen den 1. FC Köln (1:2) und Schalke 04 (2:2) wurde deutlich, dass hier eine Chance zur Bündelung der gemeinsamen Kräfte in Bonn verpasst worden war, der man später noch hinterher trauern sollte. Der BFV agierte nach seiner Rückkehr in die Landesliga auf mittelmäßigem Niveau, musste jedoch am Ende erneut den Gang in die Viertklassigkeit antreten. Der achte Platz – und einen Punkt sowie eine Position hinter der Tura – bedeutete, dass sich die BFV nicht für die nun eingleisige Verbandsliga Mittelrhein qualifizieren konnte, da aus beiden Gruppen nur die jeweils sieben besten Mannschaften aufgenommen wurden.
| Saison  | Liga                     | Level | Platz | Tore  | Punkte |
| ------- | ------------------------ | ----- | ----- | ----- | ------ |
| 1957/58 | Verbandsliga Mittelrhein | III   | 2.    | 78:48 | 38:18  |
| 1958/59 | Verbandsliga Mittelrhein | III   | 1.    | 80:38 | 42:12  |
| 1959/60 | 2. Oberliga West         | II    | 4     | 45:57 | 33:27  |
| 1960/61 | 2. Oberliga West         | II    | 10.   | 52:50 | 29:31  |
| 1961/62 | 2. Oberliga West         | II    | 14.   | 52:50 | 29:31  |
| 1962/63 | 2. Oberliga West         | II    | 20.   | 26:98 | 9:51   |
| 1963/64 | Verbandsliga Mittelrhein | III   | 13.   | 45:58 | 24:36  |
| 1964/65 | Verbandsliga Mittelrhein | III   | 15.   | 32:58 | 22:38  |

Wie bereits zwei Jahre zuvor spielte sich der BFV wieder schnell an die Tabellenspitze der Landesliga und konnte schließlich mit einer Rekordtorausbeute von 135 Treffern (bei 42 Gegentoren) souverän den Wiederaufstieg in die Tat umsetzen. Der Verein wurde durch diese Leistung nachhaltig beflügelt und im ersten Jahr der Rückkehr stürmte der BFV bis an die Tabellenspitze. Am Ende belegte der Klub hinter dem Mittelrheinmeister SV Bergisch Gladbach den zweiten Platz. Nur ein Jahr später folgte der BFV dem Verein aus Bergisch Gladbach nach und wurde in der Saison 1958/59 selbst Mittelrheinmeister. Trotz einer 2:5-Niederlage im ersten Spiel gegen Baesweiler hatte sich der Verein innerhalb der Hinrunde stabilisieren können und nach einem 5:1-Sieg gegen den FV Godesberg noch Viktoria Alsdorf und den Siegburger SV zum Gewinn der Herbstmeisterschaft überflügelt. Den Titel selbst hatte sich der BFV dann drei Spieltage vor Schluss durch ein 3:2 im Spitzenspiel gegen Alsdorf gesichert. Im anschließenden Kampf um die „westdeutsche Meisterschaft“ unterlagen die Bonner dem Niederrheinmeister TuS Duisburg 48/99 nach einer zwischenzeitlichen 3:1-Führung in Duisburg noch deutlich mit 3:8. Den Aufstieg in die 2. Oberliga West – und die damit verbundene Rückkehr ins Profigeschäft – sicherte sich der BFV in den Ausscheidungsspielen durch einen 4:1-Erfolg gegen die SpVg Beckum.
Der Aufenthalt in dieser zweithöchsten deutschen Spielklasse sollte im zweiten Anlauf vier Jahre andauern und begann sehr vielversprechend, als sich die Mannschaft beständig im oberen Tabellendrittel festsetzen konnte, was seinen vorläufigen Höhepunkt in der ersten Saison mit einem sensationellen 1:0-Auswärtssieg gegen den Wuppertaler SV fand. Am Ende der Hinrunde belegte der BFV überraschend den dritten Platz und nährte gar Spekulationen über einen bevorstehenden Aufstieg in die Erstklassigkeit. Obwohl in der Rückserie eine Lücke zu den drei bestplatzierten Mannschaften entstand, war der vierte Platz des BFV in der Saison 1959/60 der vermutlich größte Erfolg in der Vereinsgeschichte. Mit gestiegenen Ambitionen ging der Verein in die nächste Spielzeit, konnte jedoch mit dem zehnten Platz diese Erwartungen schließlich nicht erfüllen. Ein Höhepunkt dieser Spielzeit war jedoch eine Afrikareise des Vereins zur Jahreswende 1960/61, zu der der Verein im Rahmen eines Entwicklungsprogramms des Auswärtigen Amts zu Spielen in Kamerun und Togo antrat. Der sportlich negative Trend setzte sich jedoch fort und nach einer Saison mit dem 14. Abschlusstabellenplatz wurde bekannt, dass der Verein zudem aus dem „Abenteuer Profifußball“ einen Schuldenberg von 74.000 Mark angesammelt hatte. Trotz großer Appelle an die Mannschaft, durch gute Leistungen die wirtschaftliche Vereinsbasis wieder zu konsolidieren, endete die letzte Profisaison 1962/63 in einem Debakel, als der BFV mit nur zwei Siegen, fünf Remis und somit 9:51 Punkten abgeschlagen das Tabellenende zierte.
Zurück im Amateursport, in der Verbandsliga Mittelrhein, fand sich der BFV – trotz anders lautender Ziele – schnell auch dort im Abstiegskampf wieder und konnte sich am Ende erst nach einem 2:1 im Entscheidungsspiel gegen Baesweiler retten (ausgetragen wurde das Spiel in der Kölner Radrennbahn). Nach nur einem weiteren Jahr konnte der sportliche Abstieg dann mit dem vorletzten Platz nicht mehr verhindert werden, was aber angesichts der bevorstehenden Fusion mit der Tura Bonn zum neuen Verein Bonner Sportclub 01/04 nicht mehr ins Gewicht fallen sollte. Die Vereinsführung des BFV hatte sich am 23. Februar 1965 zu diesem Schritt entschlossen und ermöglichte damit die Geburt des neuen Vereins, zu der die Tura-Vereinsführung bereits 1958 einen Beschluss gefasst hatte. Das letzte Derby konnte der BFV gegen die Tura mit 3:2 – trotz einer deutlichen Überlegenheit der Tura – gewinnen. Das letzte Meisterschaftsspiel hingegen verlor der BFV daheim gegen den BC Efferen nach einer enttäuschenden Leistung mit 1:5.

### Turn- und Rasenspiele Bonn
Die offizielle Vereinsgründung wird mit dem Jahr 1904 angegeben, wobei die Tura jedoch erst 1921 als Zusammenschluss dreier Klubs entstanden ist, die wiederum ihre Geburtsstunden in verschiedenen Jahren erlebt hatten. Dementsprechend gehören auch diese zur Geschichte der Tura und indirekt auch der des Bonner SC.

#### Entwicklung der Vorgängervereine bis 1921
FC Normannia 03
Am 31. Mai 1903 gründete der Schüler Wilhelm Rick mit einigen Kameraden im Restaurant Zum Lukas den Fußballclub Normannia und sollte bis 1919 erster Vorsitzender des Vereins bleiben. Als Vereinsfarben wurden Schwarz-Gelb gewählt und die Mannschaft trat mit entsprechend gefärbten Streifen zu ihren Begegnungen an. Das erste Spiel fand auf einem Platz hinter dem städtischen Schlachthof gegen den FC Rhenania statt, wobei die Normannia diese Spielstätte nur ein Jahr später wieder verlassen musste, da sie nicht den Regularien des Rheinisch-Westfälischen Spielverbands, dem der Klub soeben beigetreten war, entsprach. Fortan sollte sich die Normannia übergangsweise mit dem BFV und der FC Germania das Kessenicher Feld teilen, bevor man dann den städtischen Spielplatz am Adolfsplatz (später: Frankenplatz) nutzte.
Sportlich agierte der Verein seit seinem Beitritt am Spielbetrieb in der dritten und somit untersten Klasse. Obwohl die Normannia dort meist auf den obersten Plätzen zu finden war und stetig um die Bezirksmeisterschaft spielen konnte, misslang ein Aufstieg in die höhere Zweitklassigkeit regelmäßig. Bekannt wurde der Verein vor allem auch dadurch, dass er 1907 aus dem Rheinisch-Westfälischen Spielverband austrat und gemeinsam mit Klubs aus Bonn, Neuenahr und Düren einen Gegenverband („Bonner Verband“) ins Leben rief. Da der mächtige Spielverband jedoch fortan seinen gesamten Mitgliedern untersagte, gegen die abtrünnigen Klubs zu spielen, blieb der Normannia nichts anderes übrig als zurückzukehren.
Neben den normalen Meisterschaftsspielen agierte die Normannia häufig gegen heimische Militärauswahlmannschaften und gemäß der Geschichtsaufzeichnungen des Vereins sollten 54 der 60 Vereinsmitglieder in den Ersten Weltkrieg ziehen und zum Großteil von dort nicht mehr – oder schwer verletzt – zurückkehren. Die Zusammenstellung einer schlagkräftigen Mannschaft fiel fortan immer schwerer und die verbleibenden Vereinsmitglieder schlossen sich 1919 der Fußballabteilung des Bonner Turnvereins an.
 Borussia – Club für Rasenspiele 04
Der Verein aus der Bonner Altstadt wurde 1904 von Robert Bowinkelmann und seinen Brüdern Peter und Heinrich zunächst als FC Regina gegründet und zwei Jahre später in FC Borussia umbenannt. Nachdem der Verein zuvor nicht am Meisterschaftspielbetrieb teilgenommen hatte und seine Partien am Platz an der Kölnstraße (genannt: „Kölle-Platz“), wo sich der heutige Sportpark Nord befindet, absolviert hatte, schloss sich der Verein erst zur Saison 1908/09 dem Rheinisch-Westfälischen Spielverband in der dritten Klasse an. Die Mannschaft, die in roten Trikots mit einem Preußenadler auflief, konnte auf Anhieb die Meisterschaft und den Aufstieg in die zweite Klasse realisieren und ließ dem sogar nach nur einem weiteren Jahr den Durchmarsch in die A-Klasse folgen. Gespielt wurde seit der Aufnahme des Ligabetriebs auf dem städtischen Adolfsplatz.
Im Jahre 1912 spielte die Borussia um die Meisterschaft in der A-Klasse und verlor gegen den SSV Vingst 05 mit 1:2 nach Verlängerung. Auch die Borussia wurde dann durch den Ersten Weltkrieg stark in Mitleidenschaft gezogen und die Teilnahme an den noch zu Kriegszeiten ausgetragenen Spielen gestaltete sich schwierig, da zudem die Stadt ab 1916 die Nutzung des Sportfelds auf dem Adolfsplatz verbot. Die Borussia mietete fortan die Spielstätte des FC Germania, wodurch nicht unerhebliche zusätzliche finanzielle Belastungen entstanden. In der Saison 1916/17 gewann die Borussia schließlich die Meisterschaft in der A-Klasse.
Nach Beendigung des Ersten Weltkrieges schloss sich die Fußballabteilung des AV Eiche der Borussia an, wobei diesem ursprünglichen Schwerathletikverein erst kurze Zeit zuvor der Sport-Club Bonn beigetreten war, der selbst jedoch vereinsintern keine Entwicklungsmöglichkeiten mehr gesehen hatte. Die Borussia nannte sich nur kurze Zeit später in Club für Rasenspiele 04 (CfR) um und bildete fortan eine sehr starke Mannschaft. Als zur Saison 1919/20 Gauligen als oberste regionale Spielklassen eingeführt wurden, konnte sich der CfR nach drei Siegen in Ausscheidungsspielen gegen Kölner Vereine für die Liga in seiner Region qualifizieren. Mitte des Jahres 1919 zog der Verein an die Bornheimer Straße um, wo zahlreiche Mitglieder auf dem gepachteten Gelände eine neue Spielstätte errichteten. Trotz einiger Achtungserfolge in Freundschaftsspielen (vor allem gegen den großen Bonner FV), musste der CfR 1921 den Abstieg hinnehmen. Es folgte noch im gleichen Jahr die Vereinigung mit dem Fußballbereich des Bonner Turnvereins.
Bonner Turnverein
Nach dem Weggang von Oskar Fräsdorf, der die Fußballmannschaft des BTV im Jahre 1898 gegründet hatte, und der daraus im März 1901 entstandenen Gründung des Bonner Fußballvereins wurde erst im Jahre 1912 wieder Fußball im Turnverein gespielt. Endgültig wurde dann 1913 wieder eine Mannschaft gebildet, die sich aus Turnern – zum Zwecke eines Ausgleichs vom Turnsport – zusammensetzte und in schwarz-weißer Kluft auf dem „Kölle-Platz“ seine Partien austrug. Dem Anschluss an den Westdeutschen Spielverband ging ein zähes Ringen voraus, da der BTV gesamthaft bereits der Deutschen Turnerschaft angehörte und die Mitgliedschaft eines Turnvereins im WSV nicht vorgesehen war. Nach einer erfolgreichen Intervention von Ferdinand August Schmidt gelang der Anschluss jedoch schließlich.
Im Januar 1914 trat der FC Phoenix der Fußballabteilung des BTV bei und steigerte die Mannschaftsqualität mit einer großen Anzahl von guten Spielen deutlich. Dies konnte sich jedoch aufgrund des Ersten Weltkriegs nicht in Erfolgen auszahlen, da auch in diesem Fall der personelle Aderlass gravierend war. Nach dem Krieg wurde der BTV im Jahre 1919 mit Hilfe der zuvor beigetretenen FC Normannia in die A-Klasse eingeordnet. Nächstes Ziel war die Errichtung einer Spielstätte, wobei ein geeignetes Grundstück am Lievlingsweg gefunden werden konnte. Nach einer einjährigen Bauphase wurde das neue Stadion mit einem Fassungsvermögen von etwa 10.000 Zuschauern am 8. Mai 1921 offiziell eingeweiht. Nur drei Tage zuvor hatte sich der Club für Rasenspiele 04 der Fußballabteilung des BTV angeschlossen, wobei dieser neue Verein fortan als Bonner Turnverein e. V., Abteilung Turn- und Rasenspiele auftrat, woraus sich später die Kurzform TuRa (oder gebräuchlicher: Tura) entwickelte.
Dieser neue Verein besaß nun sogar zwei Spielstätten und entwickelte ein besonderes Augenmerk auf seine Jugendarbeit. Durch eine große Anzahl von offiziellen Veranstaltungen und Tourneen wurde in dieser Zeit der Grundstein für das Zusammengehörigkeitsgefühl und die tiefe Verankerung in der einheimischen Bevölkerung gelegt und der heute noch in Bonn verbreitete Begriff „Tura-Geist“ geboren.

#### 1921 bis 1933: Die ersten Tura-Jahre
| Saison  | Liga                      | Level | Platz | Tore  | Punkte |
| ------- | ------------------------- | ----- | ----- | ----- | ------ |
| 1923/24 | Rheinbezirksmeisterschaft | I     | 8.    | 30:44 | 17:23  |
| 1924/25 | Rheinbezirksmeisterschaft | I     | 7.    | 17:22 | 9:11   |
| 1925/26 | Rheinbezirksmeisterschaft | I     | 8.    | 43:52 | 19:21  |
| 1926/27 | Rheinbezirksmeisterschaft | I     | 6.    | 25:38 | 10:18  |
| 1927/28 | Rheinbezirksmeisterschaft | I     | 7.    | 23:50 | 7:21   |
| 1928/29 | Rheinbezirksmeisterschaft | I     | 3.    | 63:44 | 34:10  |
| 1929/30 | Rheinbezirksmeisterschaft | I     | 10.   | 52:64 | 18:30  |
| 1930/31 | Rheinbezirksmeisterschaft | I     | 7.    | 42:55 | 17:23  |
| 1931/32 | Rheinbezirksmeisterschaft | I     | 8.    | 37:44 | 12:24  |
| 1932/33 | Rheinbezirksmeisterschaft | I     | 7.    | 42:47 | 23:21  |

Obwohl sich der Verein bereits 1921 zur Tura Bonn vereinigt hatte, fand die offizielle Gründung in der Satzung erst im Mai 1922 statt. Durch den Abstieg des CfR aus der obersten Spielklasse musste die Tura in der A-Klasse antreten, konnte aber bereits 1922 den Wiederaufstieg nach einem 6:3-Sieg im entscheidenden Auswärtsspiel gegen den TSV 93 Köln realisieren. Es folgte im November 1923 ein großer Disput über die Anhängerschaft des Vereins sowohl in der Deutschen Turnerschaft als auch im Deutschen Fußball-Bund. Die Turnerschaft-Vereinigung bestand darauf, dass sich betreffende Vereine entscheiden müssten und strebte sogar selber für die Zukunft einen eigenen Fußballspielbetrieb an. Die Tura überstand diese Auseinandersetzung durch eine juristisch geschickte Aufteilung des Klubs in drei Abteilungen, wobei fortan nur noch der Bereich Rasenspiele 04 dem Westdeutschen Spielverband angehören sollte.

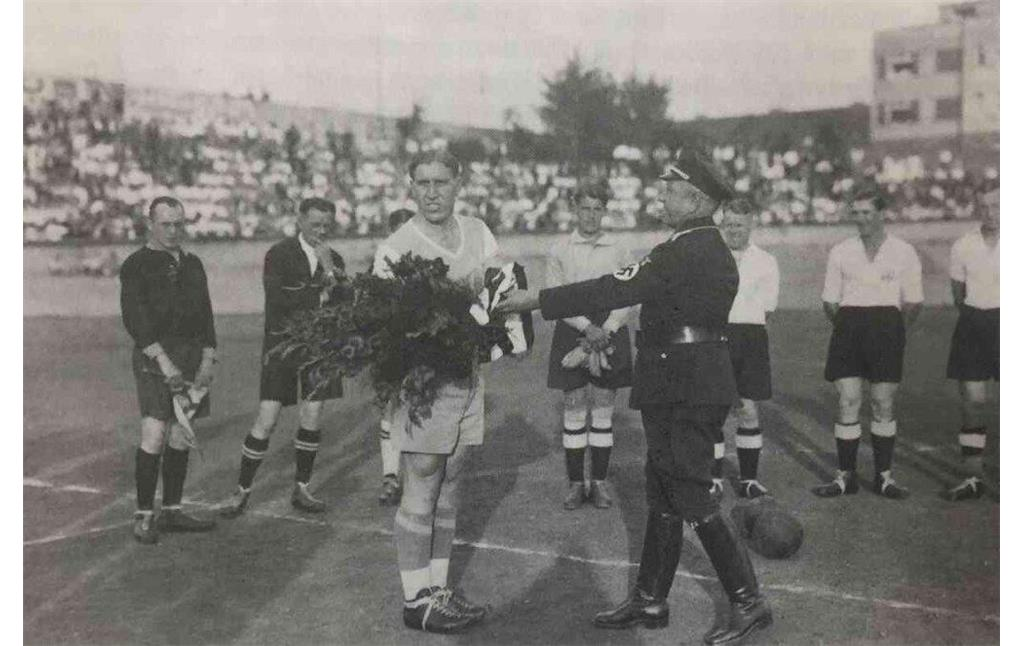
Ein Offizieller in NS-Uniform begrüßt den Mannschaftskapitän des FC Schalke 04, Ernst Kuzorra, vor dem Fußballspiel zwischen der Mannschaft der Tura Bonn und dem FC Schalke 04.

Der Verein spielte im Stadion am Lievingsweg, das nach vielen Erweiterungsarbeiten und der offiziellen Fertigstellung am 24. Juli 1927 den Namen Schmidt-Schneiders-Stadion erhielt. Sportlich war die Tura bis 1926 mit wechselhaftem Erfolg in der obersten Spielklasse aktiv und konnte gegen den Lokalrivalen BFV zwischen 1923 und 1926 kein Meisterschaftsspiel gewinnen. Als zur Saison 1926/27 die oberste Ebene als 1. Bezirksklasse in drei Gruppen aufgeteilt wurde, teilte der Verband die Tura der Gruppe 1 zu. Zur Saison 1929/30 führte der Verband die obersten Spielklassen wieder zu einer Liga zusammen und die Tura Bonn konnte sich dafür qualifizieren. Der wohl beste Spieler des Vereins war in dieser Ära Peter Herbst, der gemeinsam mit dem Außenstürmer Leo Betzgen eine gefährliche Formation auf der linken Seite bildete und zu 17 Spielen in mehreren regionalen Auswahlmannschaften kam. Die Eingleisigkeit der Eliteliga wurde nach nur einem Jahr wieder aufgehoben und die Tura belegte in seiner Gruppe jeweils einen Mittelfeldplatz. Ein weiterer Höhepunkt sollte im Jahre 1933 ein Freundschaftsspiel gegen den deutschen Vizemeister FC Schalke 04 – angeführt von Ernst Kuzorra – im Schmidt-Schneiders-Stadion sein, das die Tura mit 2:4 verlor.

#### 1933 bis 1945: Die Tura in der NS-Zeit
| Saison  | Liga                                    | Level | Platz | Tore  | Punkte |
| ------- | --------------------------------------- | ----- | ----- | ----- | ------ |
| 1933/34 | Fußball-Bezirksklasse Mittelrhein       | II    | 3.    | 57:42 | 24:16  |
| 1934/35 | Fußball-Bezirksklasse Mittelrhein       | II    | 1.    | 60:46 | 29:15  |
| 1935/36 | Gauliga Mittelrhein                     | I     | 2.    | 39:25 | 23:13  |
| 1936/37 | Gauliga Mittelrhein                     | I     | 8.    | 24:32 | 19:21  |
| 1937/38 | Gauliga Mittelrhein                     | I     | 7.    | 20:25 | 15:21  |
| 1938/39 | Gauliga Mittelrhein                     | I     | 3.    | 30:37 | 15:21  |
| 1939/40 | Gauliga Mittelrhein                     | I     | 3.    | 21:32 | 9:11   |
| 1940/41 | Bereichsklasse                          | I     | 8.    | 36:53 | 12:24  |
| 1941/42 | 1. Klasse Köln-Aachen Staffel Bonn-Sieg | II    | -     | -     | -      |
| 1942/43 | 1. Klasse Köln-Aachen Staffel Bonn-Sieg | II    | 1.    | 52:17 | 19:5   |
| 1943/44 | Bereichsklasse                          | I     | 8.    | 22:75 | 6:26   |
| 1944/45 | Bereichsklasse                          | I     | -     | -     | -      |

Als die neue Gauliga im Bereich Mittelrhein gegründet wurde, zählte die Tura – im Gegensatz zum BFV-Rivalen – nicht zu den ursprünglichen zehn Kandidaten, was zu heftigen Protesten führte, da zudem sechs Kölner Mannschaften in die Liga aufgenommen werden sollten und diese Entscheidung ausschließlich am grünen Tisch vorgenommen wurde. Als weitere Unstimmigkeiten innerhalb des Ligabildungsprozesses dazu führten, dass man sich für eine Aufstockung auf elf Vereine entschloss, wurde statt der Tura mit Rhenania Köln ein weiterer Kölner Verein aufgenommen.
Der angestrebte Aufstieg rückte nach einem zunächst guten Start im weiteren Saisonverlauf in immer weitere Ferne und am Ende verpasste der Verein den Aufstieg deutlich mit einem vierten Platz hinter Blau-Weiß 06 Köln, dem mit den vier Elbern-Brüdern aufstrebenden SV Beuel 06 sowie dem SV Victoria Köln. Anlässlich der 40-jährigen Vereinsjubiläums verlieh man der Absicht, in die Gauliga aufsteigen zu wollen, mit dem ersten 10:1-Heimspielsieg gegen Blauweiß Friesdorf Nachdruck, belegte zum Abschluss der Hinrunde aber nach einigen Niederlagen erst einmal nur den dritten Tabellenplatz. Nachdem die beiden vor der Tura rangierenden Mannschaften Victoria Köln und Vingst 05 daheim geschlagen worden waren, wurde die Tura nach einem 1:1-Remis in Frechen mit einem Punkt Vorsprung auf die Victoria Meister der Gruppe 2, wobei die Bonner von einer Niederlage der Victoria am letzten Spieltag profitierten. In der Aufstiegsspielrunde schlug die Tura zuletzt den SV Oberstein mit 3:0 und stieg aufgrund des besseren Torverhältnisses gegenüber Oberstein in die Gauliga auf.
Die Tura überzeugte auf Anhieb als Neuling in der Gauliga und setzte sich zeitweilig sogar mit fünf Punkten Vorsprung an die Tabellenspitze. Vor dem letzten Spieltag war dieser auf nur noch einen Punkt zusammengeschmolzen, aber ein Heimsieg gegen den Kölner SC hätte zur Meisterschaft gereicht. Diese entscheidende Partie ging jedoch mit 0:1 nach einem Elfmeter in der Nachspielzeit verloren und der Kölner CfR konnte mit einem eigenen Sieg im letzten Moment noch den Titel „Gauligameister am Mittelrhein“ gewinnen. Der Tura wurde jedoch von vielen Seiten Anerkennung für diese Leistung gezollt und der Verein regte gar eine Spielrunde der Gauliga-Zweitplatzierten an, was aber trotz einiger Zusagen prominenter Vereine nicht in die Tat umgesetzt wurde.
Es folgte eine schwere zweite Saison für die Tura in der Gauliga und ein sportlicher Niedergang, der dazu führte, dass sich der Verein schnell in akuter Abstiegsgefahr befand. Zusätzliche Brisanz erhielt die neue Rivalität zu dem frisch in die Gauliga aufgestiegenen Verein SV Beuel 06, dem die Vereinsführung der Tura vorwarf, eine Reihe von Spielern nach Beuel geködert zu haben. Am Ende konnte der Klub mit dem vorletzten Platz die Liga nur knapp – mit zwei Punkten Vorsprung vor der TuS Neuendorf – erhalten. Im Gegensatz dazu konnte die Tura im seit 1934 ausgetragenen DFB-Pokal nach einem 4:2-Sieg gegen den nordhessischen Meister Spielverein 06 Kassel die Runde der besten 32 Mannschaften erreichen, wo man jedoch mit 0:2 bei Eintracht Braunschweig verlor.

Ebenso wie der Lokalrivale BFV befand sich die Tura auch in der Saison 1937/38 in Abstiegsgefahr und war zeitweise Schlusslicht in der Gauliga. Nach einigen Siegen, wobei zu wichtigen Auswärtsspielen große Anhängerschaften mobilisiert werden konnten, und vor allem durch den Sieg gegen den BFV, was die Abstiegssorgen dort schlagartig vergrößerte, befreite sich die Tura gegen Ende der Spielzeit und konnte sich durch ein 1:1-Remis gegen den Mülheimer SV am letzten Spieltag sportlich retten. Es war die vorläufig letzte Spielzeit im Tura-Stadion unter dem Namen Schmidt-Schneiders-Stadion. Da die Vereinsführung den finanziellen Zinsverpflichtungen für das gewährte Darlehen nicht nachkommen konnte, wurde das Stadion von der Stadt Bonn für 85.000 Mark zwangsversteigert und nach dem neuen Eigentümer in Post-Stadion umbenannt.

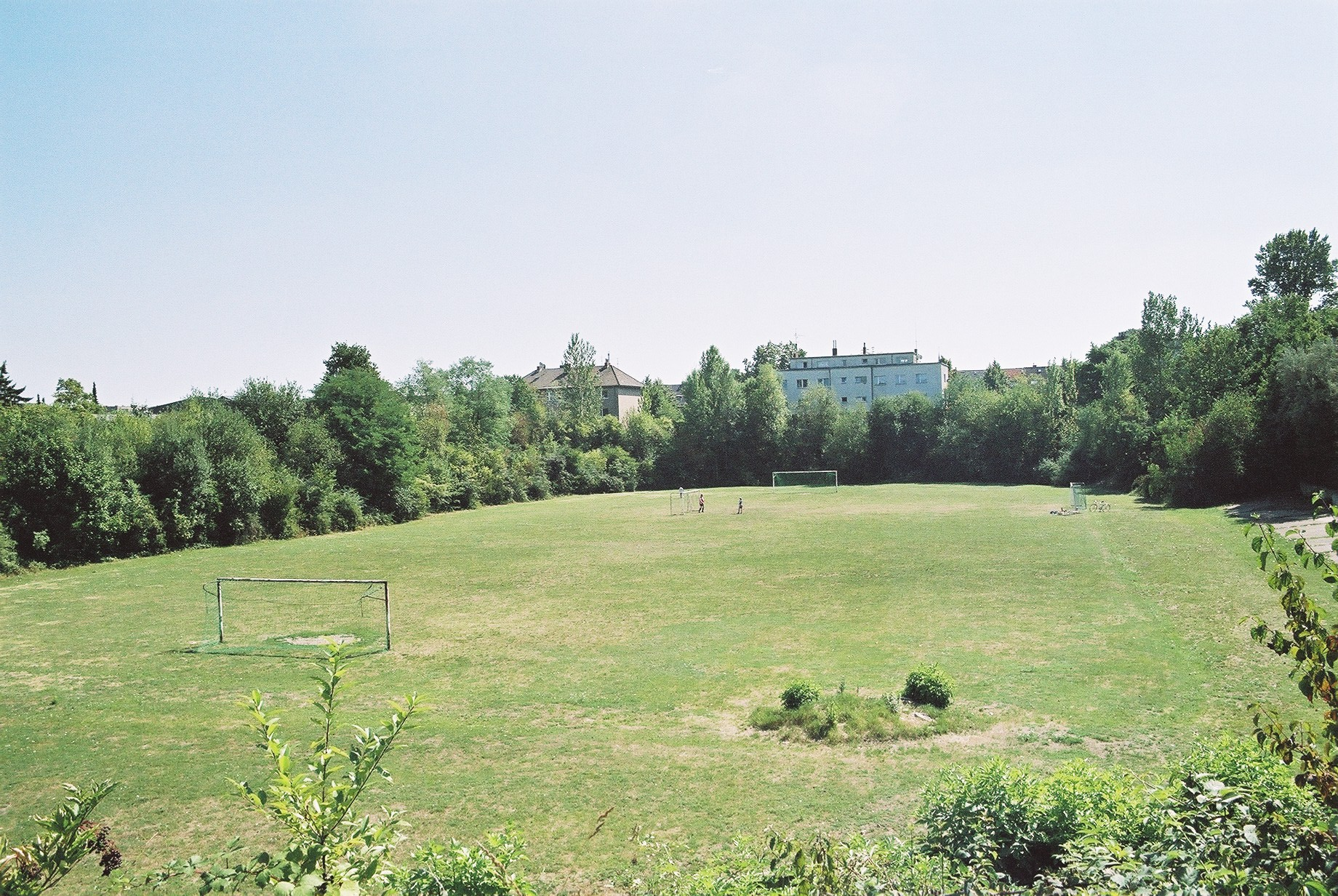
Blick auf das ehemalige Post-Stadion, der Spielstätte von Tura Bonn

Die Leistungen in der Liga konsolidierten sich bei der Tura in der letzten Saison vor dem Kriegsausbruch wieder und vor dem letzten Spieltag bestand sogar die Möglichkeit auf die Mittelrheinmeisterschaft, ein eigener Sieg im Spitzenspiel gegen Sülz 07 und eine gleichzeitige Niederlage von Troisdorf 05 vorausgesetzt. Nach einer zwischenzeitlichen Sülzer 2:0-Führung glich die Tura noch zum 2:2 aus, was jedoch nicht reichte und Sülz zum Meister machte, da Sülz ein besseres Torverhältnis als Troisdorf erzielt hatte.
Die Tura nahm nach Ausbruch des Krieges zunächst an der Spielgemeinschaft Bonn/Sieg und ab November 1939 an der bis März 1940 andauernden Kriegsspielgemeinschaft am Mittelrhein (Gruppe 2) teil und belegte dort den dritten Tabellenplatz. In der wiedereingeführten – und als „Bereichsklasse“ bezeichneten – Gauliga spielte neben dem BFV auch die Tura um den Verbleib in der obersten Spielklasse und konnte diesen letztlich durch ein 0:0 gegen Düren 99 sicherstellen. Zur 1941/42 bildete die Tura gemeinsam mit dem Post-Sportverein Bonn eine Kriegsspielgemeinschaft und trat fortan bis zum Ende des Krieges als KSG Bonn zu den Spielen in der Bereichsklasse an, wobei sich später auch noch BFV-Spieler dieser Gemeinschaft anschlossen.

#### 1945 bis 1950: Die Tura nach dem Krieg und die Treue zum Amateurfußball
| Saison  | Liga                       | Level | Platz | Tore  | Punkte |
| ------- | -------------------------- | ----- | ----- | ----- | ------ |
| 1946/47 | Rheinbezirksliga           | I     | 14.   | 46:71 | 21:39  |
| 1947/48 | Rheinbezirksliga, Gruppe 1 | II    | 6.    | 51:44 | 26:22  |
| 1948/49 | Rheinbezirksliga, Gruppe 2 | IV    | 6.    | 59:51 | 27:25  |
| 1949/50 | Landesliga Mittelrhein     | III   | 11.   | 57:59 | 28:32  |

Ebenso wie der BFV beteiligte sich die Tura nach dem kurzen Abenteuer in der um die 5th Guards Brigade erweiterten Bonner Liga an der Separatistengruppe, die später zur Gruppe 5 des Bezirks Mittelrhein wurde. In dieser Liga, in der sich die besten zwei Mannschaften für die Oberliga West und neun weitere in die darunter liegende Bereichsliga qualifizieren konnten, belegte die Tura zum Saisonabschluss nur den elften Rang. In einer anschließenden Ausscheidungsspielrunde konnte der Aufstieg durch den zweiten Platz hinter Troisdorf 05 und vor Beuel 06 – der sich ebenfalls qualifizierte – noch nachträglich realisiert werden.
In den zwei Jahren, in der die Tura gemeinsam mit dem BFV in der Gruppe 2 dort agierte, landete der Verein jeweils auf dem sechsten Tabellenplatz. In einer Generalversammlung vom 16. Juli lehnte der Verein einstimmig die Einführung des Vertragspielertums ab und befürwortete damit den Verbleib im Amateurfußball. Obwohl ein Großteil der leistungsstarken Vereine in den Profifußball abgewandert waren, spielte die Tura in der Amateurliga eine sehr durchwachsene Saison und belegte abschließend einen enttäuschenden elften Platz. Mehr von sich reden machte der Verein durch seine neuen Ideen bei der Mannschaftsbetreuung, als nacheinander mehrere Trainer beschäftigt wurden, die an der Sporthochschule Köln ausgebildet worden waren. Den Anfang machte hier 1949/50 Wolfgang Troßbach, der spätere mehrfache Deutsche Meister im 110-Meter-Hürdenlauf. Er betreute die Tura auch beim historischen Spiel gegen den 1. FC Kaiserslautern.

#### 1950 bis 1965: Jahre in den Amateurligen, deutsche Vize-Amateurmeisterschaft bis zur Fusion mit dem BFV
| Saison  | Liga                     | Level | Platz | Tore   | Punkte |
| ------- | ------------------------ | ----- | ----- | ------ | ------ |
| 1950/51 | Landesliga Mittelrhein   | III   | 2.    | 76:29  | 45:15  |
| 1951/52 | Landesliga Mittelrhein   | III   | 1.    | 87:46  | 43:17  |
| 1952/53 | Landesliga Mittelrhein   | III   | 5.    | 87:72  | 41:27  |
| 1953/54 | Landesliga Mittelrhein   | III   | 2.    | 105:51 | 53:11  |
| 1954/55 | Landesliga Mittelrhein   | III   | 2.    | 86:47  | 42:18  |
| 1955/56 | Landesliga Mittelrhein   | III   | 7.    | 50:55  | 28:28  |
| 1956/57 | Verbandsliga Mittelrhein | III   | 12.   | 48:57  | 23:33  |
| 1957/58 | Verbandsliga Mittelrhein | III   | 15.   | 35:30  | 22:34  |

Nach der Enttäuschung in der Vorsaison spielte die Tura in der Saison 1950/51 nun wieder um die Tabellenspitze mit, hielt zudem den BFV-Rivalen auf Distanz und war somit wieder die sportlich beste Bonner Mannschaft. Letztlich belegte die Tura mit einem komfortablen 5-Punkte-Abstand auf den Drittplatzierten die zweite Position und hatte vor allem innerhalb der Saison den späteren Mittelrheinmeister Troisdorf 05 daheim spektakulär mit 6:1 besiegt. In der Spielzeit 1951/52 lieferte sich die Tura mit dem Godesberger FV ein Kopf-an-Kopf-Rennen. Am Ende belegten beide Mannschaften punktgleich den ersten Platz und das Reglement sah für diesen Fall ein Entscheidungsspiel vor, das Tura Bonn im Beueler Stadion mit 3:0 gewann. Obwohl die Tura als Favorit in die Partie um die Mittelrheinmeisterschaft gegen Viktoria Alsdorf ging, unterlag der Verein im Hinspiel daheim mit 0:1. Trotz eines großen Optimismus verlor die Tura auch das Rückspiel, wobei vor allem die Höhe der 2:7-Niederlage sehr überraschte. Nach einem vergleichsweise enttäuschenden fünften Platz in der folgenden Saison gewann der Verein in der Spielzeit 1953/54 hinter Rapid Köln wieder die Vizemeisterschaft. Vor dem letzten Spieltag hatte der Abstand der Tura zu Rapid nur einen Punkt betragen. Der 3:2-Erfolg der Tura gegen den Godesberger FV reichte schließlich nicht für den ersten Platz, da zeitgleich Rapid den Rivalen SC Fortuna Köln mit 4:2 besiegen konnte. Die Vormachtstellung in Bonn wurde jedoch nachhaltig gefestigt, da der BFV in der gleichen Saison sogar in die Viertklassigkeit absteigen musste.

Es folgte in der Saison 1954/55 eine erneute Vizemeisterschaft hinter dem SV Bergisch Gladbach, wobei man die Meisterschaft vor allem durch zwei späte Niederlagen und ein Remis noch leichtfertig vergeben hatte. Die beste Zeit der Tura war aber für den weiteren Verlauf der 1950er-Jahre nun vorbei und der Verein schloss die Saison 1955/56 nur auf dem siebten Platz ab, wodurch knapp der Verbleib in der Drittklassigkeit erreicht wurde, da sich nur sieben Teams aus beiden Drittligagruppen für die nun eingleisige Verbandsliga Mittelrhein qualifizieren konnten. Während der BFV, der nach dieser Zusammenlegung abgestiegen war, souverän im anschließenden Jahr zurückkehren konnte, enttäuschte die Tura mit dem zwölften Tabellenplatz. Als der BFV dann zu einem Höhenflug in der Liga ansetzte und die Vizemeisterschaft gewann, stieg die Tura in der gleichen Saison 1957/58 als Tabellenvorletzter in die vierte Liga ab.
| Saison  | Liga                     | Level | Platz | Tore  | Punkte |
| ------- | ------------------------ | ----- | ----- | ----- | ------ |
| 1958/59 | Landesliga               | IV    | 1.    | 65:36 | 44:12  |
| 1959/60 | Verbandsliga Mittelrhein | III   | 4.    | 56:50 | 30:26  |
| 1960/61 | Verbandsliga Mittelrhein | III   | 7.    | 59:47 | 28:28  |
| 1961/62 | Verbandsliga Mittelrhein | III   | 1.    | 57:37 | 37:19  |
| 1962/63 | Verbandsliga Mittelrhein | III   | 2.    | 71:40 | 36:20  |
| 1963/64 | Verbandsliga Mittelrhein | III   | 2.    | 73:37 | 43:17  |
| 1964/65 | Verbandsliga Mittelrhein | III   | 7.    | 48:50 | 30:30  |

Wie zuvor beim BFV schon zu beobachten war, eignete sich auch der einjährige Aufenthalt der Tura in der Landesliga für einen Neubeginn: Als Meister gelang, bei sechs Punkten Vorsprung vor dem SV Schlebusch und nur drei Niederlagen, souverän die Rückkehr in die Verbandsliga. Dort angekommen verlor die Mannschaft zwar die ersten drei Spiele, konnte sich jedoch stetig steigern und belegte abschließend etwas überraschend den vierten Platz. Nach einem Übergangsjahr mit dem mittelmäßigen siebenten Tabellenplatz setzte die Tura spätestens ab der Saison 1961/62 zu ihrer zweiten erfolgreichen Ära in der obersten Amateurklasse an. Maßgeblich verantwortlich dafür war mit Fritz Machate ein ehemaliger Spieler des FC St. Pauli und des Dresdner SC, der fortan als Trainer fungierte.
Diese äußerst erfolgreiche Saison 1961/62 begann zunächst enttäuschend, als die Tura nach der Hinrunde mit einem negativen Punkteverhältnis nur den zehnten Platz belegte. Es folgte eine Siegesserie, die den Punkterückstand zunächst auf sechs Punkte verkleinerte. Weitere Siege gegen Übach-Palenberg und am letzten Spieltag gegen den VfL 99 Köln sorgten dafür, dass die Tura mit nur fünf Verlustpunkten in der Rückserie die Mittelrheinmeisterschaft gewinnen konnte. Anschließend setzte sich die Mannschaft im Kampf um die Westdeutsche Meisterschaft durch einen 1:0-Sieg gegen Arminia Bielefeld und einem 1:1 gegen Duisburg 08 durch. Es folgte die Endrunde um die Deutsche Amateurmeisterschaft. Nach einem 2:1-Sieg gegen die Amateure von Werder Bremen im Weserstadion zog die Tura ins Endspiel im Wuppertaler Stadion am Zoo ein, wo die Mannschaft dem Berliner Verein SC Tegel gegenüberstand. Dieses spannende Spiel gewann Tegel nach einem Freistoßtor mit 1:0 und die Tura musste sich somit mit der Vize-Amateurmeisterschaft zufriedengeben. Auf einen Aufstieg ins Profilager verzichtete die Tura – mit Blick auf die finanziellen Probleme, die dem BFV dadurch erwuchsen – bewusst und blieb somit dem Amateursport erhalten.
Es folgten noch zwei weitere Vizemeisterschaften in der Liga hinter Düren bzw. dem SV Schlebusch. Die letzte Saison 1964/65 schloss der Klub mit einem ausgeglichenen Punktekonto auf dem siebten Tabellenplatz ab, bevor dann die bereits 1958 geschmiedeten Pläne zur Bildung eines gemeinsamen Vereins mit dem BFV in die Tat umgesetzt werden konnten, nachdem auch die Vereinsführung des BFV einen entsprechenden Beschluss gefasst hatte. Das letzte Meisterschaftsspiel der Tura ging gegen die SpVg Frechen 20 mit 2:3 verloren. Obwohl die Tura am 18. Juni 1965 – wie auch der BFV – offiziell aufgelöst worden war, spielte anschließend kurioserweise eine Tura-Mannschaft weiterhin noch das Endspiel im Kreispokal und nach dem 8:1-Sieg dort gegen den TV Rheindorf zusätzlich im Mittelrhein-Pokal, wo die Mannschaft gegen den BC Oberbruch mit 1:3 nach Verlängerung verlor.

### Bonner Sport-Club 01/04

#### 1965 bis 1967: Gründungsphase

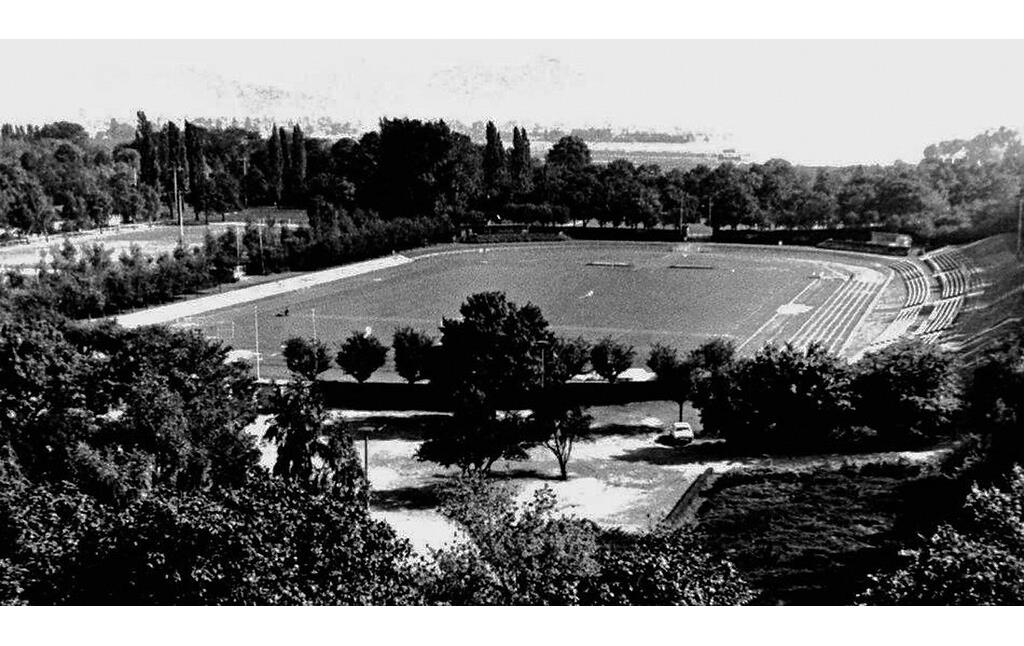
Der Sportpark Gronau, ehemaliges Stadion des Bonner SC, im Jahr seines Abrisses 1989

Die zunächst für den 21. Mai 1965 vorgesehene Gründung wurde, weil drei Drittel der Mitglieder des Bonner FV nicht erschienen und dementsprechend keine Vereinsauflösung stattfinden konnte, erst am 18. Juni des Jahres durchgeführt. An diesem Tag wurde in einer achtminütigen Versammlung der BFV aufgelöst, anschließend wurde der neue Verein gegründet. Der Klub erhielt den offiziellen Namen Bonner Sport-Club 01/04 und man wählte nach dem damaligen Stadtwappen rot und blau als Vereinsfarben. Neben einer Fußballabteilung wurden zudem weitere Bereiche für die Leichtathletik, Basketball und Sportschießen, sowie 1966 Tischtennis und 1967 Rugby eröffnet, wovon sich später nur noch die letzten beiden genannten Abteilungen und danach ausschließlich Tischtennis behaupten sollten. Die Gründung des BSC löste eine große Euphorie in der Stadt aus und weckte Hoffnungen, künftig auch im Spitzensport, potenziell auch in der erstklassigen Bundesliga eine große Rolle spielen zu können. Als Heimspielstätte diente das Gronaustadion, wobei man jedoch mittelfristig die Errichtung eines überdachten Stadions mit einem Fassungsvermögen jenseits von 30.000 Zuschauern anvisierte.
| Saison  | Liga                     | Level | Platz | Tore  | Punkte |
| ------- | ------------------------ | ----- | ----- | ----- | ------ |
| 1965/66 | Verbandsliga Mittelrhein | III   | 2.    | 69:42 | 39:21  |
| 1966/67 | Regionalliga West        | II    | 17.   | 27:48 | 22:46  |

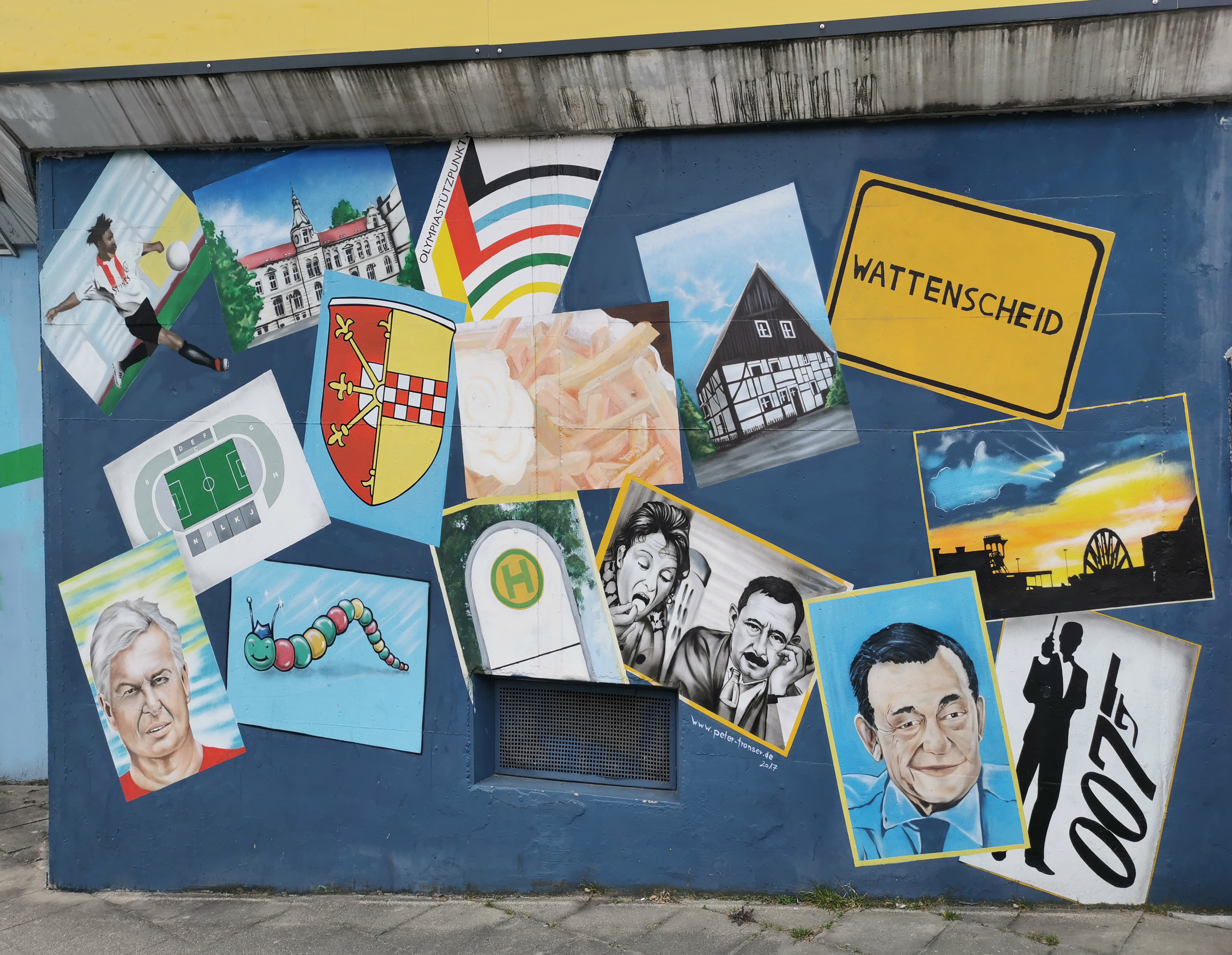
Hans Bongartz (links unten), einer der damaligen vier Neuzugänge von Schalke 04

Die erste Saison 1965/66 begann der neue Verein in der Verbandsliga Mittelrhein und nahm damit den Platz der Tura Bonn ein, die zuvor in dieser dritthöchsten Spielklasse – und höchsten Amateurebene – ihre letzte Saison abgeschlossen hatte. Die von Günther Glomb betreute Mannschaft konnte am 21. August 1965 im ersten Saisonspiel mit 2:1 gegen die Amateure von Bayer 04 Leverkusen gewinnen und etablierte sich fortan auf den vorderen Plätzen. Am Ende der Saison belegte der BSC hinter dem überlegenen Meister Düren 99 jedoch nur den zweiten Platz, der eigentlich nicht zum Aufstieg berechtigt hätte. Da Düren jedoch auf eine Teilnahme am Profifußball verzichtete, nahmen die Bonner als Ersatz an den Aufstiegsrunden teil, wo sie jedoch chancenlos blieben. Als dann Fortuna Düsseldorf und Rot-Weiss Essen noch in die Bundesliga aufsteigen durften und damit zwei Plätze in der darunter liegenden Regionalliga West frei wurden, spielte der BSC eine weitere Ausscheidungspartie gegen den ursprünglichen Regionalliga-Absteiger VfB Bottrop, die Bottrop überlegen mit 5:0 gewann. Das Glück wendete sich jedoch nach Bonn, als der Fußballverband entschied, dass Bottrop als sportlich bereits abgestiegener Verein kein Verbleiberecht zustand und somit die Partie gegen den BSC unzulässig war. Somit stieg der Bonner SC doch noch in die Regionalliga West auf.
Der Verein ging die Spielzeit 1966/67 mit einer Reihe von Neuzugängen an, wobei vor allem vier ehemalige Lizenzspieler von Schalke 04 verpflichtet wurden. Dennoch hatte es die Mannschaft von Beginn an schwer und konnte erst am zehnten Spieltag mit einem 1:0 gegen SC Viktoria Köln den ersten Sieg sichern. Trotz eines 1:0-Auswärtssiegs bei Alemannia Aachen war der Abstieg – auch mit Trainerwechsel zu Fred Harthaus – nach dem 1:2 gegen Arminia Bielefeld am vorletzten Spieltag nicht mehr zu verhindern.

#### 1967 bis 1972: Kampf um den Profifußball und die Sowjetunion-Tournee
| Saison  | Liga              | Level | Platz | Tore  | Punkte |
| ------- | ----------------- | ----- | ----- | ----- | ------ |
| 1967/68 | Mittelrheinliga   | III   | 1.    | 59:28 | 42:14  |
| 1968/69 | Regionalliga West | II    | 15.   | 45:70 | 25:43  |
| 1969/70 | Regionalliga West | II    | 13.   | 39:47 | 30:38  |
| 1970/71 | Regionalliga West | II    | 15.   | 37:66 | 24:44  |
| 1971/72 | Mittelrheinliga   | III   | 1.    | 62:26 | 45:15  |

Der BSC spielte damit wieder in der Verbandsliga Mittelrhein und ging in die neue Spielzeit 1967/68 mit dem bereits zuvor beim BFV aktiven Trainer Helmut Gans. Wie schon zwei Jahre zuvor lieferte sich der BSC gegen Düren 99 sowie gegen die Amateure des 1. FC Köln ein Rennen um die Tabellenspitze. Mit zwei Punkten Vorsprung vor Köln ging die Bonner Mannschaft in die letzte Partie und sicherte sich durch ein 1:1 gegen Bayer Leverkusen den Mittelrheintitel. Dadurch wurde auch die Rückkehr in die Regionalliga möglich und der BSC trat zu den Ausscheidungsspielen gegen den SSV Hagen, die Spvg Erkenschwick und Eintracht Duisburg an. Trotz einer Niederlage im Heimspiel gegen Duisburg und insgesamt drei Remis konnte der Regionalliga-Aufstieg bewerkstelligt werden.
Vor dem nächsten Versuch, im Profifußball Fuß fassen zu können, vermeldete der Verein einige spektakuläre Transfers von Alemannia Aachen, worunter sich der 49-fache uruguayische Nationalspieler Horacio Troche befand, der dadurch bekannt wurde, dass er Uwe Seeler während der WM 1966 in England geohrfeigt hatte. Dennoch spielte der Klub wieder nur gegen den Abstieg und absolvierte am letzten Spieltag gegen Preußen Münster ein „Abstiegsendspiel“ im heimischen Gronaustadion, das der BSC mit 5:1 gewann. In der anschließenden Saison 1969/70 entwickelte die Mannschaft eine Heimstärke und verlor in der gesamten Spielzeit daheim lediglich zwei Begegnungen. Dies sorgte dafür, dass in diesem Jahr die Klasse gesichert werden konnte. Es war die letzte Spielzeit im alten Gronaustadion. Der Verein zog in den Sportpark Nord um, an die Stelle, wo sich früher der alte „Kölle-Platz“ befunden hatte. Aufgrund der angespannten finanziellen Lage wurden einige Leistungsträger verkauft. Die Saison 1970/71 begann trotz dieser Abgänge mit einem 4:2-Sieg gegen den ehemaligen Bundesligisten Alemannia Aachen – der ersten Meisterschaftspartie im Sportpark Nord –, und einige Talente aus dem Verein, wie beispielsweise der junge Hans Bongartz, nährten den Optimismus auf den Klassenerhalt. Im Verlauf der Saison zeigte sich jedoch, dass der Substanzverlust zu groß war und die Mannschaft am Ende aufgrund der schlechteren Tordifferenz gegenüber dem VfR Neuss erneut den Gang in die Drittklassigkeit antreten musste.
Für das Ziel Wiederaufstieg wurde erneut Helmut Gans als Trainer verpflichtet. Es folgte in der Verbandsliga Mittelrhein ein Meisterschaftsrennen gegen Jülich 10, dem der BSC am letzten Spieltag im Sportpark Nord mit nur einem Punkt Rückstand gegenüberstand. Dieses „Endspiel“ um die Mittelrheinmeisterschaft gewann die Bonner Mannschaft mit 4:1. Der Aufstieg wurde aber anschließend verpasst, wofür vor allem die 0:4-Niederlage bei den Sportfreunden Siegen verantwortlich war. Ein weiterer Höhepunkt stellte eine Tournee durch die damalige Sowjetunion dar, wo der BSC unter anderem in Leningrad (heute: St. Petersburg) und Wolgograd spielte.

#### 1972 bis 1976: Von der Oberliga bis zur Aufstiegsrunde der 2. Bundesliga
| Saison  | Liga            | Level | Platz | Tore  | Punkte |
| ------- | --------------- | ----- | ----- | ----- | ------ |
| 1972/73 | Mittelrheinliga | III   | 7.    | 55:50 | 31:29  |
| 1973/74 | Mittelrheinliga | III   | 2.    | 80:56 | 34:22  |
| 1974/75 | Mittelrheinliga | III   | 4.    | 54:29 | 38:26  |
| 1975/76 | Mittelrheinliga | III   | 1.    | 78:30 | 50:10  |

Die Saison 1972/73 schloss der BSC auf dem siebten Tabellenplatz ab und verfehlte damit die Erwartungen.
Mitverantwortlich war dafür vermutlich auch die Aussage von Trainer Gans inmitten der Saison, dass er nur noch bis zum Ende der Spielzeit Trainer bleiben wolle, und dass anschließend Spekulationen über ein vorzeitiges Ende der Amtszeit von Gans und die Trainernachfolge entstanden. Höhepunkt dieser Spielzeit war der Einzug ins Kreispokalendspiel, in dem der BSC nach einem spannenden Spiel mit 9:10 nach Elfmeterschießen Beuel 06 unterlag. Für die Spielzeit 1973/74 standen von Beginn an die Vorzeichen schlecht, da dem BSC aufgrund der Bildung einer nur noch zwei Staffeln umfassenden Regionalliga – die später 2. Bundesliga genannt wurde – keine Möglichkeit zum Aufstieg zur Verfügung stand. Am Ende der Saison wurde der BSC Vizemeister hinter Bayer 04 Leverkusen.
Vor der Saison 1974/75 verkündete die Vereinsführung offiziell das Ziel, aufsteigen zu wollen. Die Mannschaft konnte aber die großen Erwartungen nicht ganz erfüllen und belegte hinter Bayer 04 Leverkusen, dem SC Brühl und dem SC Jülich 10 am Ende nur den vierten Platz. Als besonders enttäuschend galt zu diesem Zeitpunkt auch der sehr geringe Zuschauerzuspruch, der im Heimspiel gegen Westwacht Aachen mit 273 Zuschauern seinen Tiefpunkt fand.
Um in der Saison 1975/76 Meister zu werden und in die 2. Bundesliga Nord aufzusteigen, verpflichtete der BSC den bundesligaerfahrenen Trainer Martin Luppen. Mit diesem „Erfolgstrainer“ konnte man am Ende der Saison den Titel der Mittelrheinliga holen und war somit in der Aufstiegsrunde mit dabei, wo man Gruppenzweiter hinter dem VfL Wolfsburg wurde, der somit in die 2. Bundesliga aufstieg. Ein dritter Aufsteiger sollte in einem Entscheidungsspiel zwischen dem BSC und dem Zweitplatzierten der anderen Aufstiegsgruppe, dem SC Herford, ermittelt werden. In derselben Spielzeit gewann Borussia Dortmund jedoch gegen den 1. FC Nürnberg im Aufstiegsrelegationsspiel zur Bundesliga, infolgedessen ein weiterer Platz in der zweiten Bundesliga frei wurde und sowohl Herford als auch Bonn aufsteigen konnten.

#### 1976/77: Sportlicher Höhepunkt der Vereinsgeschichte – die 2. Bundesliga
| Saison  | Liga               | Level | Platz | Tore  | Punkte |
| ------- | ------------------ | ----- | ----- | ----- | ------ |
| 1976/77 | 2. Bundesliga Nord | II    | 16.   | 53:72 | 33:43  |

Mit dem Aufstieg von Borussia Dortmund in die Bundesliga hat der Bonner SC das langersehnte Ziel, den Aufstieg in die 2. Bundesliga, geschafft. Der Verein wollte für diese Liga eine spielstarke Mannschaft zusammenstellen. Dieses Ziel sollte mit einem Etat von insgesamt 530.000 DM gestemmt werden.
Es war die höchste Ligaebene, in der der BSC in seiner bisherigen Vereinsgeschichte gespielt hat. Hier trat er in der Saison 1976/77 gegen Vereine wie FC St. Pauli, Arminia Bielefeld und Bayer 04 Leverkusen an. Infolgedessen sprang das Zuschauerinteresse sprunghaft an. Beim ersten Spiel im Sportpark Nord gegen Fortuna Köln kamen insgesamt 12.000 Zuschauer in den heimischen Sportpark Nord und beim zweiten Heimspiel der Saison kamen 11.000 Zuschauer, um ein hart umkämpftes 1:1 unentschieden gegen den späteren Meister und Aufsteiger FC St. Pauli zu sehen. Drei Spieltage vor dem Ende der Saison stand der Verein auf einem Abstiegsplatz und war in akuter Gefahr, den Klassenerhalt nicht zu schaffen. Um sportlich das Ruder herumzureißen, trennte man sich vor diesem Spieltag von Martin Luppen und verpflichtete mit Siegfried Melzig einen neuen Trainer. Mit drei Siegen in Folge konnte noch der sportliche Klassenerhalt als 16. mit 33 Punkten erreicht werden.
Doch der BSC war, trotz des sportlichen erkämpften Klassenerhaltes und dem hohen Zuschauerdurchschnitt von 7000 Zuschauern pro Spiel, tief verschuldet. Es hatte sich eine Finanzierungslücke von insgesamt 1,2 Millionen DM gebildet. Das sei vor allem auf die „saloppe Haltung“ des Vorstands zurückzuführen, so der DFB. Deswegen war er am 9. Juli 1977 der erste Verein im deutschen Fußball war, dem die Lizenz durch den DFB entzogen wurde. Dieses finanzielle Missmanagement hatte auch noch später gravierende Folgen für den Verein, der seitdem nicht mehr hochklassig spielte.

#### 1977 bis 2005: Turbulente Zeit in den Oberligen und Verbandsligen
| Saison    | Liga                      | Level | Platz | Tore  | Punkte |
| --------- | ------------------------- | ----- | ----- | ----- | ------ |
| 1977/78   | Verbandsliga Mittelrhein  | III   | 3.    | 65:36 | 42:18  |
| 1978/79   | Oberliga Nordrhein        | III   | 7.    | 62:40 | 38:30  |
| 1979/80   | Oberliga Nordrhein        | III   | 10.   | 52:54 | 28:36  |
| 1980/81   | Oberliga Nordrhein        | III   | 16.   | 47:67 | 26:38  |
| 1981/82   | Verbandsliga Mittelrhein  | IV    | 7.    | 55:42 | 33:31  |
| 1982/83   | Verbandsliga Mittelrhein  | IV    | 6.    | 57:42 | 37:27  |
| 1983/84   | Verbandsliga Mittelrhein  | IV    | 2.    | 54:27 | 39:17  |
| 1984/85   | Verbandsliga Mittelrhein  | IV    | 1.    | 70:37 | 45:11  |
| 1985/86   | Oberliga Nordrhein        | III   | 13.   | 36:56 | 26:38  |
| 1986/87   | Oberliga Nordrhein        | III   | 5.    | 63:41 | 42:26  |
| 1987/88   | Oberliga Nordrhein        | III   | 14.   | 48:59 | 28:40  |
| 1988/89   | Oberliga Nordrhein        | III   | 9.    | 53:56 | 37:35  |
| 1989/90   | Oberliga Nordrhein        | III   | 14.   | 43:59 | 26:42  |
| 1990/91   | Oberliga Nordrhein        | III   | 16.   | 30:60 | 17:47  |
| 1991/92   | Verbandsliga Mittelrhein  | IV    | 2.    | 77:30 | 47:13  |
| 1992/93   | Oberliga Nordrhein        | III   | 4.    | 41:34 | 32:28  |
| 1993/94   | Oberliga Nordrhein        | III   | 6.    | 47:39 | 33:27  |
| 1994/95   | Regionalliga West/Südwest | III   | 12.   | 51:55 | 34:34  |
| 1995/96   | Regionalliga West/Südwest | III   | 19.   | 27:77 | 22     |
| 1996/97   | Oberliga Nordrhein        | IV    | 1.    | 44:27 | 55     |
| 1997/98   | Regionalliga West/Südwest | III   | 16.   | 34:65 | 35     |
| 1998/99   | Oberliga Nordrhein        | IV    | 13.   | 32:48 | 32     |
| 1999/2000 | Oberliga Nordrhein        | IV    | 15.   | 22:48 | 24     |
| 2000/01   | Verbandsliga Mittelrhein  | V     | 1.    | 64:25 | 58     |
| 2001/02   | Oberliga Nordrhein        | IV    | 10.   | 53:52 | 46     |
| 2002/03   | Oberliga Nordrhein        | IV    | 12.   | 39:54 | 35     |
| 2003/04   | Oberliga Nordrhein        | IV    | 15.   | 44:67 | 36     |
| 2004/05   | Oberliga Nordrhein        | IV    | 16.   | 29:56 | 27     |

Nach dem Lizenzentzug spielte man in der Verbandsliga Mittelrhein, wo man in der Saison 1977/78 nur knapp den zweiten Platz und damit die Teilnahme an der Deutsche Amateurmeisterschaft verpasste. Im DFB-Pokal erreichte man nach Siegen gegen die Sportfreunde Eisbachtal und bei Alemannia Plaidt die dritte Runde, in der man gegen den damaligen Deutschen Meister und Vize-Europapokalsieger Borussia Mönchengladbach antreten musste. Dort verlor man nach einem „aufopferungsvollen Kampf“ mit 0:3. Für die folgende Saison 1978/79 vereinbarten der Fußballverband Niederrhein und der Fußballverband Mittelrhein die Bildung einer Oberliga Nordrhein. Da der BSC die Spielzeit als Dritter beendet hatte, gehörte er ab der Spielzeit dieser neuen Oberliga an. Drei Jahre später stieg man von dieser drittklassigen Oberliga Nordrhein in die damals viertklassige Verbandsliga Mittelrhein ab. 1984/85 gewann der BSC zum vierten Mal den Titel in der Verbandsliga Mittelrhein und stieg dementsprechend wieder in die Oberliga Nordrhein auf, wo er sich, mit Ausnahme der Saison 1991/92, in welcher der BSC wieder für ein Jahr in der viertklassigen Verbandsliga Mittelrhein spielte, die nächsten neun Jahre spielen sollte.
In der Saison 1993/94 qualifizierte sich der BSC für die neue Regionalliga West/Südwest. Ab 1995 wurde die Vereinspolitik stark vom Mäzen John Viol bestimmt, einem Bonner Unternehmer und Mineralienhändler aus Simbabwe, dessen Unternehmen der wichtigste, zeitweise einzige nennenswerte Sponsor, aber auch Kreditgeber des Vereins und er selbst bis 2001 Präsident und später Aufsichtsratsvorsitzender wurde. Trotz seines Engagements musste der Bonner SC zwei Mal – 1996 sowie nach dem sofortigen Wiederaufstieg 1998 – in die Oberliga Nordrhein absteigen, und erreichte in den folgenden Jahren die Drittklassigkeit in der Regionalliga West/Südwest nicht mehr.

Ab 1998/99 spielte der BSC wieder in der Oberliga Nordrhein, mit einem Intermezzo und dem fünften Titelgewinn 2000/01 in der Verbandsliga Mittelrhein. Im ersten Jahr nach dem Aufstieg konnte der Klassenerhalt in der Oberliga mit einem zehnten Platz ohne größere Probleme gesichert werden. Im folgenden Jahr erreichten die Bundesstädter erneut einen Mittelfeldplatz. In den Spielzeiten 2003/04 sowie 2004/05 entgingen die Bonner dem Abstieg nur knapp. 2004 rettete sie lediglich das bessere Torverhältnis und 2005 waren sie zwar sportlich abgestiegen, konnten aber aufgrund der jeweils nicht erteilten Lizenz für den SV Adler Osterfeld und Borussia Freialdenhoven in der Liga verbleiben.

Logo der kubanischen Fußballnationalmannschaft

Zur Saison 1999/2000 verpflichtete der Bonner SC 15 kubanische Nationalspieler, im April 1999 gab es ein Freundschaftsspiel gegen die kubanische Fußballnationalmannschaft. Auch aufgrund von Schwierigkeiten bezüglich der Spielberechtigung blieb der Coup jedoch erfolglos, infolgedessen stieg der BSC zum Saisonende ab.

#### 2005 bis 2010: Oberliga bis zum Rücktritt Viols mit Schulden in Millionenhöhe
| Saison  | Liga               | Level | Platz | Tore  | Punkte |
| ------- | ------------------ | ----- | ----- | ----- | ------ |
| 2005/06 | Oberliga Nordrhein | IV    | 2.    | 71:34 | 62     |
| 2006/07 | Oberliga Nordrhein | IV    | 4.    | 48:41 | 53     |
| 2007/08 | Oberliga Nordrhein | IV    | 10.   | 48:45 | 46     |

Für die Saison 2005/06 verpflichtete der Bonner SC mit Reinhold Fanz einen bundesligaerfahrenen Trainer, mit dessen Hilfe einige neue Spieler nach Bonn fanden. Die Oberligaspielzeit 2005/06 beendete der Verein auf Platz zwei hinter der Zweitvertretung von Borussia Mönchengladbach. Somit wurde der Aufstieg in die Regionalliga äußerst knapp verpasst. Am 7. Mai 2006 waren beim Freundschaftsspiel gegen den deutschen Rekordmeister FC Bayern München, das der Bonner SC mit 1:0 gewann, über 12.000 Zuschauer zu Gast. Im Vorfeld der Saison 2005/06 bestritt der Bonner SC schon einmal ein Spiel gegen den FC Bayern, das mit 4:2 an die Gäste von der Isar ging. Nach einem schwachen Auftakt nahm Reinhold Fanz zu Beginn der Saison 2006/07 seinen Hut und wurde durch seinen ehemaligen Co-Trainer Asif Šarić ersetzt. Saric gelang es, die Mannschaft aus dem Tabellenkeller nach oben zu führen, sodass sie in diesem Jahr nichts mit dem Abstieg zu tun hatte, sondern als eine der besten Mannschaften der Rückrunde vorne mit dabei war. In der Saison 2007/08 lautete das Ziel der Bonner die Qualifikation für die neueingeführte dreigleisige Regionalliga. Hierfür wäre ein Platz unter den ersten vier nötig gewesen. Das Saisonziel wurde aber mit einem zehnten Tabellenplatz deutlich verfehlt. Immerhin konnte sich der BSC damit noch für die ebenfalls zur Saison 2008/09 neugeschaffene fünftklassige NRW-Liga qualifizieren.

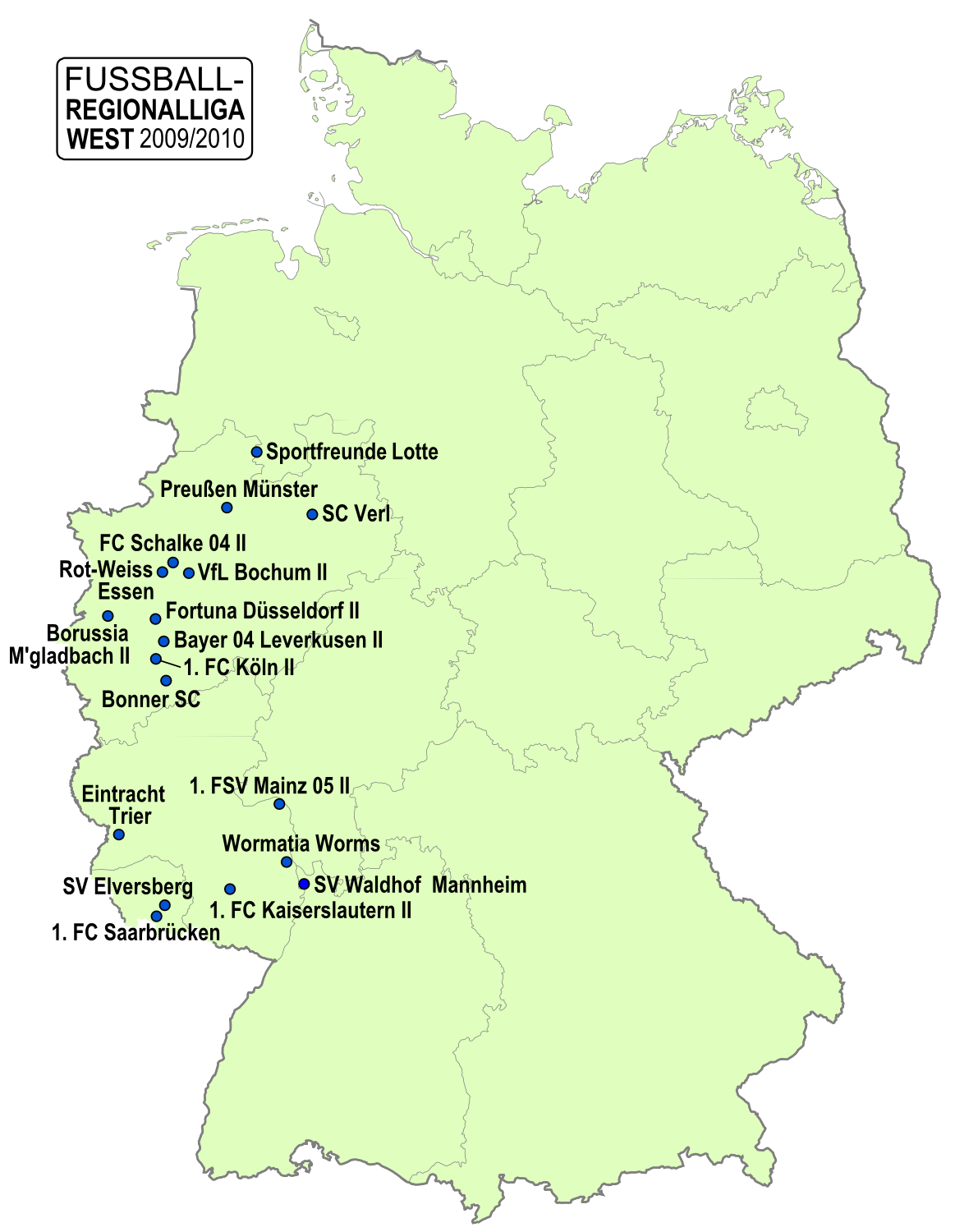
Die Regionalliga West, in der Spielzeit 2009/10, mit dem Bonner SC

Als Meister der Premierenspielzeit stieg der Club zur Saison 2009/10 in die Fußball-Regionalliga auf, während die Qualifikation zum DFB-Pokal durch ein 3:5 im Elfmeterschießen im Landespokalfinale des Fußball-Verbandes Mittelrhein gegen den FC Germania Dattenfeld verpasst wurde. Zum Aufstieg wechselte Präsident John Viol in den Aufsichtsrat, neuer Präsident wurde der Marketingprofessor und Experte der Fußballvermarktung Tobias Kollmann. Dieser trat aber wenige Spieltage vor Ende der Saison wegen der finanziellen Situation des Vereins, die eine erfolgreiche Weiterarbeit unmöglich mache, zurück. Insbesondere Schulden bei Viol von über sechs Millionen Euro sowie das Zurückfahren dessen Sponsorings belasteten den Verein.

#### 2010 bis 2011: Erneuter Lizenzentzug und darauffolgende Insolvenz
| Saison  | Liga              | Level | Platz | Tore  | Punkte |
| ------- | ----------------- | ----- | ----- | ----- | ------ |
| 2008/09 | NRW-Liga          | V     | 1.    | 87:31 | 79     |
| 2009/10 | Regionalliga West | IV    | 10.   | 47:45 | 43     |

Nachdem der Verein in der Regionalligasaison 2009/10 mit einem zehnten Tabellenplatz sportlich den Klassenerhalt erreicht hatte, gab der DFB am 4. Juni 2010 bekannt, dass ihm eine Lizenz für die Regionalligaspielzeit 2010/11 aus wirtschaftlichen Gründen nicht erteilt wird. Für den Verein ging es nun darum, wenigstens die Finanzierung für ein Weiterspielen in der NRW-Liga zu sichern. Doch auch die erforderliche Lizenz für diese fünfthöchste Spielklasse wurde zunächst nicht erteilt. Am 21. Juli 2010 wurde das Insolvenzverfahren vor dem Amtsgericht Bonn eröffnet. Am 23. Juli 2010 gab der Verein bekannt, dass die erste Männermannschaft an keinem Spielbetrieb teilnehmen wird. In Absprache mit dem Insolvenzverwalter sollte versucht werden, den Verein im Rahmen eines Plan-Insolvenzverfahrens zu retten. Die Jugendabteilung konnte am Spielbetrieb der Saison 2010/11 wie geplant teilnehmen und auch die Tischtennisabteilung konnte diesen fortsetzen. Karsten Hutwelker, welcher als neuer Trainer der ersten Herrenmannschaft verpflichtet worden war, wurde zum neuen Trainer der U19 ernannt und sollte zusammen mit dem sportlichen Leiter Mike Rietpietsch in ehrenamtlicher Arbeit den sportlichen Neuaufbau voranbringen. Im Jugendbereich sollte ein Grundgerüst für zukünftige Mannschaften im Herrenbereich geschaffen werden. Über ein Treuhandkonto wurde versucht, die weitere Finanzierung der Jugendabteilung auch über die Spielzeit 2010/11 hinaus zu sichern, den Bonner SC als Verein zu retten und vor einer Auflösung zu bewahren.
Doch bereits im November gaben Rietpietsch und Alexander Ogrinc bekannt, dass sie den Verein verlassen werden, da die Belastung, in ehrenamtlicher Funktion nebenbei für den Verein zu arbeiten, zu groß sei. Beide begründeten den Ausstieg außerdem damit, dass es trotz einer gut gelaufenen Gläubigerversammlung zu keiner Besserung in naher Zukunft kommen würde, was die finanzielle Situation angehe. Ende des Jahres beendete auch Hutwelker seine Tätigkeit für den Verein. Sein Nachfolger wurde der ehemalige Trainer der U19-Mannschaft, Tomek Kaczmarek, der die erste Mannschaft des Vereins auch in der Saison 2011/12 in der Landesliga trainierte.

#### 2011 bis 2017: Von der Landesliga bis zum DFB-Pokal
| Saison  | Liga                   | Level | Platz | Tore  | Punkte |
| ------- | ---------------------- | ----- | ----- | ----- | ------ |
| 2011/12 | Landesliga Mittelrhein | VI    | 4.    | 51:38 | 47     |
| 2012/13 | Landesliga Mittelrhein | VI    | 1.    | 67:34 | 62     |
| 2013/14 | Mittelrheinliga        | V     | 7.    | 38:43 | 45     |
| 2014/15 | Mittelrheinliga        | V     | 2.    | 73:32 | 67     |
| 2015/16 | Mittelrheinliga        | V     | 1.    | 55:27 | 63     |

In der Saison 2011/12 spielte die erste Männermannschaft Bonner SC, nach Abschluss des Insolvenzverfahrens, mit seiner ersten Mannschaft in der Landesliga Mittelrhein (6. Spielklasse), mit seiner zweiten Männermannschaft in der Bonner Kreisliga B (9. Spielklasse) und mit seinen A- und B-Jugendmannschaften jeweils in der Bundesliga (1. Spielklasse). Die A-Junioren (U19) wurden von Januar bis Anfang März 2012 vom ehemaligen Fußball-Nationalspieler Jürgen Kohler trainiert. Nach nur wenigen Wochen gab er diese Funktion wieder ab; er begründete diesen Schritt mit starker beruflicher Beanspruchung als Unternehmensrepräsentant und TV-Co-Kommentator. Seine bisherigen Assistenten Alexander Halfen und Kourosch Hosseini führten die Arbeit fort. Die erste Mannschaft in der Landesliga wurde im Jahr 2012 von Deniz Bakir trainiert, der von der SG Bad Breisig zum Bonner SC zurückkehrte. Am Ende der Spielzeit wurde in der Landesliga der vierte Platz erreicht, in der Folgesaison 2012/13 die Meisterschaft der Landesligastaffel 1.

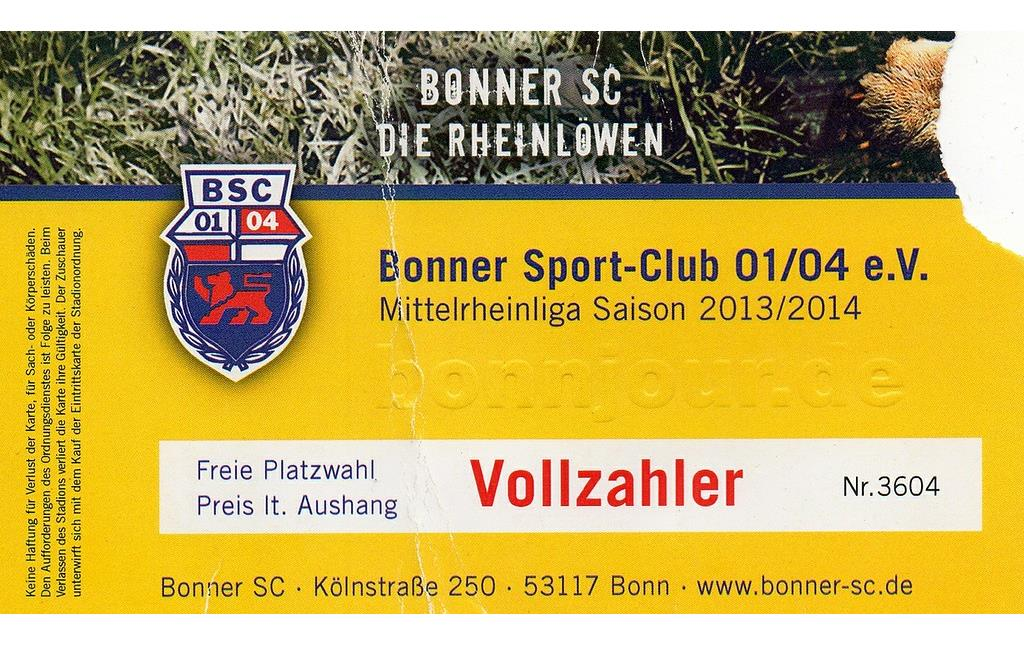
Ticket für ein Heimspiel des Bonner SC in der Saison 2013/14

Nach kurzen Engagements von Idris Dogan (6 Monate) und Dalibor Karnay (12 Monate) als Trainer übernahm zum Juli 2014 Daniel Zillken diese Position. Nach dem Aufstieg in die fünftklassige Mittelrheinliga erreichte der BSC in der zweiten Saison 2014/15 die Herbstmeisterschaft und abschließend den zweiten Tabellenplatz, der nicht zum Aufstieg berechtigte. In derselben Spielzeit des Mittelrheinpokals konnte der BSC bis ins Finale vordringen, verlor da jedoch mit 1:4 gegen den FC Viktoria Köln.
Am 28. Spieltag der Saison 2015/16 sicherte sich der Verein den Aufstieg in die viertklassige Regionalliga West durch ein Unentschieden gegen die Spvg Wesseling-Urfeld und gewann zudem mit 63 Punkten die Meisterschaft.

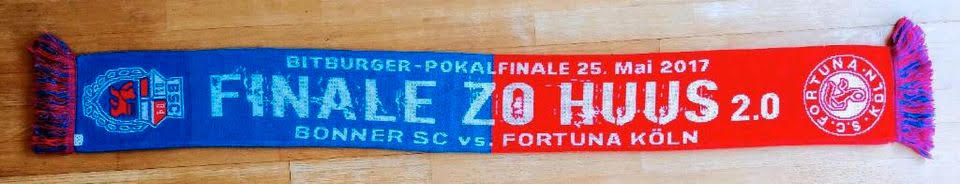
Fanschal, der speziell für das Pokalfinale zwischen dem BSC und Fortuna Köln angefertigt wurde.

In der Saison 2016/17 der Regionalliga West wurde mit dem neunten Platz problemlos der Klassenerhalt gesichert. In derselben Spielzeit konnte der BSC im Finale des Mittelrheinpokals, im Rahmen des Finaltages der Amateure, den damaligen Drittligisten Fortuna Köln mit 1:0 besiegen. Das Spiel wurde im heimischen Sportpark Nord ausgetragen.
In der Saison 2017/18 nahm der Verein, nach dem Sieg im Mittelrheinpokal, erstmals nach 40 Jahren wieder am DFB-Pokal teil, scheiterte in der ersten Hauptrunde jedoch mit einer 2:6-Niederlage am Bundesligisten Hannover 96. Das dabei von Innenverteidiger Nico Perrey per Hacke erzielte Tor zum zwischenzeitlichen 2:3 wurde zum Tor des Monats August 2017 gewählt.

#### 2017 bis 2022: Von der Regionalliga bis zum Abstieg in die Mittelrheinliga
| Saison  | Liga              | Level | Platz | Tore  | Punkte |
| ------- | ----------------- | ----- | ----- | ----- | ------ |
| 2016/17 | Regionalliga West | IV    | 09.   | 60:61 | 48     |
| 2017/18 | Regionalliga West | IV    | 13.   | 47:62 | 38     |
| 2018/19 | Regionalliga West | IV    | 14.   | 42:51 | 40     |
| 2019/20 | Regionalliga West | IV    | 13.   | 28:43 | 25     |
| 2020/21 | Regionalliga West | IV    | 19.   | 39:66 | 38     |
| 2021/22 | Regionalliga West | IV    | 16.   | 44:36 | 39     |

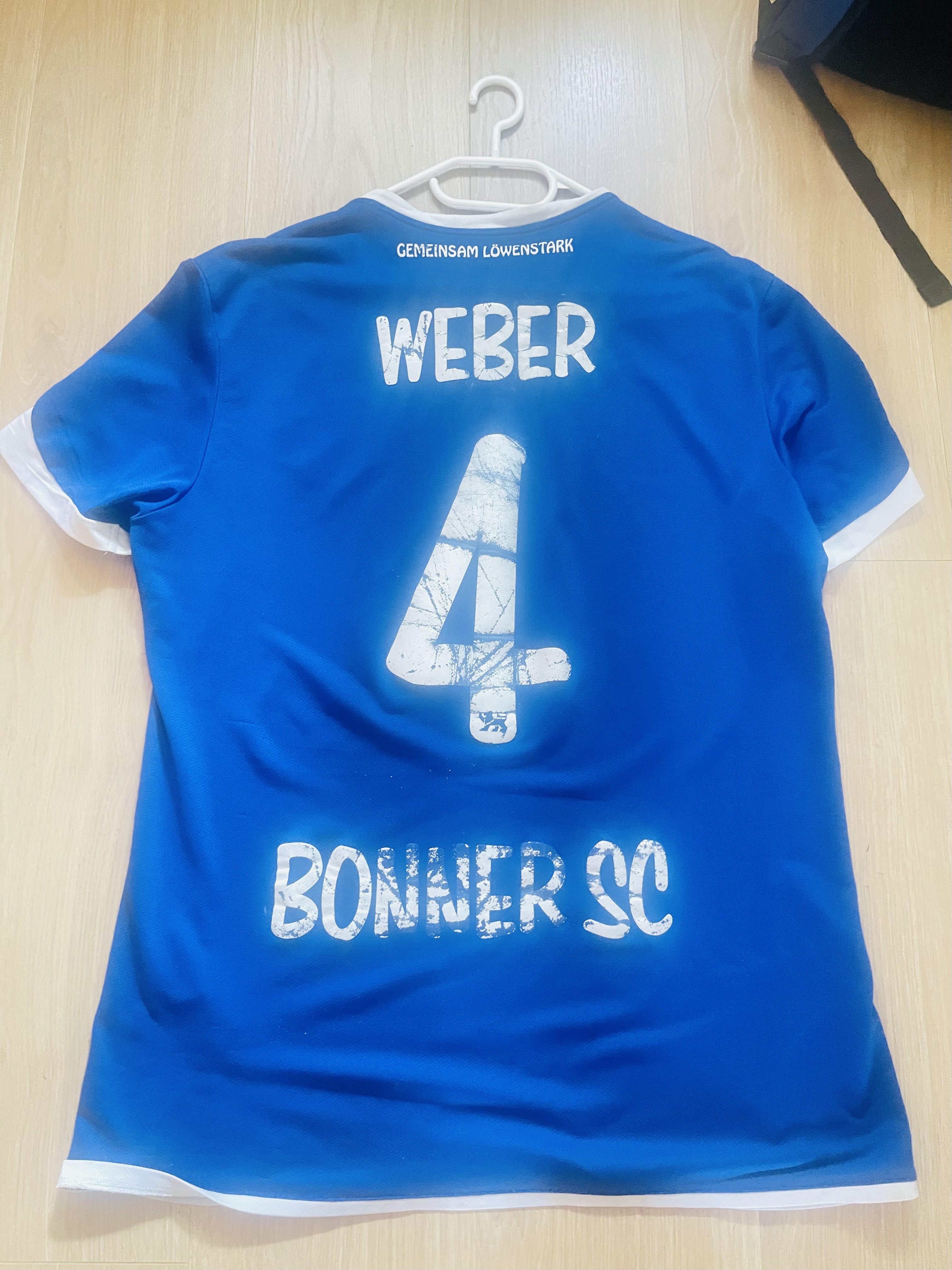
Trikot von Mario Weber aus der Regionalliga-Zeit des Bonner SC

Cheftrainer Daniel Zillken trat am 10. November 2018 nach einer Niederlage gegen den Aufsteiger 1. FC Kaan-Marienborn zurück. Damit war er länger im Amt als jeder andere Trainer vor ihm. Nach dem Rücktritt Zillkens wurde Florian Mager vorübergehend als Cheftrainer berufen. Am Ende der Saison 2017/18 konnte der BSC die Klasse halten und landete auf dem 13. Platz. Am 7. Januar 2019 wurde Markus Zschiesche als neuer Cheftrainer vorgestellt. Nach der Saison 2018/19, die der Bonner SC als 14. und erster Nichtabsteiger beendete, gab der Verein bekannt, dass Zschiesche und sein Co-Trainer den BSC wieder verlassen werden. Am 3. Juni 2019 wurde Thorsten Nehrbauer als neuer Cheftrainer vorgestellt. Die Saison 2019/20 beendete der Bonner SC auf dem 14. Tabellenplatz und konnte damit knapp den Klassenerhalt sichern. Der Bonner SC am 16. Juli 2019 ein Testspiel gegen den englischen Premier-League-Verein Norwich City, das die Gäste mit 4:1 gewannen.
In der Saison 2020/21 wurde Thorsten Nehrbauer nach einer 1:3-Niederlage beim VfB Homberg am 18. Spieltag entlassen. Zu diesem Zeitpunkt stand der Bonner SC mit 11 Punkten auf dem 20. und vorletzten Tabellenplatz und hatte acht von den letzten neun Spielen verloren. Sein Nachfolger wurde Björn Joppe, der den Klassenerhalt schaffen sollte, was nach Siegen gegen Alemannia Aachen und die Zweitvertretung des 1. FC Köln gelang. Der BSC stand am Ende der Saison mit 38 Punkten auf dem 19. Platz. Es gab lediglich einen einzigen Abstiegsplatz, da es keine Aufsteiger aus den Oberligen Westfalen, Niederrhein und Mittelrhein gab. Dies war durch die Corona-Pandemie in Deutschland bedingt, infolgedessen auch der Spielbetrieb der Oberligen frühzeitig unterbrochen wurde. Die Regionalliga West blieb von dieser coronabedingten Maßnahme verschont, da diese Liga vom WDFV (Westdeutscher Fußballverband) offiziell als Profi-Liga eingestuft wurde.
Cheftrainer Joppe wurde am 31. Dezember 2021 in der Saison 2021/22 entlassen, da er im neuen Jahr den Lehrgang zur A-Trainer-Lizenz absolvieren würde und dem BSC im Abstiegskampf nur noch zeitweise zur Verfügung gestanden hätte. Am 3. Januar 2022 wurde Markus von Ahlen als neuer Cheftrainer des Bonner SC vorgestellt. Er sollte in der kritischen Situation, in der sich der Bonner SC befand, das Saisonziel Klassenerhalt in der Regionalliga West erreichen. Als bekannt wurde, dass von Ahlen einen Vertrag beim Ligakonkurrenten Fortuna Köln unterzeichnet hatte, ohne den Vorstand des Bonner SC entsprechend zu informieren, wurde er zwei Spieltage vor Saisonende fristlos entlassen. Interimstrainer wurde der ehemalige Aufstiegs- und DFB-Pokal-Trainer Daniel Zillken, der beim entscheidenden Spiel gegen Rot Weiss Ahlen das Ruder noch für den BSC rumreißen sollte, was mit einem 1:1 aber nicht gelang. Im letzten Spiel der Saison verlor der Bonner SC gegen Rot-Weiß Oberhausen mit 1:5, ein hoher Sieg wäre für den Klassenerhalt nötig gewesen. Damit war der Bonner SC nach fünf Jahren Regionalliga-Angehörigkeit erstmals wieder in der fünftklassigen Mittelrheinliga.

#### 2022 bis 2025: Wiederaufstieg im dritten Anlauf
| Saison  | Liga            | Level | Platz | Tore  | Punkte |
| ------- | --------------- | ----- | ----- | ----- | ------ |
| 2022/23 | Mittelrheinliga | V     | 4.    | 70:28 | 55     |
| 2023/24 | Mittelrheinliga | V     | 3.    | 54:20 | 56     |
| 2024/25 | Mittelrheinliga | V     | 1.    | 83:32 | 73     |

In der Saison 2022/23 wurde offiziell vom Bonner SC das Ziel, zurück in die Regionalliga aufzusteigen, erklärt. Lukas Sinkiewicz, der von Fortuna Düsseldorf U23 kam, wurde neuer Cheftrainer. Sinkiewicz trat im April des Folgejahres nach einer Niederlage gegen die SpVg Frechen 20 zurück. Sein Nachfolger wurde Giuseppe Brunetto vom Regionalligisten 1. FC Düren. Unter ihm sollte das Saisonziel erreicht werden, allerdings war dies nach einer 1:2-Niederlage gegen den TuS Königsdorf am Saisonende nicht mehr möglich.
Nach vier Niederlagen in fünf Spielen und zusätzlich einer 1:2-Niederlage gegen den FV Bonn-Endenich im Finale des Kreispokals Bonn trat Brunetto am 10. Spieltag der Saison 2023/24 zurück. Zu diesem Zeitpunkt stand der Bonner SC mit 12 Punkten auf dem 8. Tabellenplatz und lief Gefahr, in den Abstiegsstrudel zu geraten. Neuer Cheftrainer wurde Sascha Glatzel, der vom FC Hennef 05 kam. Unter ihm sollte das alte Saisonziel Aufstieg wieder erreicht werden. Schon sein Debütspiel gegen den Tabellenführer SpVg Frechen 20 konnte der Verein mit einem 4:1 für sich entscheiden. Nach Glatzels Amtsantritt konnte der BSC seine Serie auf 24 ungeschlagene Pflichtspiele ausbauen. Trotz dieser Erfolgsserie konnten die Rheinlöwen den Aufstieg in die Regionalliga West nicht vollenden und beendeten die Spielzeit mit 56 Punkten auf dem dritten Platz.

Nachdem der BSC das erste Mal seit sieben Jahren wieder im Halbfinale des Mittelrheinpokals der Männer gestanden war und dort mit einem 4:0 den TuS Königsdorf besiegt hatte, stand er im Finale des Verbandpokals, welches am 25. Mai 2024 im Sportpark Höhenberg in Köln im Rahmen des Finaltags der Amateure ausgetragen wurde und bei dem der Gegner der Drittligaaufsteiger Alemannia Aachen war. Bei der 2:4-Niederlage vor 7242 Zuschauern riss die Siegesserie des Bonner SC und man verpasste den Einzug in die erste Runde des DFB-Pokals.

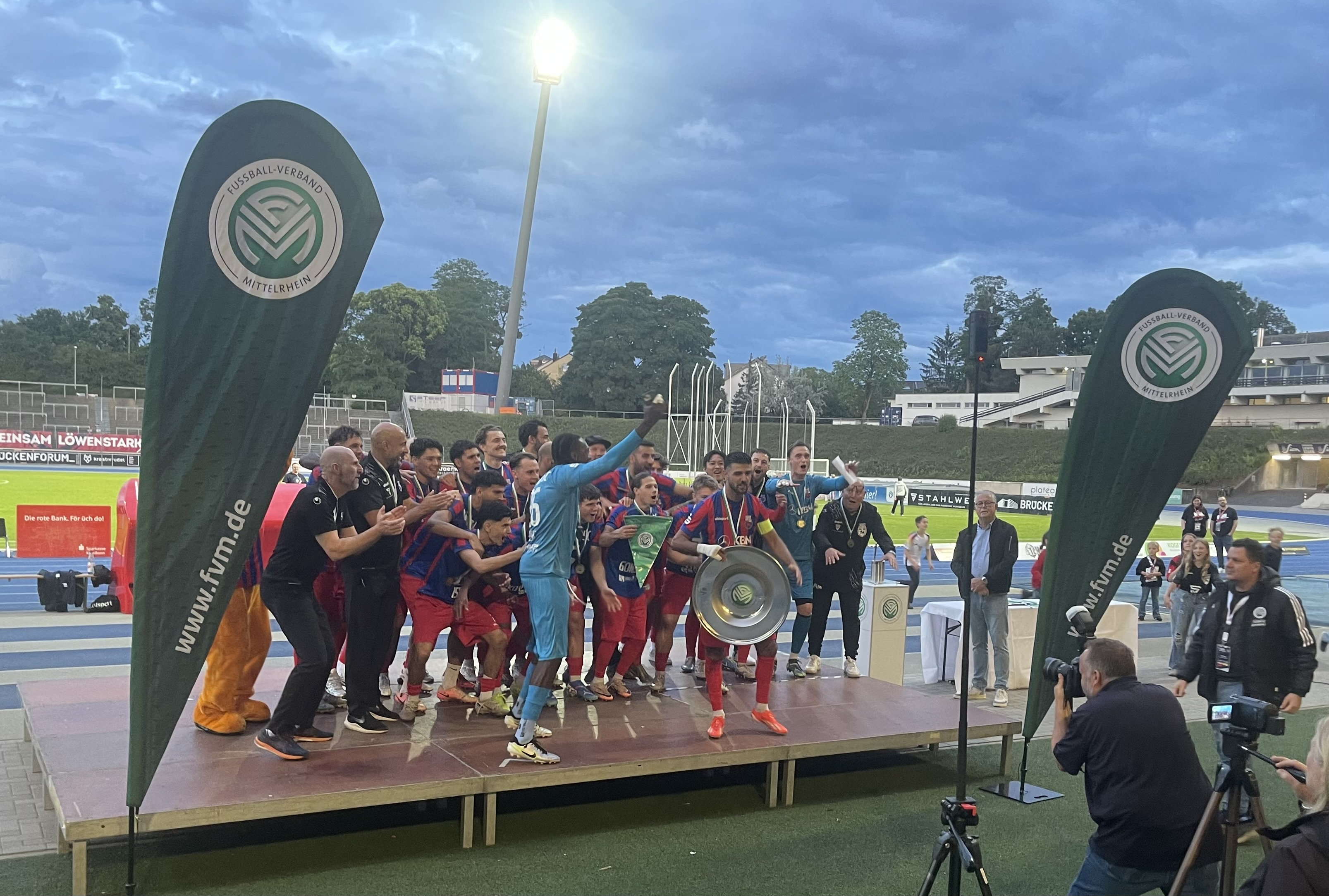
Die Spieler der ersten Männermannschaft feiern den Gewinn der Mittelrheinliga 2025

In der Spielzeit 2024/25 konnte sich der Bonner SC ab dem fünften Spieltag an der Tabellenspitze festsetzen und blieb dort den Rest der Saison. Bereits am 24. Spieltag stand der Aufstieg fest, da der BSC als einziger Verein die Lizenz für die Fußball-Regionalliga West der Männer beantragt hatte und der dafür notwendige dritte Platz sicher war. Zudem holte die Mannschaft zum siebten Mal in der Vereinsgeschichte die Meisterschaft der Mittelrheinliga.

## Geschichte der Frauenteams

### Ehemalige Frauenteams – Deutscher Meister 1975 bis zur Auflösung 1981
Die Idee, eine Frauenfußballabteilung zu gründen, wurde bereits erstmals im Jahr 1957 auf einer Mitgliederversammlung der Tura Bonn, einem der beiden Vorläufervereine des BSC, entschieden. Da der Frauenfußball zu dieser Zeit jedoch noch vom DFB geächtet wurde, war der sportliche Wert bis zu Beginn der 1970er Jahre sehr gering und verkam durch die Vermarktung zwielichtiger Unternehmer zumeist zu einem reinen Showgeschäft. Dies änderte sich, als der DFB am 31. Oktober 1970 überraschend das Frauenfußballverbot aufhob, indem er den Spielbetrieb auf Landesverbandsebene freigab.
Der Bonner SC baute noch im gleichen Jahr ein konkurrenzfähiges Frauenteam auf, die von dem ehemaligen Bonner Spieler Willi Krahe betreut werden sollte. Nachdem der DFB 1973 per Bundestagsbeschluss die Einführung einer deutschen Fußballmeisterschaft der Frauen beschlossen hatte, traten die BSC-Frauen 1974 als Vertreterinnen des FV Mittelrhein zu dieser Meisterschaft an (sie hieß nun Deutsche Fußballmeisterschaft der „Damen“). Die Vorrunde überstand die Mannschaft mit drei Siegen in drei Spielen und unterlag dann im Halbfinale dem späteren Meister TuS Wörrstadt mit 1:3 – auch das anschließende Spiel um Platz 3 gegen den SV Bubach/Calmesweiler ging mit 4:7 nach Elfmeterschießen verloren.

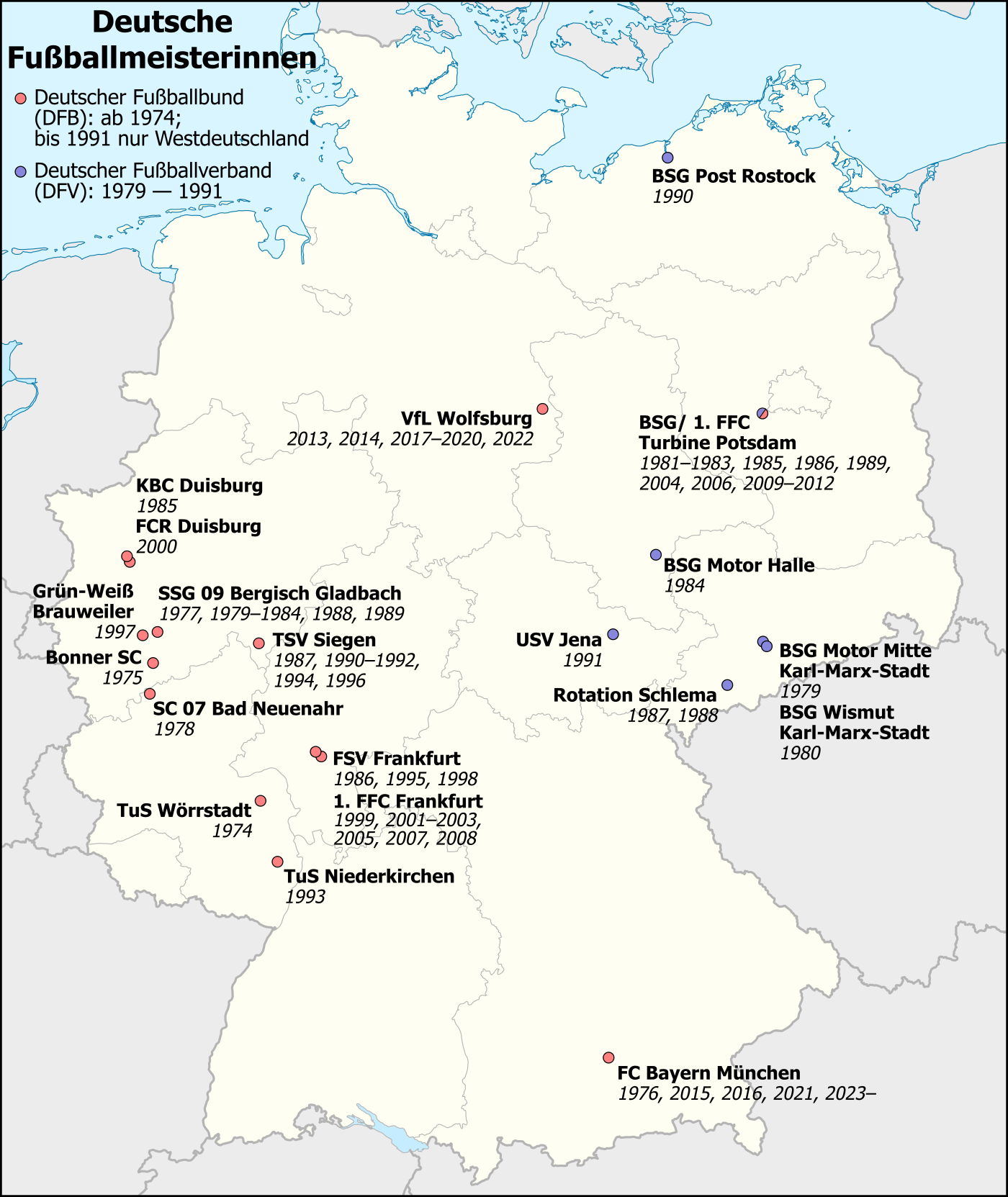
Karte aller Deutschen Fußballmeisterinnen, die Frauen des BSC sind links im Bild zu finden

Auch im Jahr 1975 nahm der BSC als Sieger seines Landesverbandes an der deutschen Meisterschaftsrunde teil und gewann in der Vorrunde wieder alle Spiele. Im erneuten Halbfinale gegen den TuS Wörrstadt nahm das Team erfolgreich Revanche, behielt mit 4:0 deutlich die Oberhand und stand im Endspiel schließlich dem FC Bayern München gegenüber. Vor etwa 2500 Zuschauern im Bad Godesberger Pennenfeldstadion lagen die Bonner Favoritinnen bereits nach drei Minuten zurück, mussten nach dem zwischenzeitlichen Ausgleich in der 26. Spielminute nur 60 Sekunden später den erneuten Rückstand hinnehmen und mit diesem Spielstand in die Pause gehen (zu dieser Zeit bestand eine Halbzeit im deutschen Frauenfußball nur aus 35 Minuten). Kurz nach Beginn der zweiten Halbzeit gelang Beverly Ranger – der trickreichen jamaikanischen Spitzenspielerin – per Kopfball der Ausgleich zum 2:2 und in der Folgezeit spielte der BSC seine technische Überlegenheit aus. Zwei weitere Treffer von Charlotte Nüsser waren das Resultat und mit dem 4:2-Endergebnis sicherte sich die BSC-Frauenauswahl die Deutsche Meisterschaft 1975.
Im anschließenden Jahr 1976 traf das Frauenteam des BSC bereits in der Vorrunde nach zwei Siegen gegen den TuS Niederkirchen auf die Münchnerinnen, die sich nach einem 1:1 im Hinspiel durch einen 3:2-Rückspielsieg revanchieren konnten und später Deutscher Meister wurden. Das Team des BSC fiel danach kontinuierlich auseinander. Mit Beverly Ranger, Erika Neuenfeldt und Anne Haarbach-Trabant wechselten entscheidende Leistungsträger zur SSG 09 Bergisch Gladbach und gewannen dort bereits 1977 eine weitere deutsche Meisterschaft.
Der BSC besaß da schon keine große Bedeutung im Frauenfußball mehr und nach dem 10-jährigen Jubiläum des Teams 1981, das mit einem Einladungsturnier gefeiert wurde, wurde die Abteilung aufgelöst.

### Neugegründetes Frauenteam 2024
Auf der Mitgliederversammlung 2023 wurde die Gründung eines neuen Frauenteams zur Saison 2024/25 verkündet. Damit soll an die Tradition der deutschen Meisterschaft 1975 angeknüpft werden. Unter dem Motto „Bonns Beste“ startete das Team in der Kreisliga A mit dem Ziel des sofortigen Aufstiegs. Die Mannschaft wurde Meister und stieg mit einem Sieg im Aufstiegsspiel gegen den FC Pech in die Bezirksliga auf.

## Sportliche Erfolge

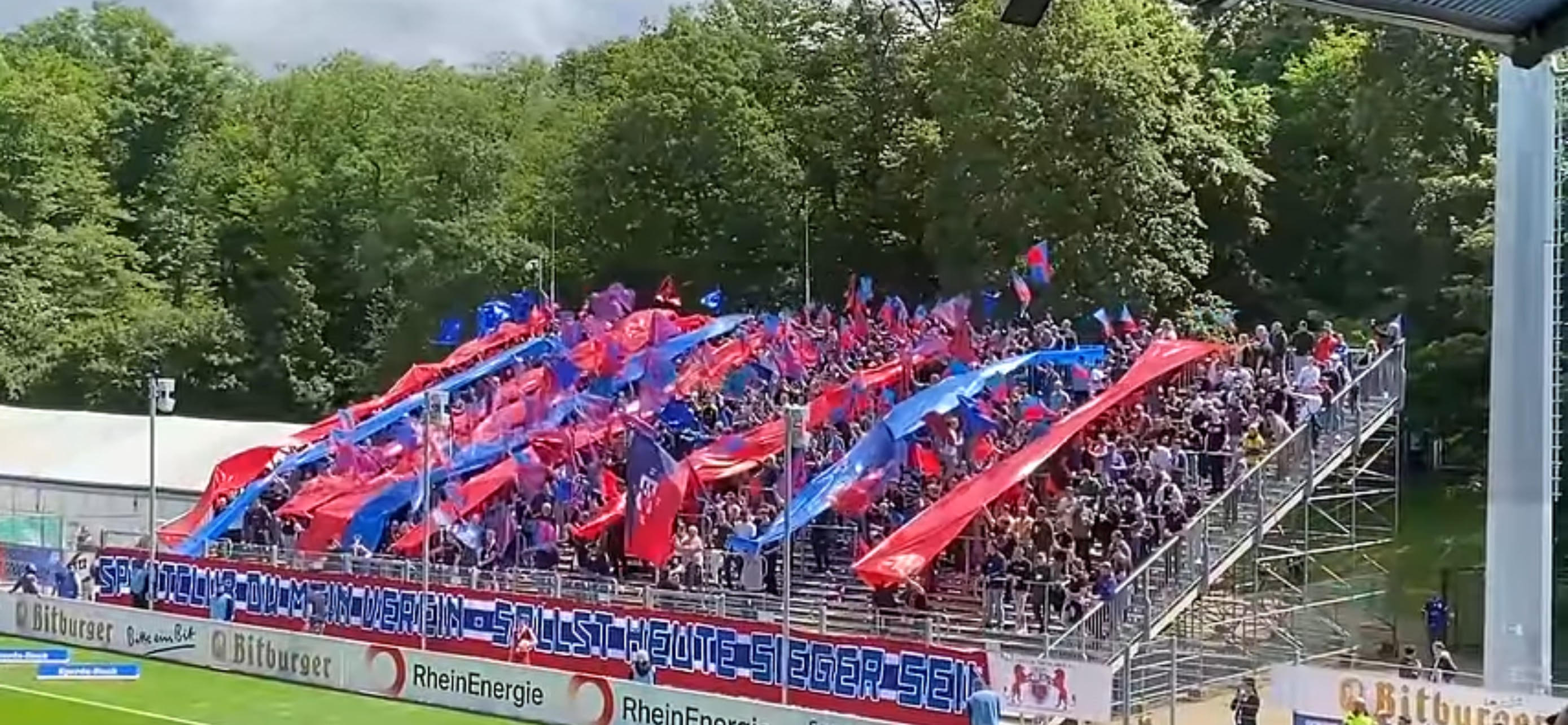
Choreo von Fans des Bonner SC beim Finaltag der Amateure 2024. Spruch: Sportclub du mein Verein, sollst heute Sieger sein!

### Meisterschaften
(Quelle: )

#### Männer
- Meister der Verbandsliga Mittelrhein (3. Liga): 1968, 1972, 1976
- Meister der Verbandsliga Mittelrhein (4. Liga): 1985
- Meister der Oberliga Nordrhein (4. Liga): 1997
- Meister der Verbandsliga Mittelrhein (5. Liga): 2001
- Meister der NRW-Liga (5. Liga): 2009
- Meister der Mittelrheinliga (5. Liga): 2016, 2025

#### Frauen
- Deutscher Meister: 1975

### Pokalsiege
(Quelle: )
- Sieger im Mittelrheinpokal-Wettbewerb: 2017; Finalist: 2009, 2015, 2024

## Personen

### Trainer der ersten Männermannschaft seit 1965
Eine chronologische Übersicht über alle Trainer der ersten Männermannschaft seit 1965.

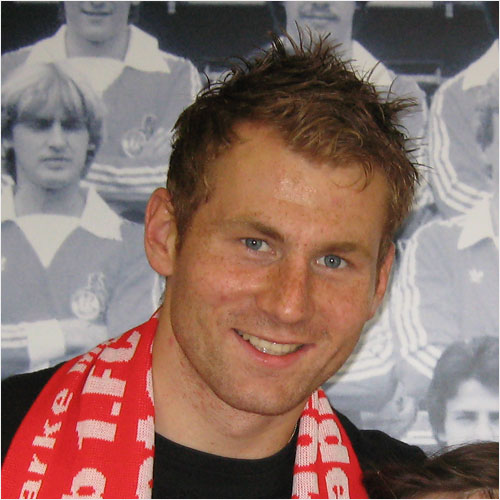
Lukas Sinkiewicz, ehemaliger Trainer des Bonner SC

| Amtszeit      | Trainer                   |
| ------------- | ------------------------- |
| 1965 bis 1967 | Günther Glomb             |
| 1967          | Fred Harthaus             |
| 1968 bis 1969 | Fritz Schollmeyer         |
| 1969 bis 1970 | Gerd Burkhardt            |
| 1973 bis 1975 | Detlev Brüggemann         |
| 1976 bis 1977 | Martin Luppen             |
| 1977          | Siegfried Melzig          |
| 1978 bis 1980 | Heinz Hornig              |
| 1985 bis 1989 | Erich Rutemöller          |
| 1989 bis 1990 | Klaus-Dieter Czizewski    |
| 1992 bis 1995 | Peter Nover               |
| 1995          | Hilmar Merz               |
| 1995          | Elmar Müller              |
| 1995 bis 1997 | Hans Kodric               |
| 1997 bis 2000 | Rainer Thomas             |
| 2000 bis 2001 | Reinhold Höck             |
| 2001 bis 2002 | Heinz-Joachim Schmickler  |
| 2002 bis 2003 | Gino Lettieri             |
| 2003 bis 2004 | Reinhold Höck             |
| 2004          | Mario Kentschke (Interim) |
| 2004          | Günter Borr               |
| 2004          | Danny Hoekmann            |
| 2004 bis 2005 | Andrzej Rudy              |

| Amtszeit      | Trainer                               |
| ------------- | ------------------------------------- |
| 2005          | Wolfgang Homberg                      |
| 2005 bis 2006 | Reinhold Fanz                         |
| 2006 bis 2008 | Asif Šarić                            |
| 2008          | Oliver Ebersbach (Interim)            |
| 2008 bis 2010 | Wolfgang Jerat                        |
| 2010          | Karsten Hutwelker                     |
| 2011          | Tomasz Kaczmarek                      |
| 2012          | Deniz Bakir                           |
| 2013          | Idris Dogan                           |
| 2013 bis 2014 | Dalibor Karnay                        |
| 2014 bis 2018 | Daniel Zillken                        |
| 2018          | Florian Mager (Interim)               |
| 2019          | Markus Zschiesche                     |
| 2019 bis 2020 | Thorsten Nehrbauer                    |
| 2020          | Lino Sanchez Copano (Interim)         |
| 2020 bis 2021 | Björn Joppe                           |
| 2022          | Markus von Ahlen                      |
| 2022          | Daniel Zillken (Interim)              |
| 2022 bis 2023 | Lukas Sinkiewicz                      |
| 2023          | Albert Bunjaku/Gordon Addai (Interim) |
| 2023          | Giuseppe Brunetto                     |
| Seit 2023     | Sascha Glatzel                        |

### Bekannte Spieler (Auswahl)
- Josef Schümmelfeder (1909–1925), spielte für den damaligen Bonner FV und bestritt fünf Länderspiele. Er war einer der wenigen Nationalspieler, die vor und nach dem Ersten Weltkrieg zum Einsatz kamen.[185]
- Matthias Heidemann (1930–1934), bestritt in den 1930ern drei Länderspiele, spielte für den damaligen Bonner FV.[186]
- Walter Nußbaum (Jugendspieler bis 1948, Spielertrainer 1955–1962), kam aus der Jugend des damaligen Bonner FV, spielte später für den 1. FC Köln und Bayer 04 Leverkusen, ehe er als Spielertrainer nach Bonn zurückkehrte und die Mannschaft wieder in den Profifußball führte.[187]
- Werner Grau (1966–1978), Rekordspieler beim BSC mit 320 Spielen.[188]
- Horacio Troche (1968), vormaliger uruguayischer Nationalmannschaftskapitän, bestritt Ende der 1960er Jahre einige Spiele für den Bonner SC.[189]
- Hans Bongartz (1969–1971), mehrfacher Nationalspieler, spielte u. a. beim FC Schalke 04 und 1. FC Kaiserslautern.[190]
- Bild von Ulrich van den Berg auf einem Fansticker Ulrich van den Berg (1976–1988), Rekordtorschütze beim BSC mit 75 Toren.[191]

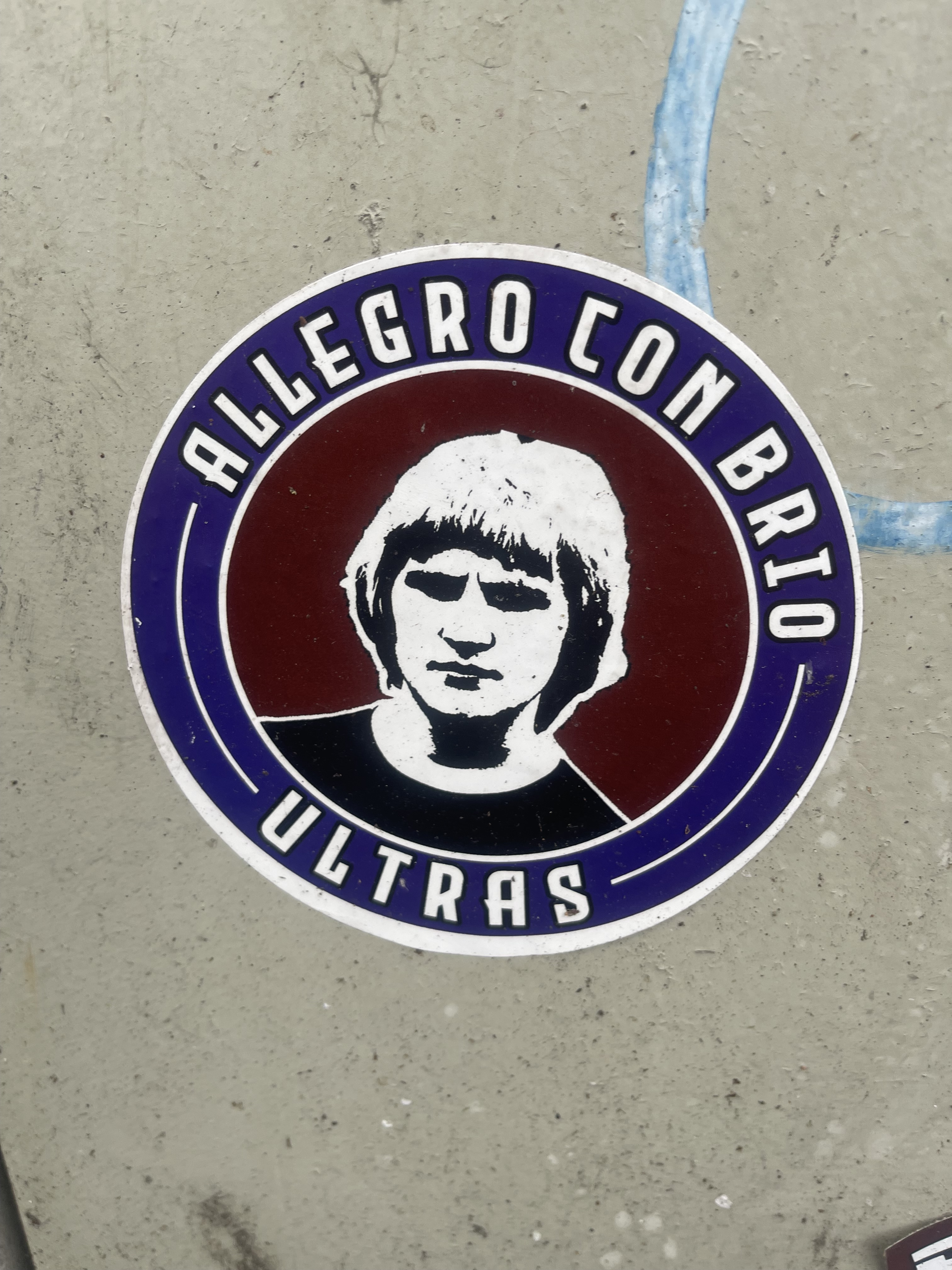
Bild von Ulrich van den Berg auf einem Fansticker

- Brent Goulet (1990–1992, 1994/95), erzielte in der Saison 1991/92 31 Tore in 30 Spielen der Verbandsliga Mittelrhein und trug so maßgeblich zum direkten Wiederaufstieg des BSC in die Oberliga Nordrhein bei.[192]
- Marcel Ndjeng (1995/96, Jugend)[193]
- Mario Krohm (1996/97), trug mit 22 Toren in 24 Spielen maßgeblich zum direkten Wiederaufstieg des BSC in die Regionalliga West/Südwest bei.[194]
- Marcel Heller (2004/05, Jugend), ehemaliger Bundesligaprofi, spielte u. a. bei Eintracht Frankfurt und SV Darmstadt 98.[195]
- Oliver Risser (2006/07)
- Andreas „Andy“ Hubert (2012–Gegenwart), spielte in seiner Jugend bei Bayer Leverkusen und in seiner Karriere 2 Jahre lang beim FC Saarbrücken, ehe er 2012 zum Bonner SC wechselte. Er spielt zudem parallel bei der Zweitvertretung des Bonner SC. Nachdem er 2023 sein Karriereende bekannt gab, wurde er Torwarttrainer und steht der 1. und der 2. Mannschaft als Reservetorwart zur Verfügung. Er ist zudem dienstältester Spieler des Vereins.[196]
- Lucas Musculus (2015–17), war mit 20 Toren der zweitbeste Torschütze der Regionalliga West 2016/17 und einer der Schlüsselspieler, die zur Mittelfeldplatzierung in der Regionalliga-Premierenspielzeit beitrugen. Er war zudem mit 14 Saisontoren in der vorherigen Spielzeit maßgeblich beim Aufstieg des BSC in die Regionalliga beteiligt.
- Connor Krempicki (2016/17), war ebenso wie Musculus in der Spielzeit 2016/17 einer der Schlüsselspieler und spielt zurzeit beim 1. FC Magdeburg in der 2. Bundesliga.
- Lars Lokotsch (2017/18), bestritt im DFB-Pokal eine Partie für den Bonner SC gegen Hannover 96, bei der er das Führungstor erzielte.[197]
- Serhat-Semih Güler (2021–2022), spielte in den letzten eineinhalb Regionalliga-Spielzeiten des BSC, wo er in 51 Ligaspielen 16 Tore schoss. Er wechselte nach dem Abstieg der Rheinlöwen zum Wuppertaler SV.[198]
- Marco Königs (2023), spielte lange Zeit seiner Karriere in der 2. und 3. Liga sowie in unterschiedlichen Regionalligen, ehe er 2023 zum Bonner SC wechselte.[199] Im November desselben Jahres gab er jedoch sein Karriereende bekannt.[200]
- Serhat Koruk (2024–Gegenwart), spielte in diversen Ligen, unter anderem der 3. Türkischen Liga und der 3. Liga von Deutschland, ehe er im Februar 2024 zum Bonner SC wechselte.[201]

### Bekannte Spielerinnen (Auswahl)
- Beverly Ranger (Meisterelf), gewann mit dem Bonner SC das erste Mal im Jahr 1975 die deutsche Meisterschaft und gilt als erste Profi-Fußballpielerin in Deutschland: sie erhielt mit Ausrüstervertrag über 3.000 DM im Monat.[202]
- Anne Trabant-Haarbach (Meisterelf), gewann in ihrer gesamten Karriere insgesamt elf Mal sowohl als Spielerin als auch als Trainerin die deutsche Meisterschaft der Frauen und drei Mal den DFB-Pokal der Frauen. Zudem wirkte sie bei der Gründung des deutschen Frauen-Nationalteams mit, für das sie die ersten acht Spiele bestritt, und gewann zweimal inoffizielle WM-Turniere der Frauen.[203]
- Erika Neuenfeldt (Meisterelf), gewann in ihrer Karriere achtmal die deutsche Meisterschaft der Frauen und viermal den DFB-Pokal der Frauen.[204]
- Christa Nüsser (Meisterelf), gewann sowohl mit dem Bonner SC als auch mit dem SC 07 Bad Neuenahr die deutsche Meisterschaft der Frauen.[205]

## Stadion

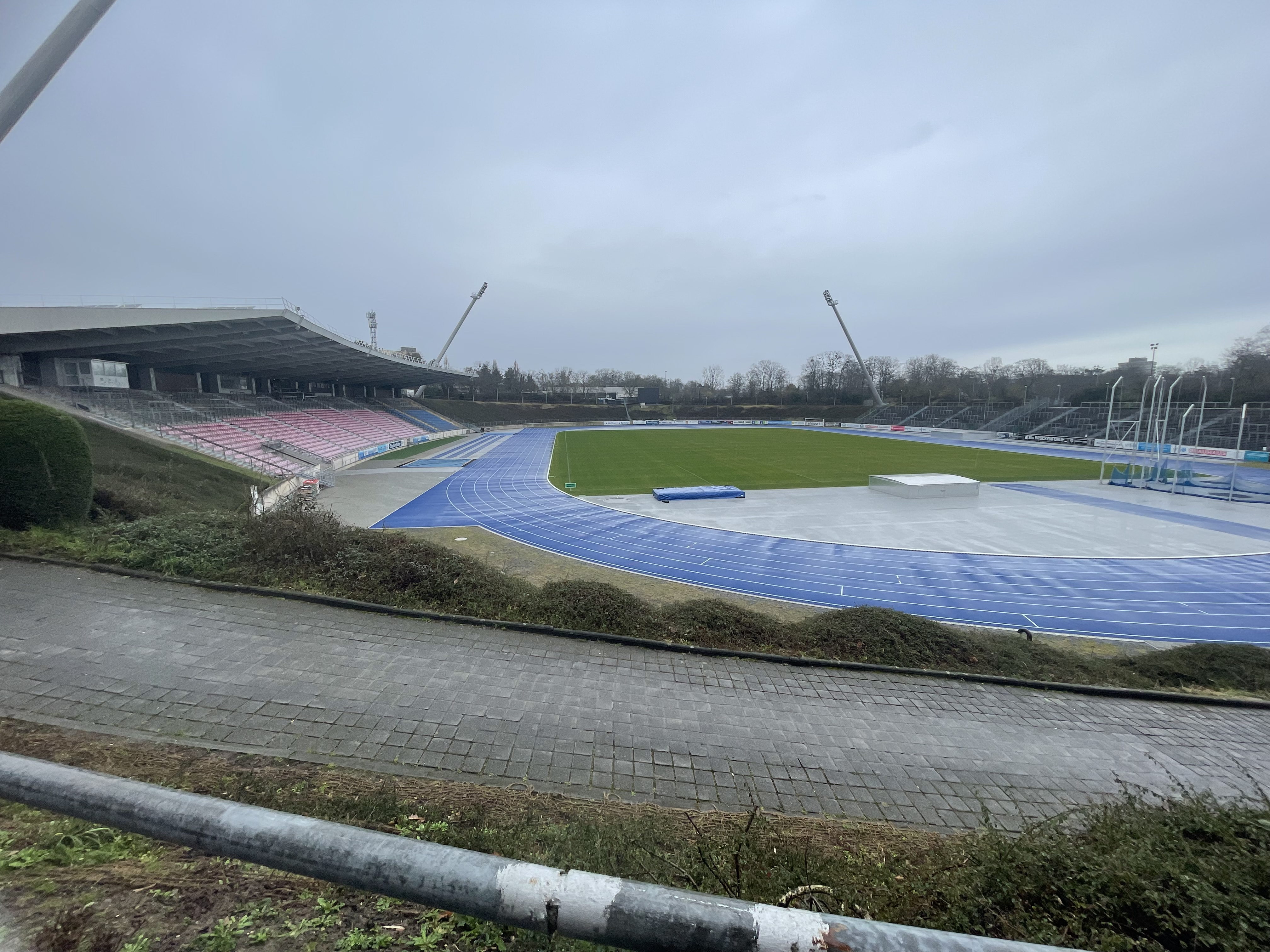
Der Sportpark Nord, Frontalansicht

Im 1970 eröffneten Sportpark Nord befindet sich das als „Stadion Bonn“ bezeichnete Mehrzweckstadion mit Leichtathletikanlagen und einer überdachten Haupttribüne sowie einer Gegengerade, die lediglich aus Stehplätzen besteht. Es fasst insgesamt 10.164 Zuschauer. Die überdachte Haupttribüne verfügt über 2.628 Sitzplätze und 2.496 Stehplätze. Hier befinden sich die voneinander getrennten Blöcke für Heim- und Gästefans. Auf der gegenüberliegenden Seite, der Gegengerade, befindet sich die Stehplatztribüne mit einer Kapazität von 5040 Stehplätzen. Auch dort gibt es getrennte Blöcke für Heim- und Gästefans. Bei einigen Spielen, primär Spielen, bei denen Auswärtsfans gegenüber den Heimfans numerisch in der Überzahl sind, steht die Stehplatztribüne ausschließlich den Gästefans zur Verfügung.
Bis 1970 wurden die Heimspiele des Bonner SC im Stadion in der Gronau ausgetragen. Dieses wurde abgerissen, um das damalige Regierungsviertel auszuweiten und das 29-stöckige Abgeordnetenhochhaus zu errichten. Im Vorfeld der Fußball-Weltmeisterschaft 2006 spielten die Bonner auch im Stadion Pennenfeld bzw. Sportpark Süd (Bad Godesberg), da der Rasen des Sportpark Nord für das Trainingslager der japanischen Fußballnationalmannschaft in Bonn geschont werden sollte. 2011 wurde das Stadion mit einer Flutlichtanlage und einer Video-Anzeigetafel ausgerüstet.
2022 wurde das Stadion renoviert und konnte im August desselben Jahres wieder in den Betrieb aufgenommen werden. Während der Renovierung spielte der Bonner SC im Sportpark Pennenfeld. Es wurden das Naturrasenspielfeld, die Kunststofflaufbahn und alle Leichtathletikanlagen erneuert. Zudem wurden ein modernes nachhaltiges Entwässerungs- und ein neues Bewässerungssystem eingebaut.
Unmittelbar neben dem Stadion befinden sich der Naturrasentrainingsplatz „Mondorfer Bach“ der ersten Mannschaft, die Schwimmhalle des SSF Bonn und das Autobahnkreuz der A565. Des Weiteren nutzt der Verein im Sportpark Nord zwei zusätzliche Kunstrasenplätze „An der Josefshöhe“ und ein Kunstrasen-Kleinspielfeld für den Trainings- und Spielbetrieb der Juniorenmannschaften und des Frauenteams.

## Reputation und Bedeutung des BSC

### Regional
Der Bonner SC ist der am höchsten spielende Verein in der Bundesstadt Bonn. Trotz dieses Vorteils, den man gegenüber anderen Bonner Fußballvereinen hat, ist der Bonner SC von der Zuschauerzahl nicht vergleichbar mit Vereinen anderer Großstädte ähnlicher Größe. Dies ist vor allem begründet durch die geographische Nähe zu anderen Fußballvereinen wie zum Beispiel dem 1. FC Köln, Borussia Mönchengladbach oder Bayer Leverkusen, die sportlich sowie reputativ den BSC deutlich übertreffen. Zudem sticht der BSC im Vergleich zu anderen Bonner Fußballvereinen sportlich nicht besonders stark heraus, zum Beispiel gegenüber dem FV Bonn-Endenich, mit dem man zeitweilig in derselben Klasse spielte, oder dem SC Fortuna Bonn, der in der Landesliga spielt und mit 1300 Mitgliedern der größte ehrenamtlich geführte Sportverein in Bonn ist.
Das Negativimage des Bonner SC lässt sich auch auf die fehlenden finanziellen Mittel zurückführen. Grund dafür ist der ehemals problematische Umgang mit den Finanzen, der in den Anfangsjahren des Bonner SC besonders ausgeprägt war. So gab es Schlagzeilen in der Presse wegen der Pfändung der Einnahmen des Heimspieles gegen den SV Baesweiler 09 am 16. Januar 1983. Auch die Klage des ehemaligen BSC-Spielers Peter Dewinski auf die Weiterzahlung seines Monatsgehaltes sorgte bundesweit für Aufsehen. Solche negativen Schlagzeilen schadeten dem Verein und kosteten ihn viele Sympathien. Mäzene oder Sponsoren waren oftmals nicht bereit, einen Verein zu unterstützen und zu fördern, der mit einem derartigen Negativimage behaftet war.
Ein weiterer Grund für das vergleichsweise niedrige Interesse am Verein ist das nicht ausreichende Interesse am Fußball in der Stadt Bonn. Das liegt daran, dass andere Sportvereine, wie zum Beispiel die von vielen Bonnern als das „sportliche Aushängeschild“ der Stadt betrachteten Telekom Baskets (Basketball) oder die Bonn Capitals (Baseball), deutlich höherklassiger spielen und größere Erfolge vorzuweisen haben als der BSC. Infolgedessen sind diese Sportvereine attraktiver für Zuschauer und Fans.

### Überregional

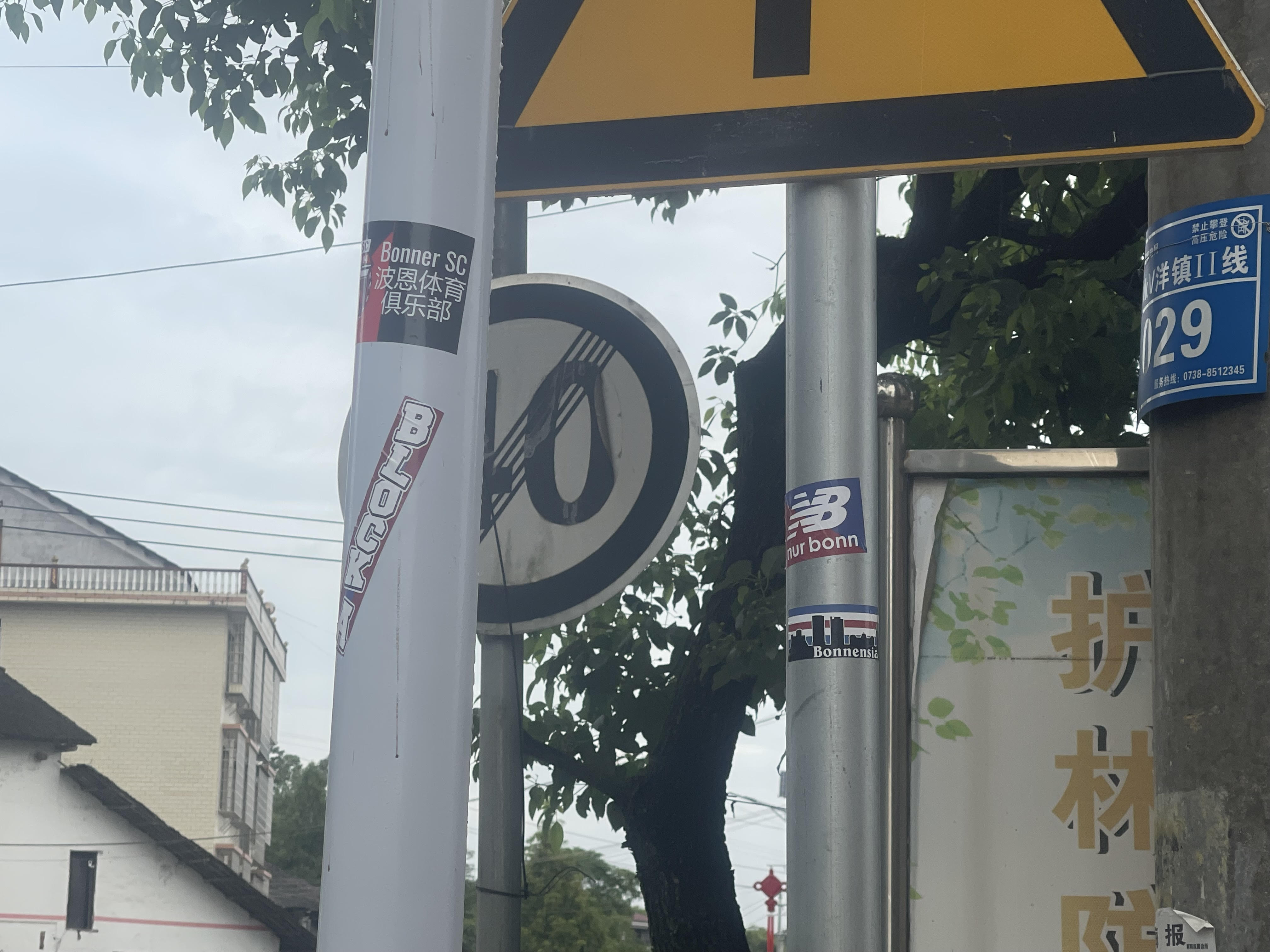
Bonner SC Fan-Sticker in Xinhua, China

Die Stadt Bonn ist, mit dem Bonner Sport-Club als sportlich erfolgreichstem Verein, die größte Großstadt, dessen Fußballverein noch nie in der Bundesliga, der höchsten Liga im deutschen Fußball, gespielt hat. Außerdem ist Bonn die größte Stadt, die in der Spielzeit 2024/25 keinen Profifußballverein besitzt, infolgedessen die überregionale Bekanntheit eher weniger stark ist und selbst in gegebenen Fällen überwiegend negativ ist. Trotz dieses sportlichen Misserfolges gilt der Bonner SC als ein sogenannter „Traditionsverein“, da er, inklusive der Vorgängervereine, eine Vereinsgeschichte von mehr als 120 Jahren hat und außerdem den Klassenerhalt in der 2. Bundesliga in der Saison 1976/77 geschafft hat.
Ein Grund für diesen Misserfolg ist die Tatsache, dass die beiden Vorgängervereine BFV und Tura erst im Jahr 1965 zum Bonner SC fusionierten und dementsprechend sehr viele Fußballtalente abgeworben wurden, vor allem vom geographisch nahe gelegenen 1. FC Köln. Außerdem lastete der Druck hoher Erwartungen auf den Spielern sowie Funktionären des Vereines, infolgedessen nicht immer die besten Leistungen hervorgerufen werden konnten. Auch finanzielles sowie organisatorisches Fehlmanagement sorgten dafür, dass der Bonner SC im Vergleich zu anderen Großstädten nicht konkurrenzfähig war.

## Der BSC im DFB-Pokal
Der Bonner SC nahm bisher dreimal am DFB-Pokal teil. In den Spielzeiten 1977/78 und 1979/80 kam er jeweils in die dritte Runde des Pokals. In der Saison 2016/17 gewann der BSC den Mittelrheinpokal und konnte sich damit erstmalig nach 40 Jahren wieder für den DFB-Pokal qualifizieren. Dort schied er 2017/18 in der 1. Runde gegen den damaligen Bundesligisten Hannover 96 aus.
| 1977/78 | 1. Runde | Bonner SC – Sportfreunde Eisbachtal       | 5:1       |
|         | 2. Runde | Alemannia Plaidt – Bonner SC              | 1:2       |
|         | 3. Runde | Borussia Mönchengladbach – Bonner SC      | 3:0       |
| 1979/80 | 1. Runde | Bonner SC – SV Salamander Türkheim        | 4:0       |
|         | 2. Runde | 1. FC Kaiserslautern Amateure – Bonner SC | 2:3 n. V. |
|         | 3. Runde | FC Schalke 04 – Bonner SC                 | 3:1       |
| 2017/18 | 1. Runde | Bonner SC – Hannover 96                   | 2:6       |

## Organisation

### Vereinsstruktur
Neben der Mitgliederversammlung und den primär als ehrenamtlich fungierenden Mitarbeitern sind im Bonner SC die Gremien Vorstand und Aufsichtsrat tätig.

### Vorstand
Der aktuelle Vorstand des Bonner SC aus folgenden Personen:
- Vorstandsvorsitzender: Matthias Möseler
- Markus Grabowski (Finanzen, Mitglieder, Ehrenamt)
- Stefan Krämer (Sport, Projekte)
- Christian Schmidt-Preuß (Sponsoring)

Erweiterter Vorstand:
- Jannis Seidaris (Soziale Medien, strategische Kommunikation)
- Hans Heindrichs (Ehrenamt)
- Stefan Niedecken (Marketing, Soziale Verantwortung)
- Oliver C. Daniels (Infrastruktur, Repräsentation und Vertretung)
- Sandro Heinemann (Innovation und Vermarktung)[225]

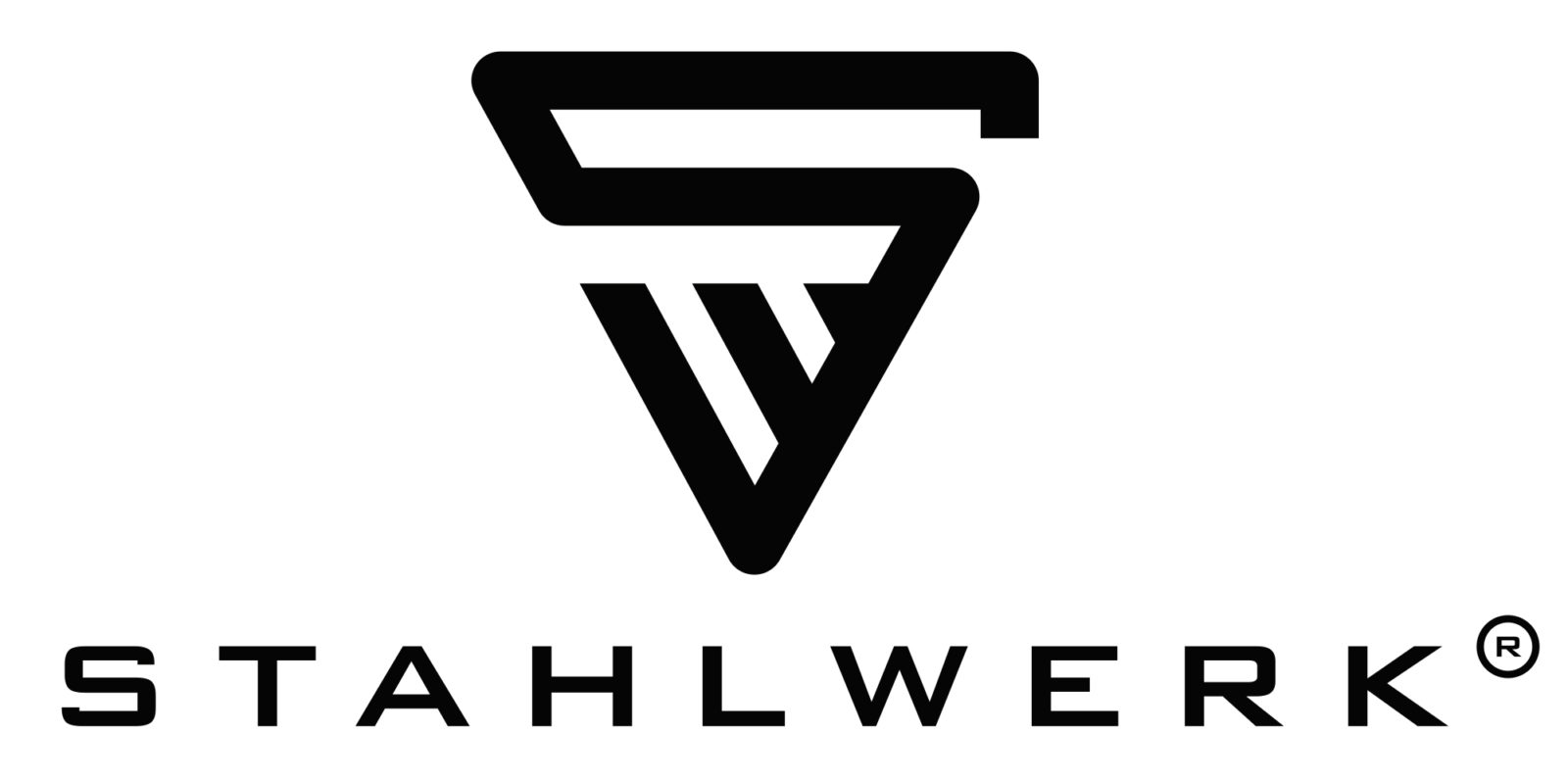
Logo des ehemaligen Trikotsponsors und aktuellen Platin-Partners Stahlwerk

### Aufsichtsrat
- Bernd Klein (Aufsichtsratsvorsitzender, Fans & Zuschauer)
- Helmut Graf (Corporate Social Responsibility, kurz CSR, Finanzen)
- Jürgen Harder (Sponsoring & Marketing, Finanzen)
- Dieter Merkens (Recht)
- Ralf Wiemann (Sponsoring & Marketing, Finanzen)

### Sponsoren
Der Trikotsponsor des Bonner SC ist KBM Motorfahrzeuge, frühere Trikotsponsoren waren die Firma Stahlwerk und die Sparkasse KölnBonn. Exklusiv-Partner sind das Bonner Dienstleistungsunternehmen steep und die Sparkasse KölnBonn. Der Ausrüster ist Uhlsport.

## Erste Männermannschaft

### Kader 2025/26

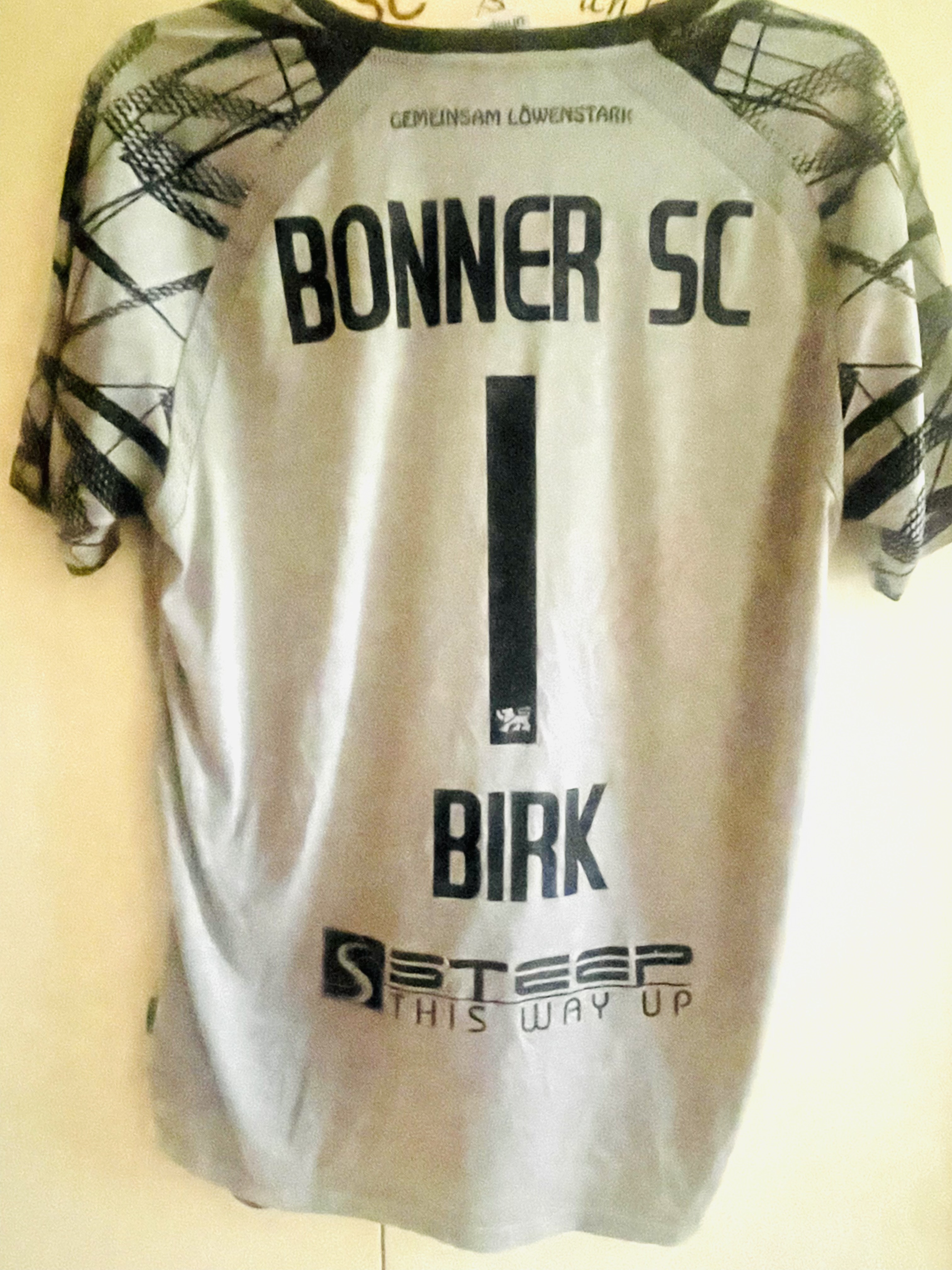
Trikot von Kevin Birk, dem Stammtorhüter der ersten Männermannschaft

Stand: 19. August. 2025
| Nr.        | Nat.                                     | Spieler                   | Geburtstag    | im Verein seit | Vertrag bis | Letzter Verein            |
| Tor        | Tor                                      | Tor                       | Tor           | Tor            | Tor         | Tor                       |
| ---------- | ---------------------------------------- | ------------------------- | ------------- | -------------- | ----------- | ------------------------- |
| 01         | Deutschland                              | Kevin Birk                | 25. Dez. 1991 | 2021           | 2026        | SV Viktoria Aschaffenburg |
| 26         | Deutschland Kongo Demokratische Republik | Jens Fikisi               | 20. Jul. 1999 | 2025           | 2026        | SV Eintracht Hohkeppel    |
| 50         | Deutschland                              | Andy Hubert               | 29. Dez. 1990 | 2012           | 2026        | 1. FC Saarbrücken         |
| Abwehr     |                                          |                           |               |                |             |                           |
| 02         | Deutschland Mali                         | Massaman Keita            | 12. Sep. 1999 | 2021           | 2026        | Siegburger SV 04          |
| 04         | Marokko Deutschland                      | Bilal-Badr Ksiouar        | 22. Nov. 2002 | 2024           | 2026        | vereinslos                |
| 05         | Deutschland Turkei                       | Tarik Dogan               | 17. Apr. 1997 | 2023           | 2026        | vereinslos                |
| 22         | Bosnien und Herzegowina                  | Adis Omerbasic            | 02. Feb. 1995 | 2023           | 2026        | 1. FC Düren               |
| 24         | Syrien Deutschland                       | Roman Doulashi            | 7. Aug. 2005  | 2025           | 2026        | Roda JC Kerkrade U21      |
| 25         | Kroatien                                 | Petar Lela                | 17. Mär. 1994 | 2025           | 2026        | vereinslos                |
| 27         | Serbien                                  | Julian Popovic            | 15. Jun. 1999 | 2025           | 2026        | vereinslos                |
| 30         | Deutschland                              | Markus Wipperfürth        | 28. Aug. 1995 | 2023           | 2026        | 1. FC Düren               |
| Mittelfeld |                                          |                           |               |                |             |                           |
| 06         | Portugal                                 | Leon Augusto              | 10. Sep. 1999 | 2022           | 2026        | KFC Uerdingen 05          |
| 07         | Deutschland Turkei                       | Eray Isik                 | 15. Okt. 2004 | 2023           | 2027        | FC Viktoria Köln U19      |
| 08         | Deutschland                              | Felix Erken               | 30. Apr. 2003 | 2022           | 2026        | Bayer Leverkusen U19      |
| 10         | Deutschland                              | Maximilian Pommer         | 18. Aug. 1997 | 2021           | 2026        | TuS Rot-Weiß Koblenz      |
| 20         | Deutschland                              | Tobias Peitz              | 2. Aug. 1998  | 2025           | 2027        | FSV Frankfurt             |
| 21         | Deutschland                              | Marcel Damaschek          | 24. Mär. 1997 | 2025           |             | vereinslos                |
| Sturm      |                                          |                           |               |                |             |                           |
| 09         | Deutschland Turkei                       | Serhat Koruk              | 4. Mai. 1996  | 2024           | 2026        | Rot Weiß Ahlen            |
| 11         | Deutschland                              | Yannik Schlößer           | 29. Mär. 2002 | 2025           | 2026        | vereinslos                |
| 13         | Deutschland                              | Jonas Berg                | 18. Jan. 2002 | 2021           | 2026        | 1. FC Köln U19            |
| 14         | Deutschland                              | Lucas Cueto               | 24. Mär. 1996 | 2025           |             | Viktoria Köln             |
| 17         | Deutschland                              | Hendrik Strobl            | 14. Apr. 2004 | 2023           | 2026        | Siegburger SV 04          |
| 18         | Deutschland                              | Robin Bird                | 18. Sep. 2001 | 2025           | 2027        | vereinslos                |
| 19         | Deutschland Nigeria                      | Clinton Williams-Emmanuel | 6. Jun. 2001  | 2025           | 2026        | FC Pesch                  |
| 28         | Deutschland Togo                         | Marzouk Kotya-Fofana      | 17. Feb. 2005 | 2025           | 2026        | TuS Königsdorf            |

### Trainerstab
Stand: 19. August. 2025
| Nat.        | Name           | Funktion       |
| ----------- | -------------- | -------------- |
| Deutschland | Sascha Glatzel | Cheftrainer    |
| Deutschland | Gordon Addai   | Co-Trainer     |
| Deutschland | Adama Niang    | Co-Trainer     |
| Deutschland | Andy Hubert    | Torwarttrainer |

### Transfers der Saison 2025/26
Stand: 19. August 2025
| Zugänge | Abgänge |
| Sommerpause | Sommerpause |
| --- | --- |
| - Yannick Schlößer (vereinslos) - Julian Popovic (vereinslos) - Petar Lela (vereinslos) - Marzouk Kotya-Fofana (TuS Blau-Weiß Königsdorf) - Clinton Williams-Emmanuel (FC Pesch) - Tobias Peitz (FSV Frankfurt) - Roman Doulashi (Roda JC Kerkrade U21) | - Marc Brasnic (FC Wegberg-Beeck) - Hamza Salman (SSV Merten) - Rudolf Gonzalez (SC Eintracht Hohkeppel) - Kelana Mahessa (Siegburger SV 04) - Masahiro Fujiwara (TuS Koblenz) - Michael Okoroafor (SSV Merten) - Denys Vyrych (TuS Koblenz) - Kotaro Nakanishi (vereinslos) |
| nach Saisonbeginn | |
| - Lucas Cueto (Viktoria Köln) - Marcel Damaschek (vereinslos) | - Cedric Abresch (SSV Bornheim) |

## Andere Mannschaften

### Zweite Mannschaft
Der BSC hatte nach seiner Gründung im Jahre 1965 nicht nur eine Mannschaft in der Verbandsliga, sondern ebenso eine zweite Mannschaft in der Landesliga gemeldet. Es war der Platz, den der Bonner FV nach seinem Abstieg eingenommen hätte, wenn es nicht zur Fusion gekommen wäre. In der ersten Spielzeit konnte sich die zweite Mannschaft jedoch nicht behaupten und zierte mit nur 12:48 Punkten und 32:83 Toren 13 Punkte hinter dem rettenden 13. Platz das Tabellenende und stieg somit ab. Dieser Misserfolg lag vermutlich daran, dass zu viele Spieler, die in der ersten Mannschaft keine Chance sahen, nicht in der so genannten Reserve spielen wollten und daher den Verein wechselten.
Nach dem Abstieg spielte die Mannschaft aufgrund von fehlendem finanziellen sowie sportlichen Engagement hauptsächlich im unterklassigen Spielbetrieb zwischen der ersten und zweiten Kreisklasse, was jedoch als einer der gravierenden Fehler des BSC in seiner Spielerpolitik galt, da dadurch die zweite Mannschaft für hoffnungsvolle Nachwuchstalente keinen sportlichen Anreiz darstellte und dementsprechend den Weg nicht in die erste Mannschaft fanden.
Die Mannschaft wurde in der Saison 2002/03 aufgelöst, jedoch wurde sie zur Saison 2008/09 neu gegründet, da das DFB-Regelwerk damals vorsah, dass Vereine ab der Regionalliga zwingend eine zweite Männermannschaft stellen müssen. Nach dem Start in der Kreisliga D stieg die „Zweite“ in den beiden ersten Jahren jeweils auf. Auch nach der Insolvenz spielte man zunächst weiter in der Kreisliga B und hielt die Klasse einige Jahre bis zum Abstieg 2014/15 in die Kreisliga C. In der Saison 2018/19 stieg die Mannschaft wieder in die Kreisliga B auf.

### Jugendmannschaften

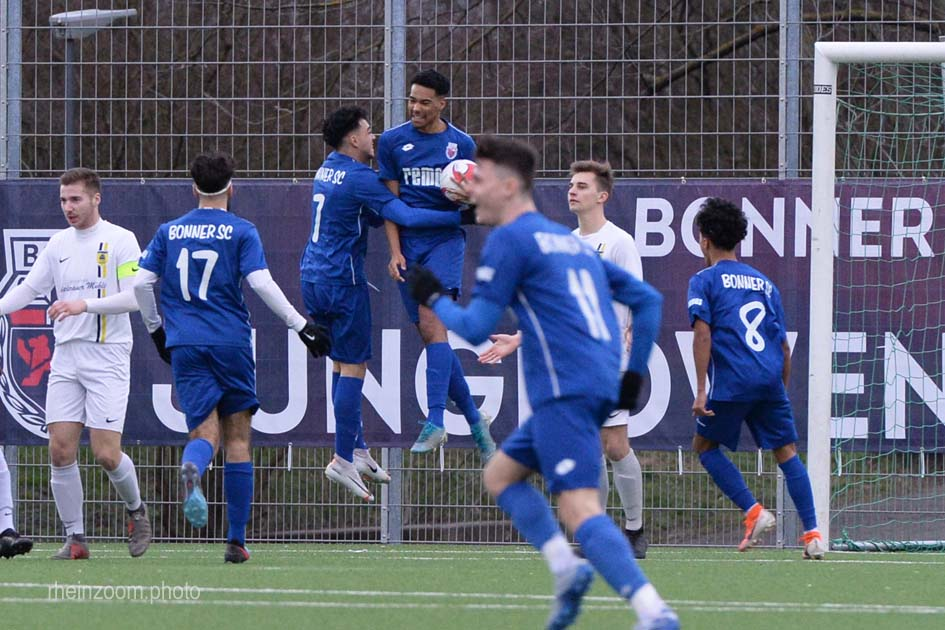
U19 des Bonner SC in einer A-Junioren-Bundesligapartie gegen die U19 vom FC Düren

Die A- und die B-Junioren sowie die U15-, U14- und U13-Junioren sind alle im Meisterschaftsspielbetrieb in den FVM-Mittelrheinligen unterwegs, die U16 spielt in der FVM-Bezirksliga. Der Leiter des Nachwuchsbereiches ist der DFB-Fußballlehrer Deniz Bakir. Die A-Junioren werden vom Cheftrainer Recep Kartal und die B-Junioren vom ehemaligen Bundesliga- und deutschen Nationalspieler Jürgen Kohler trainiert. Das Training der Jugendmannschaften findet auf den Kunstrasenplätzen „An der Josefshöhe“, im Sportpark Nord und auf dem Naturrasenplatz „Waldenburger Ring“ im Schulzentrum Tannenbusch statt.

#### Geschichte der Jugendmannschaften
Der Aufbau einer sportlich erfolgreichen Jugendabteilung in Anknüpfung an die große Tradition der Jugendarbeit in den Vorgängervereinen Tura Bonn und Bonner FV galt als ein wichtiges Anliegen seit Gründung des Vereins. In den ersten Jahren waren die Jugendmannschaften sehr erfolgreich und gewannen regelmäßig Kreismeisterschaften und Kreispokale. 1967 erreichte die A-Jugend das Endspiel um die Mittelrheinmeisterschaft, das gegen den 1. FC Köln mit 1:2 verloren wurde. Im folgenden Jahr gewann die nahezu gleiche Mannschaft die Mittelrheinmeisterschaft der Junioren. Ab 1970 spielte man in der in diesem Jahr neu gegründeten A-Jugend-Verbandsklasse, wo man renommierte Vereine wie den 1. FC Köln oder Bayer Leverkusen als Gegner hatte. Diese erfolgreiche Jugendarbeit trug reiche Früchte, da viele der Spieler der Jugendmannschaften den Sprung in die erste Mannschaft schafften und sich dort etablieren konnten. Manche von den Spielern wie Hannes Bongartz wurden gar deutsche Nationalspieler. Es folgten weitere Mittelrheintitel für die U19 (1972) und die U15 (1986).
Da der BSC 1970 vom Gronaustadion zum Sportpark Nord zog, wanderten infolgedessen auch die Jugendmannschaften mit in den Bonner Norden. Mit der Fertigstellung der Sportplätze an der Josefshöhe wurde der gesamte Trainings- und Spielbetrieb von der Gronau hierher verlegt. Wie einst zur Tura kamen jetzt die Kinder aus dem sozial immer noch problematischen Bonner Norden zum BSC, der die Jugendarbeit mit den Jugendlichen auch teilweise als Sozialarbeit verstand. So entstand ein immer engeres Verhältnis zwischen den Betreuern und den Jugendlichen, das teilweise so weit ging, dass manche der Trainer den Kindern außerhalb der Trainingszeiten sogar Nachhilfeunterricht gaben, was teilweise präventiv gegen soziale Problematiken wirkte, wie zum Beispiel die zu dieser Zeit wachsende Drogenszene. Auch half die Jugendabteilung des Bonner SC bei der Integration von ausländischen Spielern, die durch den Fußball eine Art „Zugang“ in das Sozialleben fanden.
Die Jugendabteilung des Bonner SC blieb weiterhin erfolgreich. In der Saison 2003/04 stieg die U19 in die neu gegründete A-Junioren-Bundesliga auf. In den Folgejahren spielte sie abwechselnd in der Bundesliga und der zweitklassigen A-Junioren-Mittelrheinliga. Erstmals nach sieben Jahren war die U19 in der Saison 2022/23 erneut in der Bundesliga vertreten, aus der sie nach dieser Spielzeit wieder in die Mittelrheinliga abstieg, wo sie aktuell spielt. Die U17 spielte in der Saison 2013/14 in der B-Junioren-Bundesliga, verpasste knapp den Klassenerhalt und spielt seitdem zweitklassig.

### Elektro-Rollstuhlfußball
Seit 2020 besitzt der Verein eine Abteilung für Elektro-Rollstuhlfußball und gehört damit zu einem der sechs Vereine in Deutschland, die diese Sportart in ihre Organisation eingebunden haben. Der BSC nimmt hierbei in der 2018 gegründete Powerchair Football Bundesliga teil.

## Andere Abteilungen
Neben der Fußballsparte mit der teilprofessionellen 1. sowie der 2. Herrenmannschaft, der im Jahre 2024 neugegründeten Frauenmannschaft und den Jugendmannschaften, wurden weitere Abteilungen ins Leben gerufen: Leichtathletik, Basketball und Sportschießen, sowie 1966 Tischtennis und 1967 Rugby, wovon sich später nur noch die beiden letztgenannten und danach ausschließlich Tischtennis behaupten sollten. Als Folge dieser Auflösungen gilt der Bonner SC faktisch als Fußballverein, auch wenn er de jure noch mit dem Namen Bonner Sport-Club ein Sportverein ist und die Gründungsväter des Vereines sich von der Idee leiten ließen, in Bonn einen Sportverein auf die Beine zu stellen.

### Rugby
Die Rugbyabteilung des Bonner SC wurde am 1. Februar 1967 von Diplomaten um den Briten John Gysin gegründet. Der damalige BSC-Vorsitzende, Otto Schumacher-Hellmold, unterstützte diese Initiative. Er untermauerte mit der Hereinnahme neuer Sportarten den Anspruch des aus den Vereinen Bonner FV und Tura Bonn zum Bonner SC frisch fusionierten Clubs, der zentrale Verein der Bundeshauptstadt zu werden. Nach Gründung der Abteilung gelang der Aufstieg in die Oberliga Südwest. Anknüpfend an die Erfolge des Rugbysports in den 1960er Jahren in Bonn gelang 1971 der Aufstieg in die Bundesliga Gruppe Süd, der höchsten Klasse im deutschen Rugby.
Die sportliche Entwicklung des BSC war in den folgenden Jahren geprägt von Auf- und Abstiegen. Zunächst stieg man 1974 in die Oberliga ab, zwei Jahre später erfolgte für eine Saison die Rückkehr in die Bundesliga. Nach etlichen erfolglosen Anläufen gelang 1987 wieder der Wechsel in die Erstklassigkeit, in der man bis 1991 verblieb. Nach der Teilung der Bundesliga in eine eingleisige Bundesliga und eine zweigleisige 2. Bundesliga war der BSC für Jahre nur in der Regionalliga vertreten. 1995 stieg der BSC für ein Jahr in die 2. Bundesliga auf. In der letzten Saison 1997/98 spielte der BSC in der Regionalliga, danach löste sich die Sparte aus finanziellen Gründen vom Hauptverein und gründete mit den RC Bonn-Rhein-Sieg einen eigenen Verein.

### Futsal
Seit 2015 stellt der Verein mit den Bonner Futsal Lions eine Futsalabteilung mit zwei Männermannschaften. Die erste Mannschaft stieg im Jahr 2018 sportlich aus der erstklassigen Futsalliga West ab. Da die zweite Mannschaft jedoch den Aufstieg schaffte, blieben die Bonner Futsal Lions erstklassig. Ein Jahr später mussten die Bonner als Vorletzter absteigen.

### Tischtennis
In der Saison 2018/19 nahmen fünf Herrenmannschaften am Spielbetrieb des Westdeutschen Tischtennis-Verbandes teil. Die 1. Herrenmannschaft belegte den 3. Tabellenplatz in der Bezirksklasse Mittelrhein. Die 2. bis 5. Herren spielen jeweils in der 1. bis 3. Kreisklasse.

## Zuschauerzahlen und Fankultur

### Zuschauerzahlen
Der Bonner SC hat in der Saison 2023/24 mit einer durchschnittlichen Zuschauerzahl von ca. 650 im Sportpark Nord die größte Zuschauerzahl der Mittelrheinliga, wobei es sich im Vergleich zur Vorgängersaison 2022/23 (ca. 550 Besucher) um einen leichten Anstieg handelt. Im Vergleich zu den vorherigen sechs Jahren Spielbetrieb in der viertklassigen Regionalliga West ist diese Zahl leicht rückläufig. In den Spielzeiten 2009/10 und 2016/17 der Regionalliga West konnten, mit einer durchschnittlichen Zuschauerzahl von ca. 1200 Fans, die höchsten durchschnittlichen Zuschauerzahlen im 21. Jahrhundert gezählt werden.
Die höchste Besucherzahl in der Geschichte des BSC wurde in der Saison 1976/77 der 2. Bundesliga verzeichnet, als im heimischen Stadion insgesamt 136.700 und durchschnittlich 7.195 Zuschauer waren.

### Fanclubs

#### Ehemalige Ultra-/Fangruppierungen
Schon die Vorgängervereine des Bonner SC hatten organisierte Fanstrukturen. Vor dem Zweiten Weltkrieg gab es bei Tura Bonn die Gruppe Sturm 5. Als die Tura in die Gauliga aufstieg, wurden die Spieler auf den Schultern der Gruppenmitglieder durch das Stadion getragen. Auch wenn die Ultra-Bewegung im Allgemeinen zu diesem Zeitpunkt noch nicht in der heutigen Form zeigte, zeigten die Mitglieder der Gruppe dadurch, dass sie sowohl auswärts als auch zuhause den Verein supporteten, grobe Strukturen einer Ultragruppierung. Auch der rivalisierende Verein, der Bonner FV, hatte eine Gruppe, den sogenannten Stoßtrupp Fiffi, benannt nach einem damals bekannten Bonner Gastronomen.

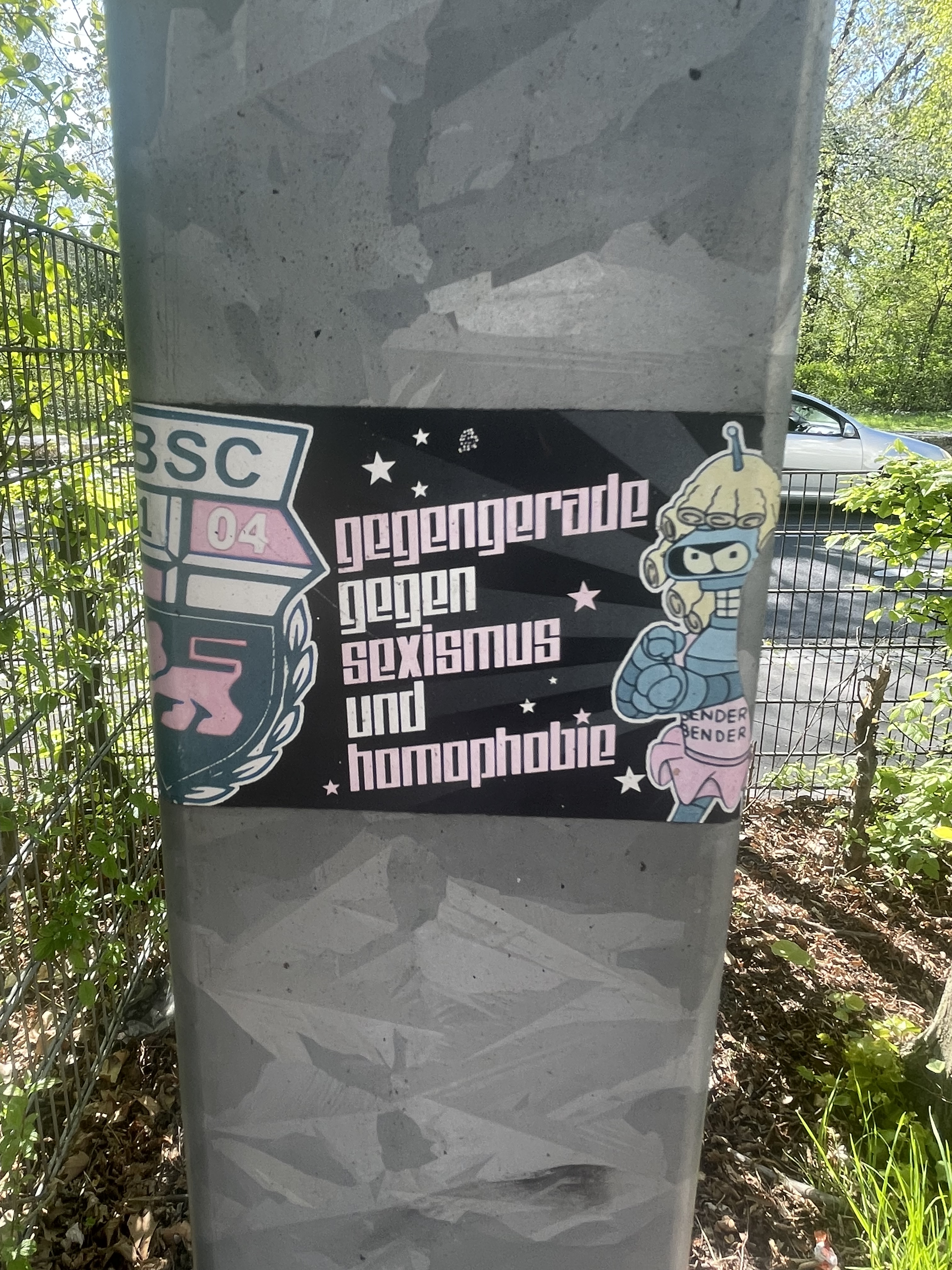
Ehemaliger Bonnanza-Sticker „Gegengrade gegen Sexismus und Homophobie“

Im Jahr 2009 wurde der Ultra-Fanclub Bonnanza gegründet. 2015 gab die Gruppe ihre Auflösung bekannt. Sie sei daran gescheitert, eine Fankultur in Bonn zu etablieren, die ohne Diskriminierung auskomme und von Respekt und Toleranz geprägt sei. Bonnanza wurde eher linksorientiert und feministisch/antihomophob eingestuft, weshalb sie während der Coexistenz mit der rechtsoffen bis rechtsextrem eingeordneten Bande Bonn oft in Konflikte geriet, woraus auch zu großen Teilen die Auflösung der Gruppe resultierte.
Die Ultra-Gruppierung Bande Bonn Ultras 2013 wurde im Juli 2013 von einer Freundesgruppe gegründet. Im März 2017 löste sie sich auf. Eine Rolle spielte dabei, dass zahlreiche Mitglieder, vor allem Führungspersonen, wiederholt mit Betretungs- oder Veranstaltungsverboten belegt wurden. Die Bande Bonn war im politischen Spektrum als rechtsoffen bis rechtsextrem einzuordnen. So gab es mehrere Vorfälle, bei denen Mitglieder der Gruppe den Hitlergruß gezeigt und rassistische Aussagen getätigt haben. Die Gruppe selber hat diese Vorwürfe jedoch zurückgewiesen und sagte, sie hätte keinerlei rechtsextremen Bestrebungen. Das sollte mit einem Spruchbanner mit der Aufschrift Bande Bonn gegen Rassismus unterstrichen werden. Außerdem ließ die Gruppe ein Foto mit dem Banner der antirassistischen Vereinigung Fußballvereine gegen RECHTS machen, deren Vertreter kommentierte, die Gruppe „sei nicht rechts“. Nach Zusammenstößen mit der Polizei wurden im Jahr 2016 durch den Verein bundesweite Stadionverbote gegen sechs Mitglieder, unter anderem den Capo und den Trommler, verhängt.

#### Aktive Fanclubs

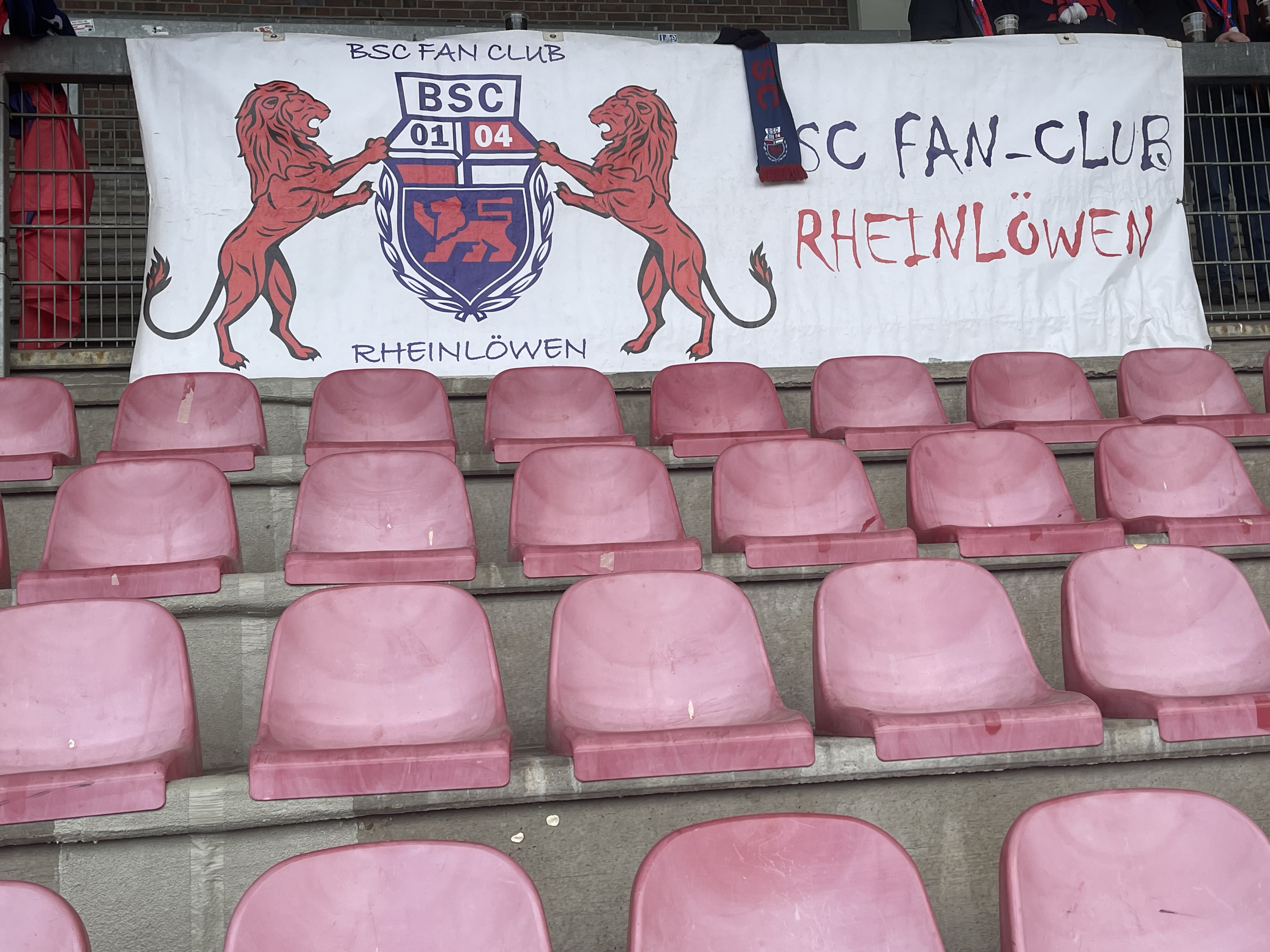
Banner des BSC-Fanclub Rheinlöwen

Der BSC-Fanclub BSC Fanclub Rheinlöwen wurde 2017 gegründet und ist als erster offizieller Fanclub des Bonner SC bestätigt. Manche Mitglieder arbeiten auch in der Fanbetreuung des Bonner SC, den 53ern, mit. Der Name der Fanbetreuung kommt von den Postleitzahlen in Bonn und der Bonner Umgebung, die mit 53 anfangen. Gemeinsam übernehmen sie die Organisation eines Fanbusses, der die Fans zu den Auswärtsspielen fährt.

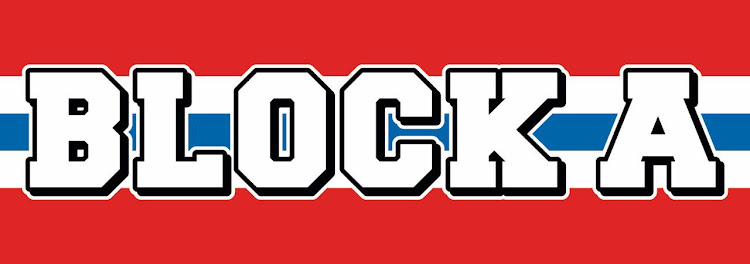
Logo des Block A

Seit 2022 begleitet und unterstützt die ultraorientierte Fanszene Block A den Bonner Sport-Club. Der Name der Fangruppe ist in Anlehnung an den Gründungsort, dem Stehblock A in der Heimspielstätte des Bonner SC, entstanden.

### Fanlieder

#### FanalbumMusik für Fans
Im Dezember 2018 wurde das Fanalbum Musik für Fans – Die BSC Stadion Songs veröffentlicht, die Fansongs für den Bonner SC enthalten. Die Songs stammen von unterschiedlichen Künstlern.
| Name des Titels                                   | Künstler    | Verwendung                                                |
| ------------------------------------------------- | ----------- | --------------------------------------------------------- |
| Wir sind die Sieger aus Bonn am Rhein (BSC-Hymne) | Herzhaft    | wird bei Heimsiegen im Sportpark Nord gespielt            |
| Jetz esse drin (Tor-Jingle)                       | Die Drei.1  | wird bei Heimspielen bei einem Tor des Bonner SC gespielt |
| Wir sind der BSC (Fanlied)                        | Die Bonnzen | wird vor Heimspielen abgespielt                           |
| Bonner SC Lied (Fanlied)                          | Op Zack     | wird vor Heimspielen abgespielt                           |

#### Weitere Fansongs
Neben dem Fanalbum gibt es noch diverse weitere Titel, die der Bonner SC benutzt. Von diesen wurde allerdings nur der Instrumentaltitel Way to Victory speziell für den Verein geschrieben.
| Name des Titels       | Künstler                     | Verwendung                      |
| --------------------- | ---------------------------- | ------------------------------- |
| Way to Victory        | Frank Rest & Franz Wahl      | Einlaufsong bei Heimspielen     |
| Like a Lion           | Mark Forster feat. Gentleman | wird bei Heimspielen abgespielt |
| Welcome to the Jungle | Guns N’ Roses                | wird bei Heimspielen abgespielt |

### Fan- und Vereinsrivalitäten

#### Zwischen Tura und BFV
Der Bonner Sport-Club ist 1965 aus der Vereinigung der beiden Traditionsmannschaften Bonner Fußballverein (BFV) und Tura Bonn entstanden. Zum Zeitpunkt der Vereinigung bestanden beide Vereine bereits mehr als 60 Jahre. Bis 1965 haben sowohl der Bonner Fußballverein als auch die Tura in Fußballsport in Bonn maßgeblich geprägt und gestaltet. Beide Mannschaften hatten während dieses Zeitraumes der Koexistenz eine sehr große sportliche sowie traditionelle Rivalität.
Ein Teil der großen Rivalität zwischen den beiden Vereinen hatte ihren Ursprung primär in der unterschiedlichen gesellschaftlichen Herkunft der Spieler sowie Vereinsmitglieder. Die Mannschaft des Bonner Fußballvereins bestand anfangs nur aus Studenten und auch in späteren Jahren kamen die Spieler dieses Vereins überwiegend aus dem Bonner Süden, wo die wohlhabende Schicht der Großbürger und Akademiker ihr Zuhause hatten, zudem wurde der Verein anfangs nur von Professoren diverser Universitäten geleitet. Die Gründungsgegner standen bei der Tura im Bonner Norden mit einer andersgearteten Bevölkerungsstruktur, die primär auf Handwerkern und Arbeitern basierte. Infolgedessen bildeten sich Gegensätze, und so galt der Bonner Fußballverein als der vornehme Verein der Studenten und Akademiker, während die Tura als „Arbeiterverein“, oder in schlimmeren Fällen sogar als „Proletenverein“ abgestempelt wurde. Die unterschiedliche gesellschaftliche Herkunft prägte zudem auch in gewisser Weise auch den Charakter der beiden Vereine, denn für die Studenten und Professoren, die beim BFV spielten, war der Fußballsport „nur ein schönes Freizeitvergnügen“, zudem stammen die meisten Spieler des Vereins nicht aus Bonn und es fehlte dementsprechend die emotionale Bindung zum Verein. Bei der TuRa hingegen stammen die meisten Spieler aus dem Bonner Norden und waren tief mit ihrem Stadtteil verwurzelt. Hier galt weniger die schöne Spielerei als vielmehr der Kampf, der Einsatz bis zum letzten, die dann auch die Emotionen auf das Publikum überspringen ließ. In Bonner Fußball und darüber hinaus sprach man deswegen vom so genannten „Tura-Geist“. Der Kampfgeist der Turaner wurde so bekannt, dass man späteren Jahren sogar schon vom „alten Tura-Geist“ sprach.

#### Bonner Sport-Club
Ein ehemaliger Rivale des Bonner SC war der FV Bad Honnef. Die ehemalige Ultragruppierung des BSC, die Bande Bonn Ultras, besprühte im Jahre 2015 eine Wand im Stadion des FV Bad Honnef mit der Aufschrift „Bande Bonn“, sowie diverser vulgärer Aussagen und Bedrohungen wie zum Beispiel „Wir kriegen euch!“, infolgedessen Bad Honnef bis heute noch zu einem der größten Rivalen der BSC-Anhänger zählt und bis heute ein sehr starker Hass zu den Lokalrivalen vorhanden sei. Außerdem erhielt eine Gruppe an Bad-Honnef-Anhängern ein sogenanntes „Bonn-Verbot“, das besagte, dass die betreffenden Fans beim Spielbetrieb des Bonner SC die Stadt Bonn nicht betreten dürfen. Da der BSC in die Mittelrheinliga aufstieg und Bad Honnef in der Landesliga blieb, gab es jedoch keine weiteren Derbys mehr.
Bis zum Ende der Saison 2022/23 war zudem Blau-Weiß Friesdorf ein weiterer Rivale. Aufgrund des Abstiegs und der Insolvenz von Friesdorf waren Derbys jedoch nicht mehr möglich. Aber auch vor der Spielzeit 2022/23 gab es schon viele Derbys. So gab es zum Beispiel in der Landesliga-Spielzeit 2011/12 auch schon zwei Duelle zwischen den beiden Rivalen, die jeweils unterschiedlich ausgingen und einen großen Zuschauerzuspruch, vor allem von den damaligen Ultras des Bonner SC.
Der FV Bonn-Endenich und der Siegburger SV 04 sind beide Ligarivalen des Bonner Sportclub. In der Saison 2023/24 spielen beide Vereine mit dem Bonner SC in der Mittelrheinliga. Zwischen dem Bonner SC und dem Siegburger SV kam es in der Vergangenheit schon zu sehr vielen Duellen, was den Hass sowie die Rivalität beider Vereine verstärkt. Damals haben die Tura und der BFV schon gegen Siegburger SV gespielt und waren zudem häufig in der gleichen Liga. Auch zwischen dem Bonner SC und dem FV Bonn-Endenich besteht eine besondere Rivalität durch das sogenannte Karnevalsderby, infolgedessen die Rivalität auch außerhalb des sportlichen Bereiches eine Bedeutung hat. Im Kreispokalfinale verlor der Bonner SC gegen den Endenich, im Anschluss gewann der Bonner SC das Karnevalsderby gegen Endenich 2:0. Zudem kommen durchschnittlich mehr Leute zu Derbys zwischen den beiden Vereinen als zu anderen Pflichtspielen gegen anderen Gegner.

### Fanfreundschaften

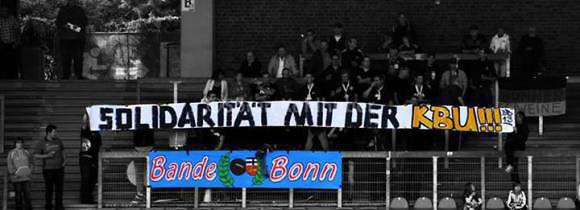
Spruchband mit Solidaritätsbekundung der Bande Bonn Ultras an die Karlsbande Ultras (KBU) bei einem der ersten Heimspiele der Bande Bonn

Eine ehemalige und auch heute noch in Ansätzen gepflegte Fanfreundschaft des Bonner SC bzw. deren Fans/Ultras ist die mit der Alemannia Aachen. Die Bande Bonn Ultras besaß bis zur Auflösung der Bande im Jahre 2017 eine Fanfreundschaft mit der Karlsbande Ultras, den Ultras der Alemannia. Beim ersten Heimspiel nach ihrer Gründung zeigte die Bande Bonn ein Spruchbanner mit einer Solidaritätsbekundung für die KBU. Eine der wesentlichen Gründe für die Freundschaft zwischen den beiden Gruppen war die gemeinsame, stark rechts bis rechtsextremen politische Struktur beider Fanlager. Hintergrund des Spruchbanners war der „Sieg“ der Karlsbande in der eigenen Fankurve, wobei sie eine eher linke Fangruppe aus der Fankurve „vertrieben“ und die eigene rechte Haltung durchsetzte und es infolgedessen Medieninteresse und auch Kritik gab. Durch solche Aktionen wurde die damalige Fanfreundschaft beider Fangruppen unterstrichen. Auch nach der Auflösung der Bande Bonn gab es freundschaftliche, diesmal jedoch auch nonpolitische Strukturen beider Fanlager. Beim Pokalfinale des Mittelrheinpokals im Jahr 2024 organisierten beide Fanlager ein gemeinsames Spruchbanner gegen den Fußball-Verband Mittelrhein, auf dem sie den Ticketpreis für das Pokalfinale kritisierten.
Auch mit einer Ultragruppierung von Bayer Leverkusen, Forza Unita Leverkusen 2012, gab es eine Fanfreundschaft.

### Maskottchen
Das Maskottchen des Bonner SC, „Didi“, ist gemäß dem Vereinstier ein Löwe. Das Maskottchen ist hauptsächlich bei bedeutsamen Heimspielen des Vereins dabei, wo es in einem lebensgroßen Löwenkostüm verkörpert wird. Zudem gibt es im Shop des BSC eine kleinere Miniaturversion des Maskottchens als Kuscheltier.